# Elektronenröhre

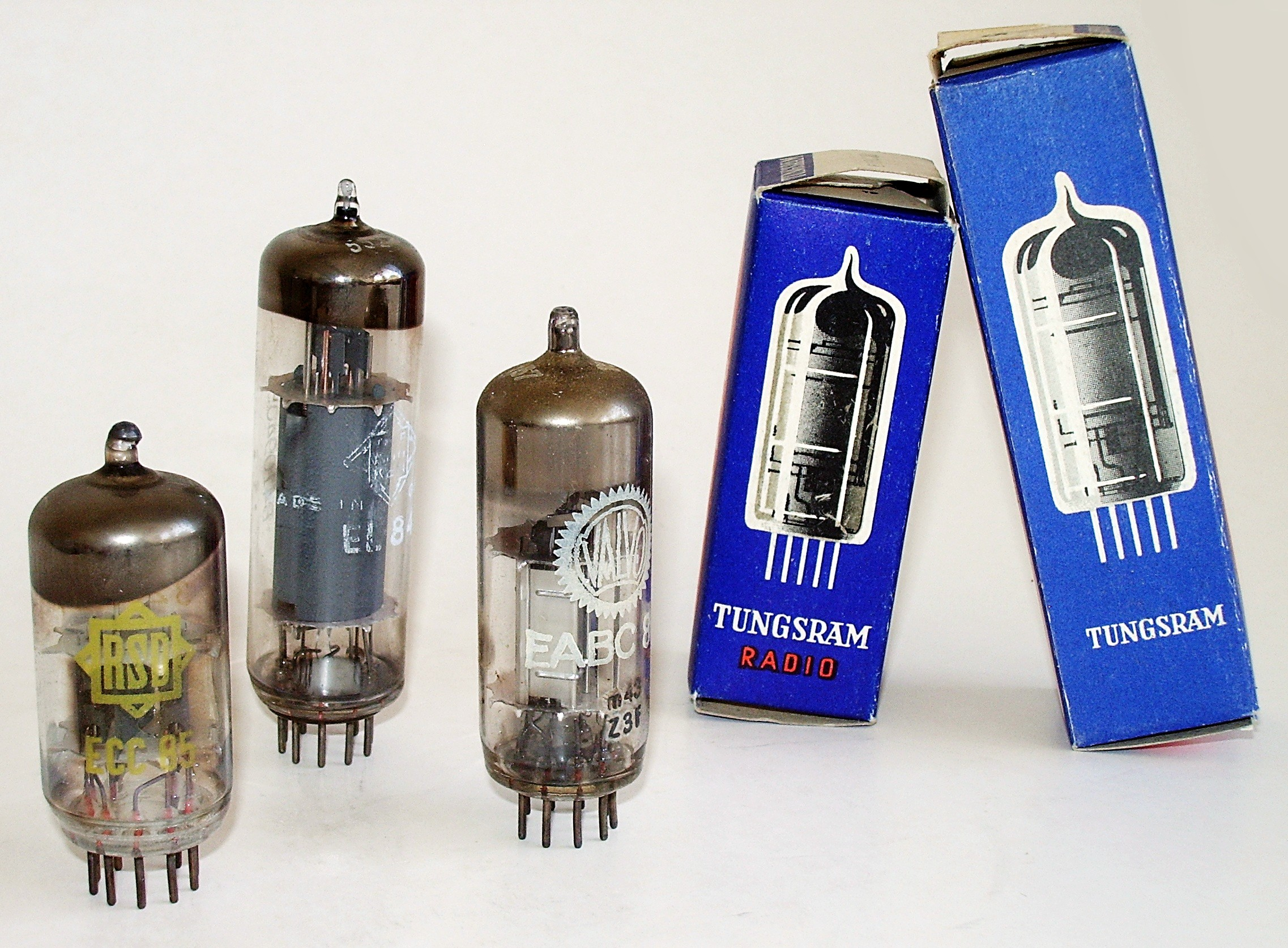
Radioröhren: ECC85, EL84 und EABC80

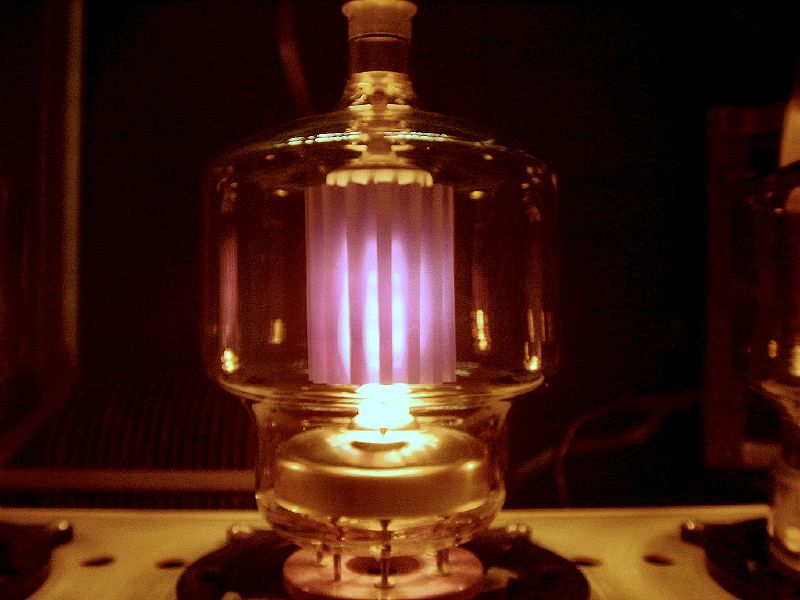
Senderöhre in Betrieb

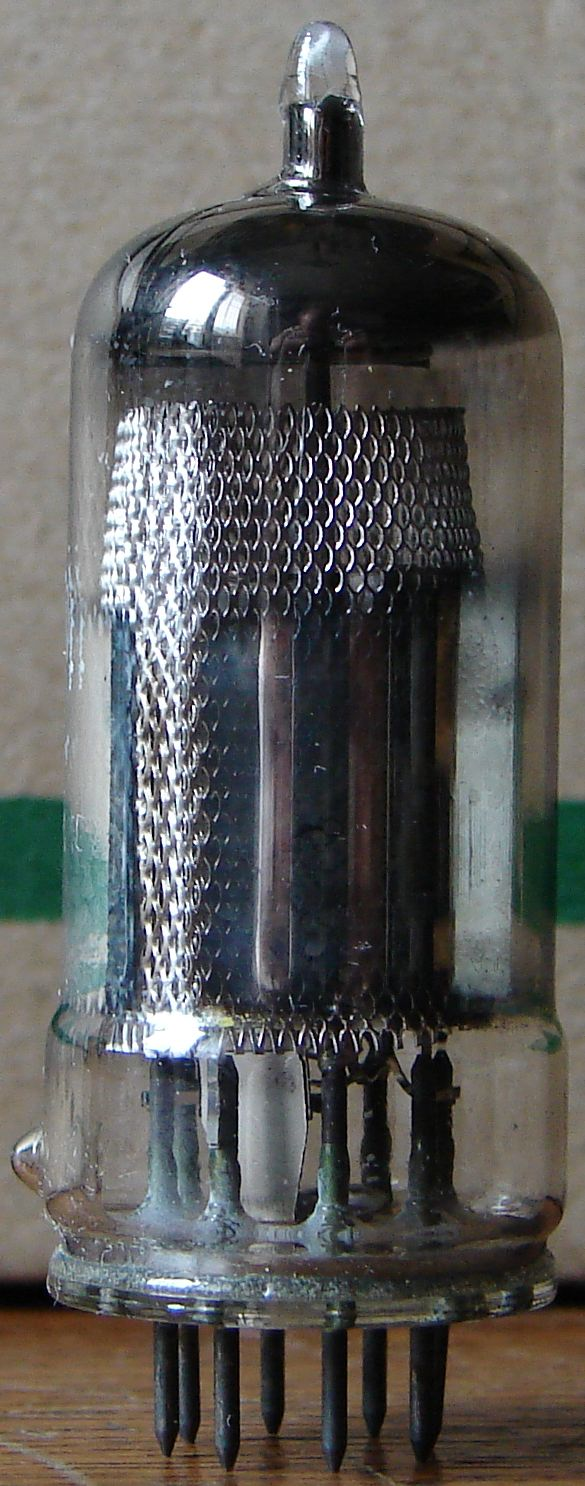
Rimlock-Pentode EF42

Eine Elektronenröhre ist ein aktives elektrisches Bauelement mit Elektroden, die sich in einem evakuierten oder gasgefüllten Kolben aus Glas, Stahl oder Keramik befinden. Die Anschlüsse der Elektroden sind aus dem Röhrenkolben nach außen geführt. In ihrer einfachsten Form als Diode enthält eine Elektronenröhre eine beheizte Kathode (Glühkathode) und eine Anode. Elektronenröhren dienen zur Erzeugung, Gleichrichtung, Verstärkung oder Modulation elektrischer Signale.
Aus der Glühkathode treten negativ geladene Elementarteilchen als freie Elektronen aus und werden durch die Wirkung eines elektrischen Feldes zur Anode bewegt. Dieser Elektronenstrom lässt sich durch ein Steuergitter zwischen Kathode und Anode beeinflussen, denn durch unterschiedliche Gitterspannungen bzw. elektrische Felder wird der Elektronenfluss stärker oder geringer gehemmt. Darauf beruht die Verwendung der Elektronenröhre als Verstärker oder Oszillator.
Elektronenröhren waren bis zur Einführung des Transistors die einzigen schnellen aktiven (steuerbaren) Bauelemente der Elektronik. Bis dahin standen als aktives Zweitor lediglich Transduktoren und Relais zur Verfügung, wobei Letztere nur zwei Zustände (ein/aus) kannten und ihre Schaltgeschwindigkeit durch die bewegte Masse begrenzt war. Elektronen weisen eine weitaus geringere Masse auf, daher können mit ihrer Hilfe weitaus höhere Frequenzen verarbeitet werden.
Je nach Röhrentyp kann ein Gas niedrigen Drucks enthalten sein, das eine zusätzliche Ionenleitung bewirkt und die Wirkung der Raumladung kompensiert.
Auch heute sind auf vielen Gebieten noch Röhren im Einsatz. Starke Sendeanlagen werden mit Elektronenröhren betrieben, Magnetrons werden in Radaranlagen und Mikrowellenherden eingesetzt. Ältere Fernsehgeräte und Computermonitore verwenden Kathodenstrahlröhren. Als Audioverstärker werden im High-End-Bereich ebenfalls noch Röhrenverstärker verwendet. Auch viele E-Gitarristen und -Bassisten schätzen den charakteristischen Klang eines Röhrenverstärkers. Fluoreszenzanzeigen dienen zur optischen Signalisierung von Gerätezuständen von Geräten wie CD-Spielern, Videorekordern und so weiter, werden aber immer mehr durch Flüssigkristallanzeigen und organische Leuchtdioden verdrängt.
Etliche Röhrentypen mit entsprechender Nachfrage werden noch heute vorwiegend in Russland und China produziert. Einige sind auch noch aus alten (militärischen) Ersatzteilbeständen (New Old Stock) verfügbar.

## Geschichte

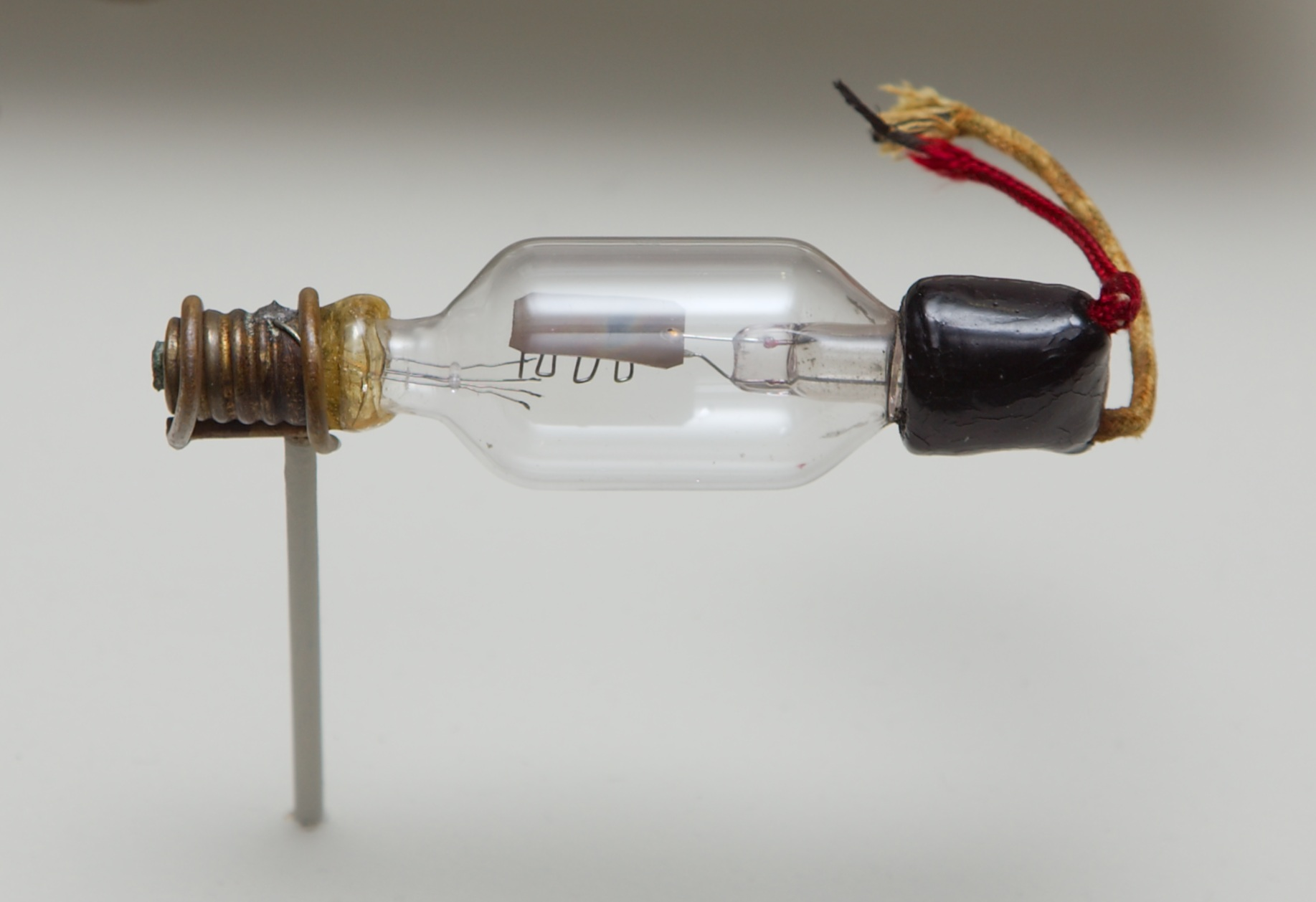
Eine der ersten Trioden von Lee de Forest (1906). Die Metallplatte oben ist die Anode, der mäanderförmige Draht darunter das Steuergitter. Der Glühfaden (Kathode) war zwischen den vier Haltedrähten darunter gespannt, ist aber durchgeglüht.

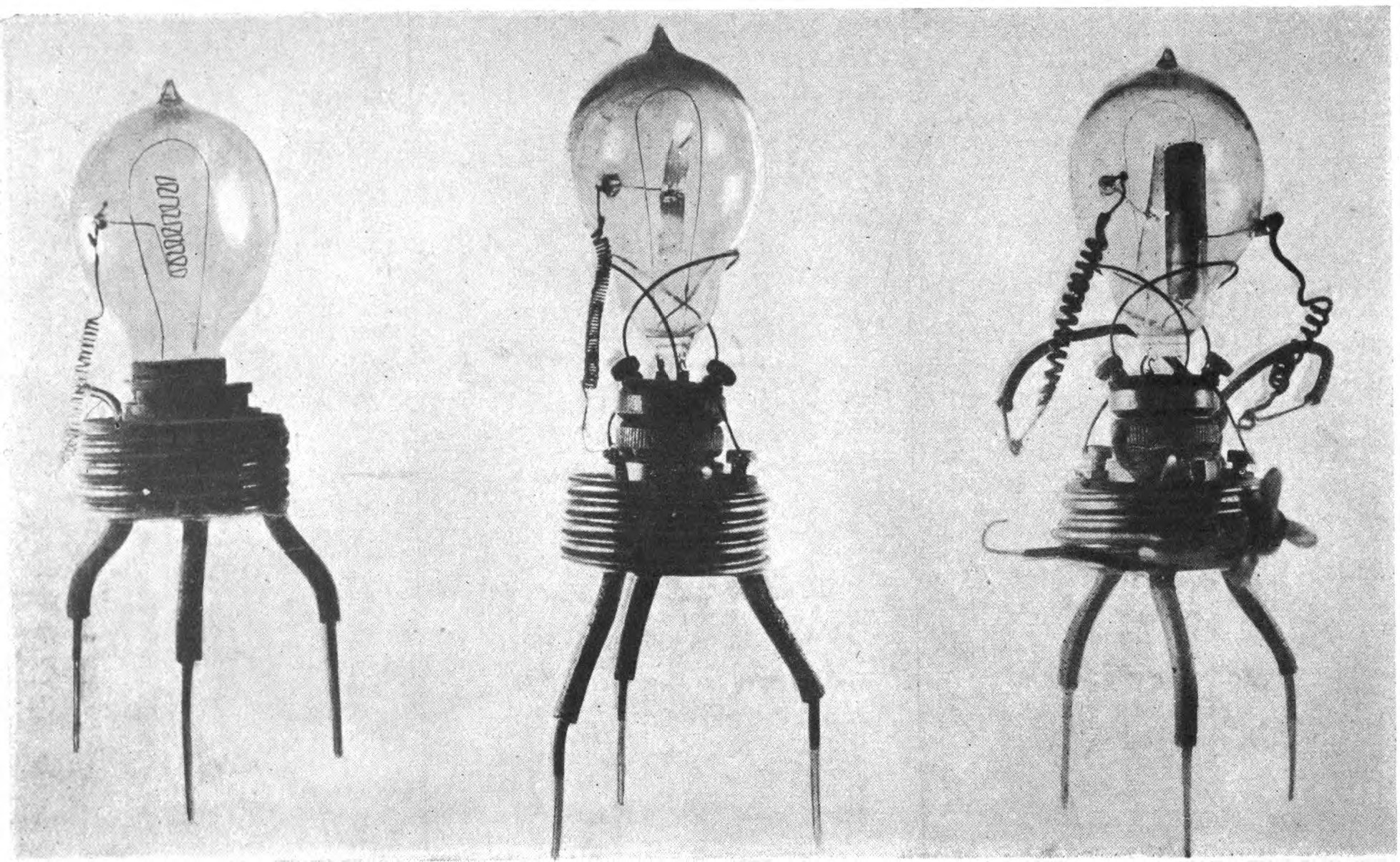
Erster Prototyp der Vakuum-Diode von Fleming, um 1905

Der Physikochemiker Frederick Guthrie entdeckte 1873 die Glühemission, allerdings ohne praktische Auswirkungen. 1880 wurde der Effekt von Thomas Alva Edison bei Versuchen mit Glühlampen unabhängig von Guthrie wieder beobachtet. Die Beobachtung erfolgte bei Glühlampen, die eine zusätzliche Elektrode im Glaskörper enthielten. Dabei erkannte Edison, dass der Elektronenfluss zwischen Glühfaden und Elektrode mit dem Heizstrom zunimmt. Diese Gesetzmäßigkeit wurde in Folge Edison-Richardson-Effekt benannt. Die erste elektronische Schaltung, die diesen Zusammenhang ausnutzte, war ein Gleichspannungs-Spannungsregler, den Edison 1883 patentieren ließ.
Die Vakuum-Diode wurde 1904 vom englischen Physiker John Ambrose Fleming patentiert. Auf der Suche nach einem verbesserten Detektor für Radiowellen entdeckte Fleming, dass der Edison-Richardson-Effekt zur Detektion beziehungsweise Gleichrichtung genutzt werden konnte.
Der österreichische Physiker Robert von Lieben entwickelte eine quecksilberdampfgefüllte Verstärkerröhre mit zwei Elektroden und elektrostatischer oder elektromagnetischer Beeinflussung von außen – die sogenannte Liebenröhre – und meldete sie am 4. März 1906 beim Kaiserlichen Patentamt des Deutschen Reiches als Kathodenstrahlrelais zum Patent an. Zusammen mit Eugen Reisz und Sigmund Strauß, deren vorrangiges Ziel ein Telefonverstärker war, formuliert Lieben in seinem Patent explizit die Verstärkung des elektrischen Signals als Erfindungszweck.
Unabhängig von Lieben entwickelte der US-amerikanische Erfinder Lee de Forest die Audionröhre und meldete am 25. Oktober 1906 diese gasgefüllte Röhre, die eine zusätzliche dritte Elektrode als Steuergitter hatte, zum Patent an. Lieben und De Forest führten später einen jahrelangen Rechtsstreit.
De Forest stellte den Bell Telephone Laboratories im Oktober 1912 einen Röhrenverstärker vor. Innerhalb eines Jahres wurde dieser markttauglich gemacht, indem es gelang, in den Röhren ein Hochvakuum zu erzeugen. Harold D. Arnold von Western Electric benutzte eine Vakuumpumpe nach Wolfgang Gaede. Irving Langmuir von General Electric benutzte zusätzlich noch eine Kühlfalle mit flüssiger Luft. 1913 wurde die Hochvakuum-Triode Type A bei Western Electric gebaut. Pliotron war der Name, den General Electric für seine ersten Hochvakuum-Trioden wählte. Die ersten Röhrenverstärker wurden Ende 1913 für Telefonverbindungen zwischen New York und Baltimore und ab Ende 1914 zur Verstärkung der Signale auf dem Atlantik-Seekabel eingesetzt.
1914 patentierte das Lieben-Konsortium eine mit Quecksilberdampf gefüllte Röhre mit Steuergitter und Wärmeschutzmantel als Schaltverstärker in der Funk-Telegrafie. Trotz dieser Bemühungen um gasgefüllte Röhren setzten sich auch in Deutschland bei diesen Anwendungen die Vakuumröhren ab etwa 1914/1915 durch.
Bei Siemens & Halske in Deutschland entwickelte Walter Schottky 1916 die Tetrode (Schirmgitterröhre). Die frühen Tetroden – wie die SSI von 1917 – hatten eine bessere Verstärkung als Trioden, waren aber nur für Niederfrequenz-Verstärker geeignet.
Henry Joseph Round entwickelte 1916 bei der Marconi Company in England die Hochfrequenztriode V24. HF-Verstärker zur Funkpeilung wurden 1916 von britischer Seite bei der Skagerrakschlacht eingesetzt.
Eduard Schrack produzierte 1919 erstmals die von ihm entwickelte Radioröhre Triotron industriell. Dazu errichtete er eine Produktionsstätte in Wien. Er gilt als der Vater der österreichischen Radioindustrie.

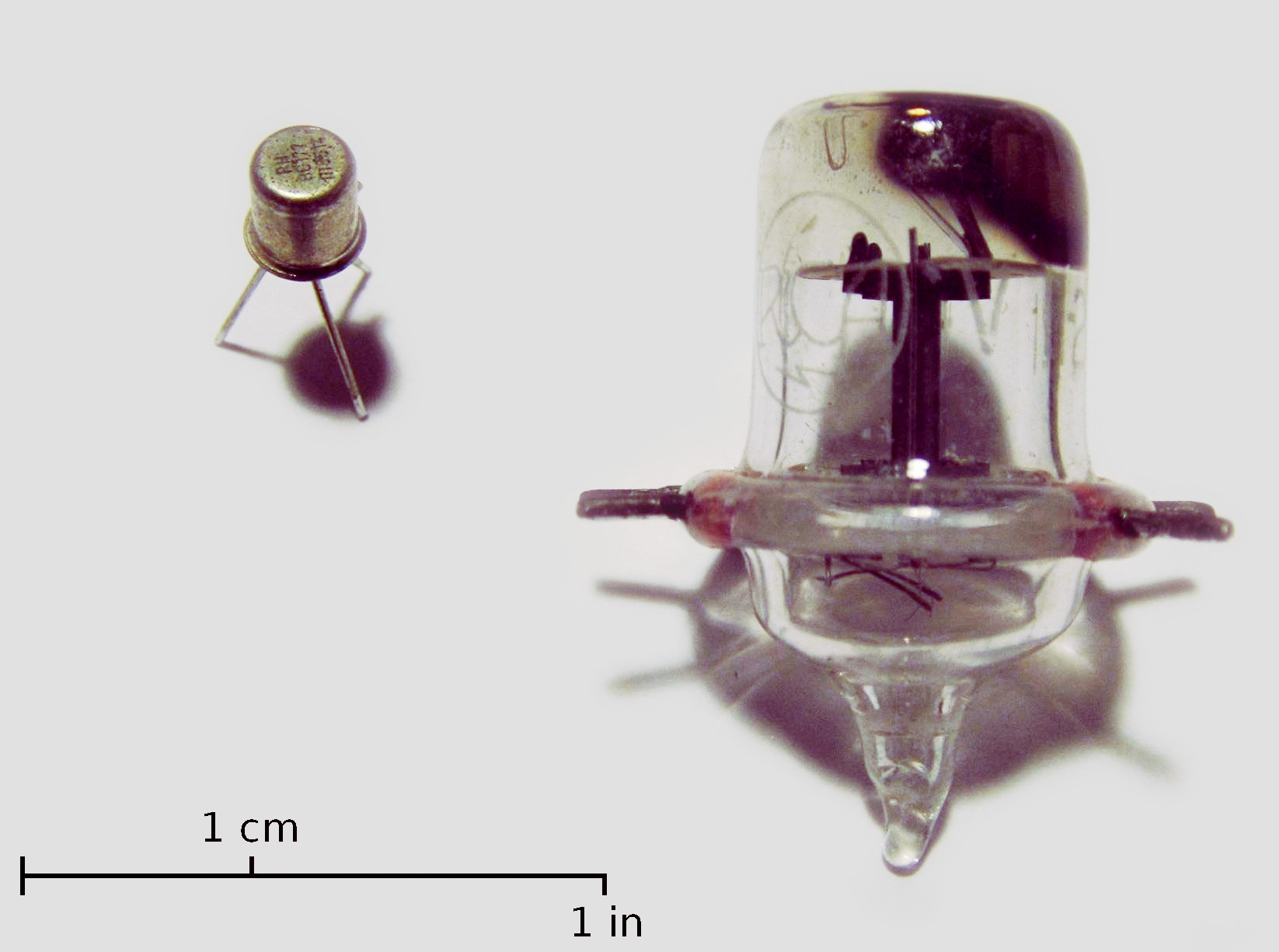
Eichelröhre 955 von RCA, mit Transistor zum Größenvergleich

Hendrik van der Bijl aus Südafrika entwickelte 1919 die erste Miniaturröhre, die ab 1923 von Western Electric als 215A vertrieben wurde. RCA vertrieb ab 1934 die Eichelröhre (acorn tube) 955 als erste Allglas-Röhre. Die Allglas-Bauform erlaubte den Betrieb bis in den UHF-Bereich, was für Radaranlagen wichtig war. Weitere Miniaturisierung führte 1948 zur bleistiftdicken Subminiaturröhre DF70 für Hörgeräte.
Die französische Firma Métal produzierte ab 1924 die Doppelgitter-Röhre (Bigrille) RM als Mischröhre, die besonders in Radioempfängern der Firma Eugène Ducretet (heute Thales Group) eingesetzt wurden. Die Entwicklung von Mischröhren für die Frequenzumsetzung von Radiofrequenz auf Zwischenfrequenz im Superhet führte unter anderem zu den Mehrsystemröhren ECH4 und ECH81 (1952), welche eine Triode zum Betrieb des Mischoszillators und eine Heptode zur Mischung enthielten.
Im Philips-Laboratorium in Eindhoven entwickelte Bernard Tellegen 1926 die Pentode zur Serienreife. Die NF-Endpentode B443 war ab 1927 lieferbar. Die Pentode wurde zum Standard-Verstärkerelement der Röhrenära. In der Eingangsstufe von UKW- und Fernsehempfängern wurden allerdings nach einigen Experimenten mit Pentoden wieder Trioden in Kaskode-Schaltung benutzt, da diese kein Stromverteilungsrauschen aufweisen. Pentoden und Beam-Power-Tetroden wurden in der Endstufe von Niederfrequenz-Verstärkern eingesetzt.
Manfred von Ardenne entwickelte 1926 gemeinsam mit Siegmund Loewe (Patentinhaber) in Deutschland eine der ersten Mehrsystemröhren, die sogenannte Dreifachröhre Type 3NF, in der außer drei Triodensystemen auch vier Widerstände und zwei Kondensatoren untergebracht waren. Sie war eine Art integrierter Schaltkreis und wurde im Radioempfänger Audion OE333 eingesetzt.
Röhrenbasierende Logik war die erste, die in elektronischen Computern wie ENIAC oder der IBM 701 eingesetzt wurde, bis sie Ende der 1950er Jahre in Computern wie der PDP-1 und der IBM 7090 durch Transistoren abgelöst wurde.
In Rundfunkempfängern, Verstärkern und Fernsehern wurden ab den späten 1950er Jahren die Elektronenröhren nach und nach durch Transistoren ersetzt. Einige Geräte der Unterhaltungselektronik blieben bis in die 1970er Jahre zumindest teilweise mit Röhren ausgestattet. Die Bildröhre von Fernsehern und Computermonitoren wurde erst in den 2000er Jahren durch Geräte mit Flüssigkristallbildschirm oder OLEDs abgelöst.
Aufgrund ihrer Resistenz gegen kosmische Strahlung, die ionisierende Strahlung von Kernwaffen und den EMP wurden auf dem Gebiet der Raumfahrt und des Militärs noch bis in die 1970er Jahre Verstärkerröhren entwickelt, besonders in der UdSSR. Ein MiG-25-Kampfflugzeug verfügt über zahlreiche Subminiaturröhren; diese waren oft mit Bleiblechen umhüllt.

## Mechanischer Aufbau

Schnittdarstellung durch eine Elektronenröhre (Triode)

Die klassische Hochvakuum-Elektronenröhre besteht aus einem geschlossenen Kolben, in dem das Elektrodensystem eingebaut ist. Durchführungsdrähte stellen die elektrische Verbindung mit der Schaltung her.
Die Stoffe der Einzelteile müssen in einer hohen Reinheit vorliegen. Je nach Kombination können schon Spuren von Fremdstoffen die Lebensdauer einer fertigen Röhre deutlich verschlechtern. Während der Formgebung werden immer wieder Reinigungsschritte durchgeführt, sei es durch mechanische Bearbeitung, Glühen, Oxidieren oder Lösen der unerwünschten Oberflächenschichten.
Sowohl bei der Herstellung der Einzelteile als auch beim Zusammenbau ist Sauberkeit unabdingbar. Fett und Schweiß der Hand, Staub, Fusseln der Umgebung wirken sich bei späteren Herstellungsschritten langfristig vakuumverschlechternd aus oder es bilden sich durch die Erhitzung chemische Verbindungen, die später die Emissionsfähigkeit der Kathode beeinträchtigen.

### Äußerer Aufbau

#### Anfangszeiten

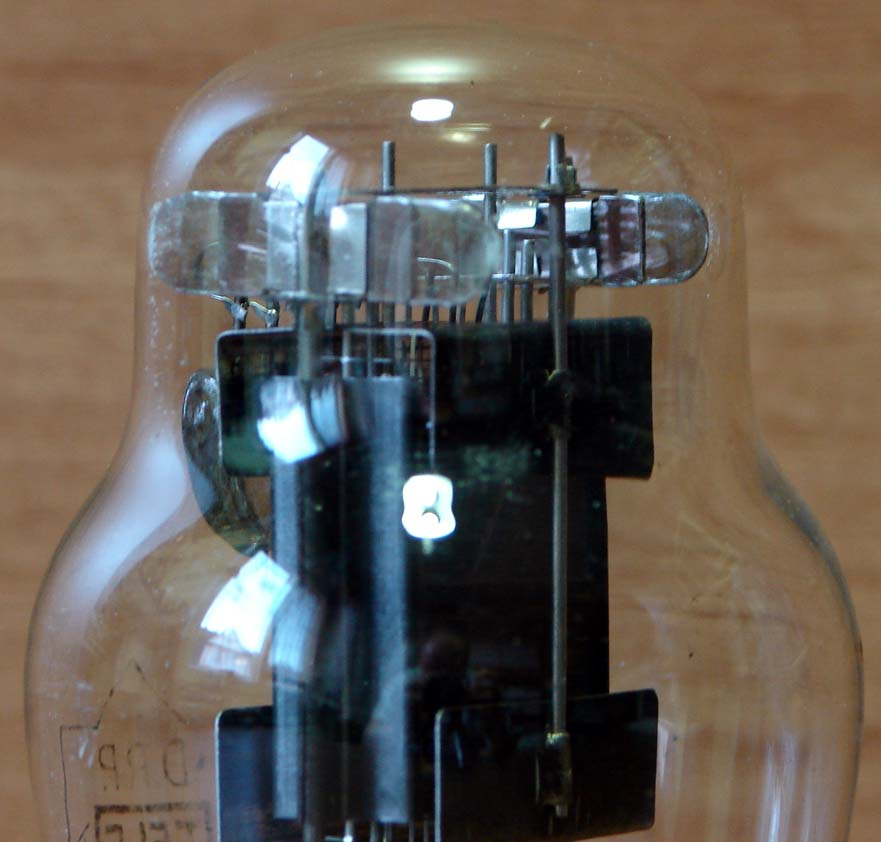
Domkolbendetail einer AL1

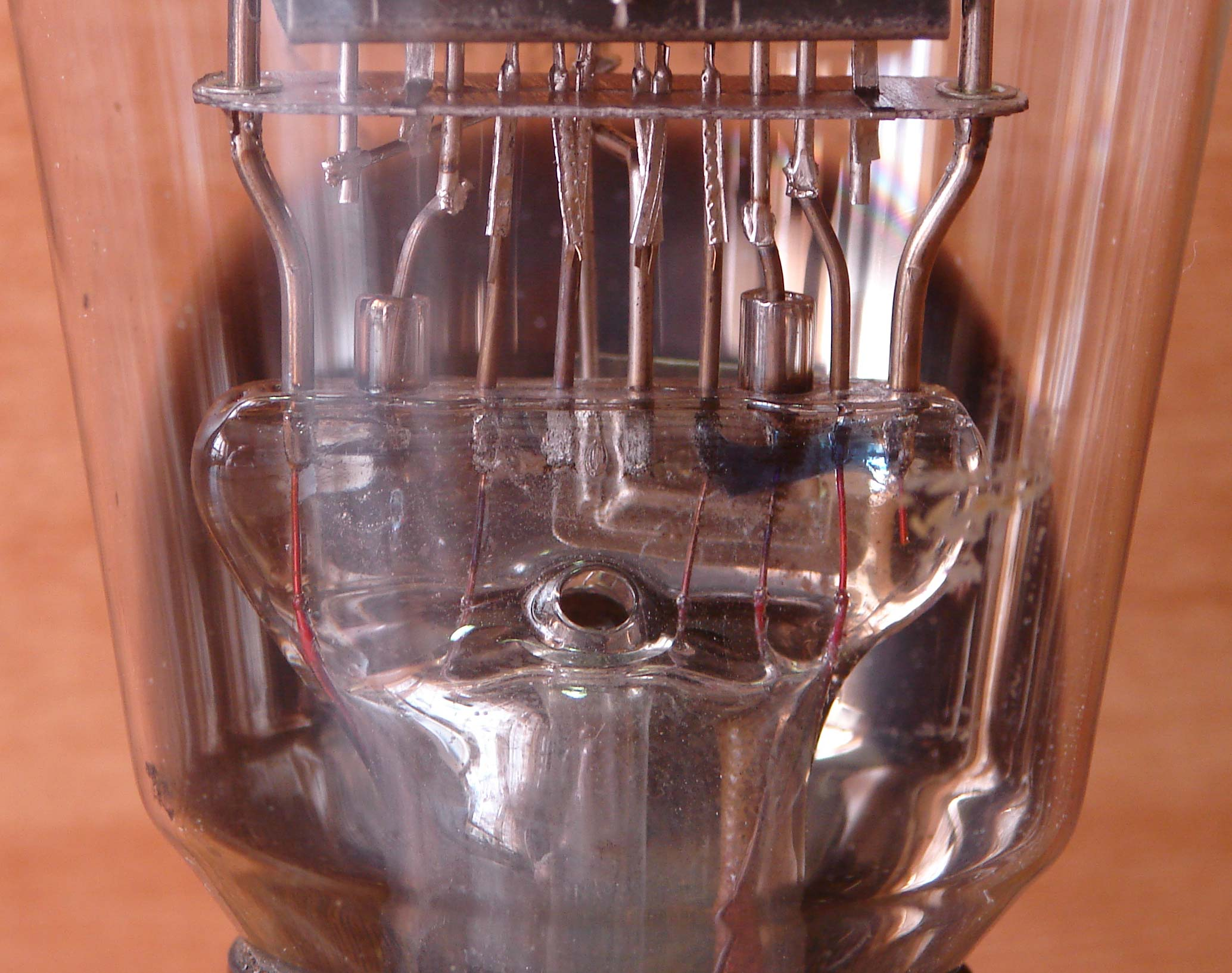
Quetschfußaufbau einer AL1

In der Anfangszeit der Röhren bestand der Kolben ausschließlich aus Glas. Das waagerecht liegende Elektrodensystem wurde an stabile Haltedrähte in einem Quetschfuß angeschweißt. Diese Haltedrähte wurden mit Durchführungsdrähten durch die Quetschverbindung geführt und schlussendlich in einen Sockel aus Bakelit eingefädelt und mit dessen Kontakten verlötet. Der Sockel wurde mit dem Glaskolben verkittet. Dieser Aufbau war eine direkte Weiterentwicklung der Glühlampenfabrikation und ermöglichte einen hinreichend stabilen Aufbau des Systems.
Die besondere Herausforderung besteht in einer vakuumdichten Verbindung von Durchführungsdraht und Kolben. Im Laufe der Zeit wurden hier Verbundmetalldrähte wie Fernico entwickelt, die beim Schmelzvorgang durch die Glasmasse gut benetzt werden und somit keine nennenswerte Lücken für Diffusion von Gasmolekülen hinterlassen. Auch die Glasgemische wurden weiterentwickelt, bis sich die Wärmeausdehnung von Anschlussdraht und Glaskolben nur noch unerheblich unterschieden.
Im Laufe der Zeit wurde die freitragende Montage aufgegeben, da die Elektroden im Röhrensystem sehr empfänglich für Mikrofonie waren. Stattdessen wurde der Domkolben etabliert. Dessen Höhe war der Höhe des jetzt senkrecht aufgebauten Elektrodensystems genau angepasst; an der Oberseite des Systemaufbaus waren Glimmerflügel angebracht, die seitlich an die Kolbenwand drückten und somit das System schwingungsarm im Kolben fixierten.
Durch diesen Quetschfußaufbau ergaben sich vergleichsweise lange Anschlussdrähte. Deren Eigeninduktivität sowie Kapazitäten durch die Parallelführung der Drähte in den Kolben hinein verwehrten diesen Röhren einen sinnvollen Einsatz im UKW-Frequenzbereich und darüber. Eine weitgehende Entkopplung des Gitteranschlusses über eine am Kolbenkopf angebrachte Anschlusskappe verkomplizierte die Fertigung der Röhren, ermöglichte aber auch höhere Verstärkungen.
Parallel zum Glaskolben wurden auch Röhren mit Stahlkolben gebaut.

#### Späterer Aufbau
Auch während der Stahlröhrenepoche blieb die Glasröhrenentwicklung nicht stehen. Die weitere Verfeinerung der Herstellungstechniken ermöglichte eine erhebliche Reduzierung der Kolbenabmessungen:
| Röhre     | Höhe  | Durchmesser |
| --------- | ----- | ----------- |
| EF12      | 58 mm | 47 mm       |
| RV12P2000 | 43 mm | 27 mm       |
Prominentestes Beispiel ist die RV12P2000, die wiederum einen senkrechten Systemaufbau im zylindrischen Glaskolben zeigt. Für die mechanische Fixierung des Systems sorgen an den Ober- und Unterseiten des Systems angebrachte Glimmerplättchen mit gefiedertem Außenrand, die ein seitliches Schwingen im Kolben weitestgehend unterbinden. Als grundlegende Neuerung ist die Benutzung eines Pressglastellers für die Anschlussdurchführungen erwähnenswert, welcher den herkömmlichen, hochfrequenztechnisch problematischen Quetschfuß-Aufbau ablöste.
Unter steigendem Druck der Herstellungskosten bildete sich Anfang der 1940er Jahre die übliche Allglasröhre mit Pressglassockel heraus. Die sehr kurzen Anschlussstifte aus Chromeisen oder Nickel ermöglichen den Einsatzbereich dieser Sockelung bis in den UHF-Bereich hinein und ermöglichen durch stabile Schweißverbindungen mit dem übrigen System eine Lagestabilisierung auch in der Senkrechten. Dieser Aufbau wurde Anfang der 1940er Jahre mit den Loktalröhren (Philips, Tungsram) eingeführt und mit den Rimlockröhren (Philips/Valvo, 1947) weiter miniaturisiert.
Der 1940 eingeführte Miniatursockel und der 1951/52 etablierte Novalsockel zeigen durch eine Lücke im Stiftkreis ohne externe Hilfsmittel die richtige Ausrichtung in der Fassung an und sind auch heute noch Stand der Technik bei Kleinsignalröhren.
Röhren größerer Leistung weisen wegen besserer Isolation und Materialkostenersparnis oftmals einen weniger schwingungsfreien Aufbau auf. So ist bei Senderöhren (und bei Hochspannungsröhren, PD500, DY8…) die Anode oft nur durch eine Durchführung durch den Glaskolben fixiert. Durch die generell größeren Elektrodenabstände in diesen Röhren wirkt sich ein eventuell mechanisches Schwingen der Elektroden allerdings nicht so stark aus wie bei Kleinsignalröhren.
Ebenfalls gab es Weiterentwicklungen der Keramiktechnologie, die in den nur noch fingerhutgroßen Nuvistorröhren mündete. Zu diesem Zeitpunkt war die Halbleitertechnologie aber schon so weit auf dem Vormarsch, dass diese Typen sich nicht mehr in nennenswertem Umfang verbreiten konnten.

### Innerer Aufbau

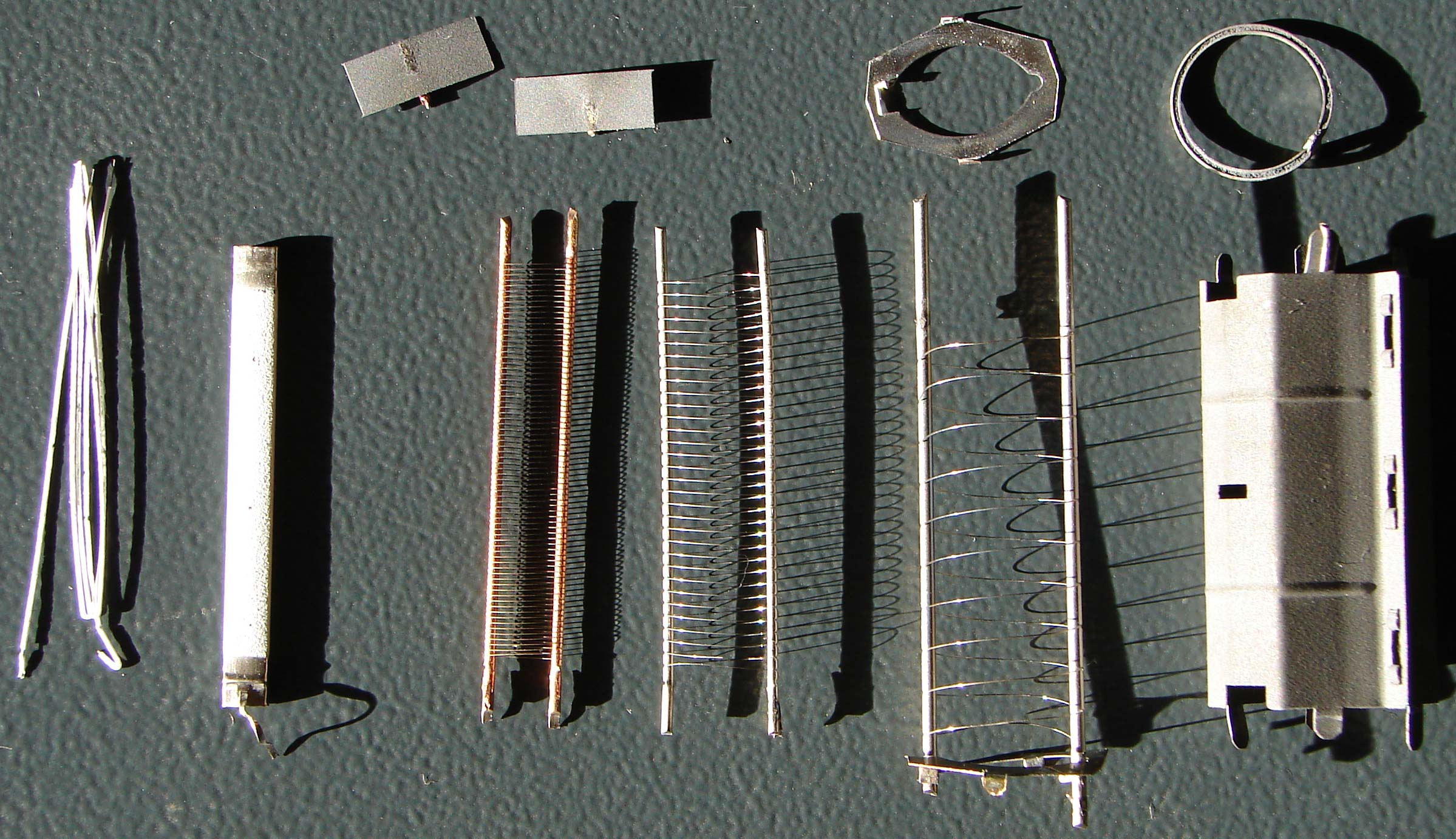
Die Einzelteile einer Valvo-EL84

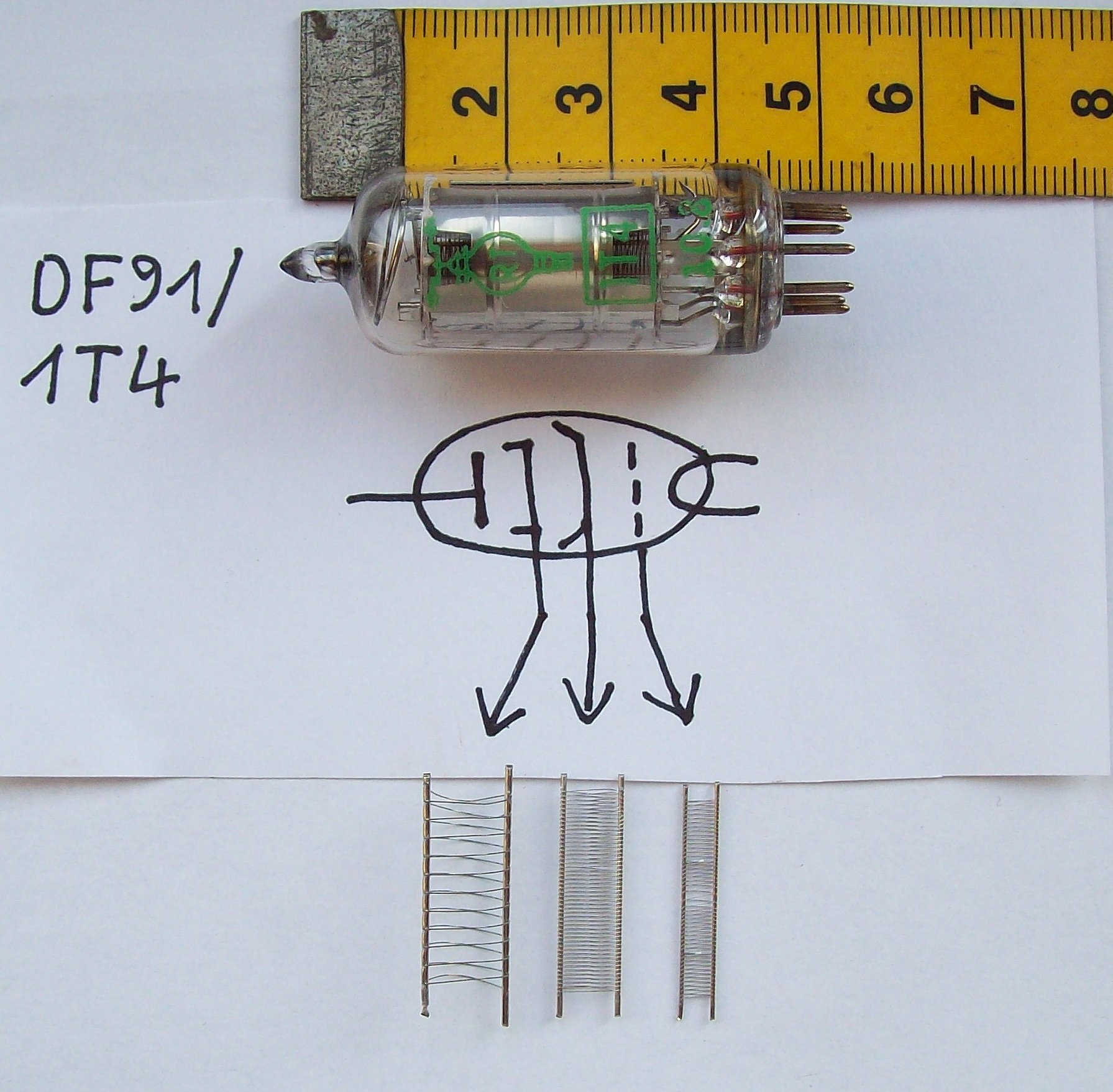
Die drei Gitter einer DF91

Das eigentliche Elektrodensystem der Röhre wurde in der Anfangszeit freitragend auf dem Quetschfuß aufgebaut. In Einzelfällen wurde über dem Röhrensystem noch eine Glasbrücke eingearbeitet, welche auch von oben her den maßhaltigen Sitz der Röhrenelektroden sichern sollte. Später ging man bei der Domkolbenbauweise auf einen keramikbrückenbasierten Aufbau über, da die Glasbrücken verlustbehaftet waren, Kapazitätserhöhungen mit sich zogen und die Mikrofonieempfindlichkeit nicht spürbar reduzierten. Die einzelnen Systembestandteile wie Gitter und Kathode werden mit ihren Enden in Aussparungen der Brücken eingeführt und somit gegen seitliches Verrutschen fixiert. Die Keramikbauteile wiesen allerdings eine sehr hohe Neigung zur Sekundärelektronenemission auf, weswegen bald Glimmerplättchen aus Muskovit an Stelle der Keramik traten. Es müssen zudem keine thermischen Ausdehnungsfragen der Elektroden beachtet werden, weil Glimmer im Vergleich zu Keramik in geringem Maße elastisch ist. Aus dem gleichen Grund können die Stanzlöcher in den Glimmerplättchen eher knapp bemessen werden, so dass die Elektroden sehr stramm sitzen, was wiederum mechanische Schwingungen (Mikrofonie) unterbindet. Abschließend dient die meist zylindrisch oder kastenförmig ausgebildete Anode als waagerechte Fixierung der Glimmerplättchen zueinander.
Wie sehr die Miniaturisierung in wenigen Jahren fortgeschritten ist, zeigt die folgende Tabelle:
|                 | AF7 (1935)[22] | EF12 (1938)[23] |
| --------------- | -------------- | --------------- |
| Kathoden-ø      | 001,8 mm       | 000,8 mm        |
| Abstand k – g1  | 000,40 mm      | 000,23 mm       |
| Abstand g1 – g2 | 001,05 mm      | 000,55 mm       |
Die meisten Elektrodensysteme sind konzentrisch aufgebaut. Das komplett zusammengebaute System wird mit den Sockelanschlüssen punktverschweißt und der Kolben danach mit dem Sockelteller bzw. Quetschfuß verschmolzen.
Weitere Details zum mechanischen Aufbau finden sich auch in den Abschnitten zu Kathode, Anode und den weiteren Elektroden.

### Evakuierung

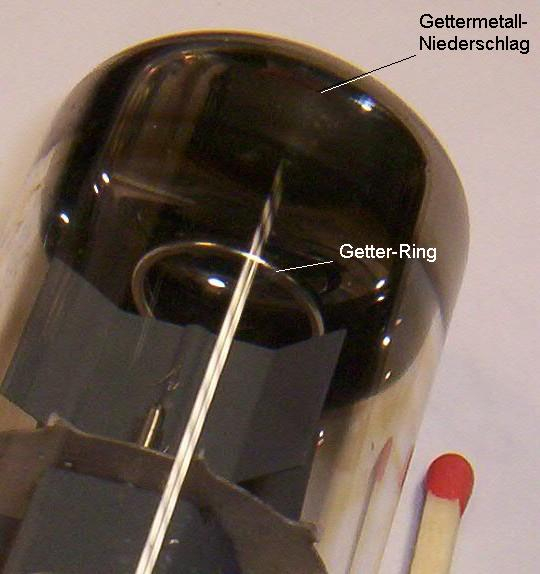
Getterring und Getterspiegel in einer Elektronenröhre, Glimmerplättchen zur Elektrodenfixierung

Die Röhre muss nun ausgepumpt werden. Das Vakuum in der Röhre ist notwendig, damit die Elektronen eine ausreichende freie Weglänge haben und nicht durch Gasmoleküle abgebremst werden.
Nach dem Abschmelzen der Röhrenkolben wird die Röhre über das Pumpröhrchen an eine Vakuumpumpe angeschlossen. Während des Pumpvorganges beginnt ab einem gewissen Unterdruck in der Röhre das so genannte Ausheizen. Dazu wird die Röhre mittels des eigenen Heizfadens erwärmt; gleichzeitig werden über ein leistungsfähiges Hochfrequenzfeld (einige 100 kHz) ähnlich wie bei einem Induktionskochfeld gezielt die metallischen Innenteile des Röhrensystems zum Glühen gebracht, während der Getter ausgespart wird. Das Verfahren dient dazu, die durch Adsorption an den Oberflächen sowie durch die Van-der-Waals-Kräfte physikalisch gebundenen Gasmoleküle schneller abzulösen und mit abzupumpen. Damit wird die Evakuierzeit verkürzt, die über die geplante Lebensdauer der Röhre verbleibende Qualität des Vakuums verbessert und somit der Einsatz von Gettermaterial verringert.
Um die Qualität des Vakuums über die Betriebszeit zu erhalten, ist es unabdingbar, dass die Röhre im Regelbetrieb keinen höheren Temperaturen als beim Ausheizen ausgesetzt ist. In den einzelnen Elektrodenteilen können durchaus noch Gasreste vorhanden sein, die sich aber nur bei höheren Temperaturen ausheizen ließen. Die Ausheiztemperatur ist ein Kompromiss aus Wirtschaftlichkeit (Ausheizdauer und -temperatur: Leistungsaufnahme der HF-Generatoren und Pumpen), Vakuumgüte über die Lebensdauer und Vermeiden von Beschädigungen (Weichwerden und Verziehen des Kolbenglases oder innerer Elektroden durch zu hohe Temperaturen). Wird die Röhre überlastet, wird die verbliebene Restgasmenge (je nach Dauer und Temperatur teilweise) ausgetrieben und verschlechtert das Vakuum permanent.
Abschließend wird das Pumpröhrchen abgeschmolzen, zurück bleibt der charakteristische Glaszapfen. Als nächster Schritt wird gezielt der Getter „gezündet“, der im Regelbetrieb der Röhre freiwerdende oder von außen eindiffundierende Gase bindet. Auf der inneren Wandung vieler Röhren ist zumeist im oberen Teil ein spiegelnder Belag zu sehen, der durch diesen Getter hervorgerufen wird.
Hat eine Röhre durch Beschädigung Luft gezogen, reagiert der Getter mit den eingetretenen Gasen. Das wird durch den Schwund der spiegelnden Schicht und den verbleibenden milchig-weißen Belag sichtbar. Andere Gettertypen, welche ohne Glasspiegel direkt mögliche Gasreste binden, wurden etwa bei Hochspannungsröhren verwendet.

### Abschluss der Fertigung
Danach wird die Röhre noch künstlich gealtert, damit ihre Betriebsparameter über den Zeitraum der erwarteten Lebensdauer stabil bleiben. Nach einer abschließenden Qualitätskontrolle werden die Röhren gestempelt, verpackt und versendet.

## Funktionsweise

### Elektronenstrom

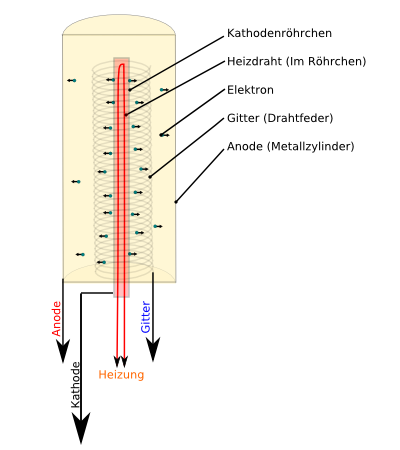
Schematischer Aufbau einer Röhrentriode

Der Elektronenstrom, der bei Anlegen der Anodenspannung zwischen Kathode und Anode den luftentleerten Raum durchfließt, kann in seiner Richtung und Stärke durch die Einwirkung elektrischer (Steuerspannungen) und magnetischer Felder (Ablenkspulen) beeinflusst werden. Ein gerichteter Elektronenstrom wird als Elektronenstrahl bezeichnet.
Die Elektronen werden thermisch an der beheizten Kathode emittiert (ausgesandt) und durch ein elektrisches Feld zwischen Anode und Kathode Richtung Anode beschleunigt und ermöglichen so die Funktion der Elektronenröhre.
Auch die gleichrichtende Wirkung der Elektronenröhre, insbesondere der Röhrendiode, basiert auf diesem Effekt: Während die Kathode beheizt wird und somit relativ viele Elektronen emittieren kann, kann bei umgekehrter Polung die Anode keinen nennenswerten Elektronenstrom emittieren, weil sie dazu zu kühl ist.
In Sonderfällen wird Feldemission einer spitz geformten Kathode eingesetzt. Meist möchte man jedoch Feldemission vermeiden, wofür man insbesondere bei hohen Spannungen die Elektrodenkanten abrundet.

### Kennlinie der Verstärkerröhre
Die im nebenstehenden Bild dargestellte Kurve stellt den typischen Zusammenhang zwischen Anodenstrom und Gitterspannung dar. Die genaue Lage der Kurve hängt vom jeweiligen Röhrentyp und der Anodenspannung ab. Gemeinsam sind folgende Eigenschaften:

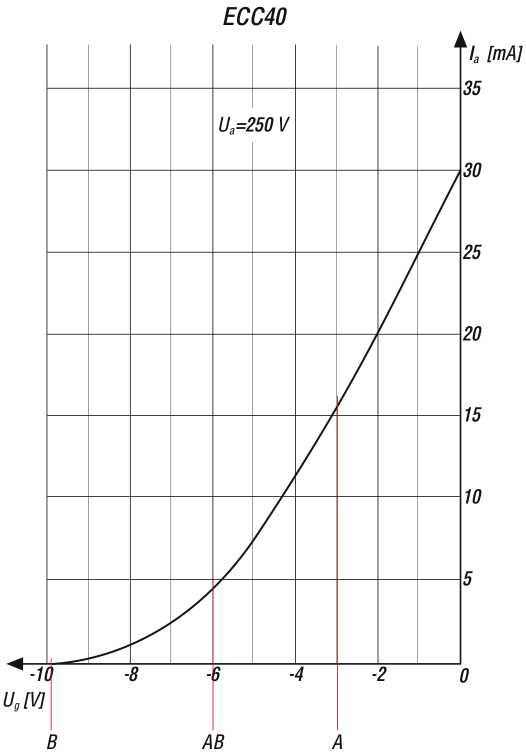
Kennlinie einer Verstärkerröhre mit den Arbeitspunkten A, AB und B

- Ab einer gewissen Gitterspannung sperrt die Röhre den Elektronenstrom zur Anode; der Wert der Abschnürspannung ist konstruktionsbedingt und liegt zwischen −300 V bei der 4CX3000A und −2 V bei der EC8020. Bei noch negativeren Spannungen fließt kein Anodenstrom. Zu große negative Spannungen können zu mechanischen Verformungen der feinen Gitterwindungen im Röhrensystem führen, was nicht nur die elektrischen Parameter ändert, sondern auch für Kurzschlüsse sorgen kann.
- Wenn das Steuergitter zu positiv wird, steigt der Anodenstrom nicht unbegrenzt. Dafür gibt es mehrere Gründe:
  - Die Kathode kann – abhängig von Temperatur, Fläche und Material – nicht beliebig viele Elektronen abgeben,
  - Bei positivem Gitter fließt besonders viel Anodenstrom, deshalb fällt am Außenwiderstand besonders viel Spannung ab, die von der Betriebsspannung subtrahiert werden muss. Aus diesem Grund ist nun die Anodenspannung besonders klein und zieht nur wenige Elektronen an.
  - Der Anodenstrom kann sogar sinken, wenn mehr Elektronen zum (positiven) Gitter fliegen als zur Anode. Dann kann das Gitter thermisch überlastet werden und sich verformen oder sogar schmelzen.
- Wenn das Steuergitter positiv wird, ist der Eingangswiderstand der Röhre nicht mehr unendlich groß, sondern wirkt wie ein Widerstand von einigen Kiloohm. Dadurch entstehen meist starke Signalverzerrungen, weil die vorhergehende Verstärkerstufe plötzlich und nur bei positiven Spannungsspitzen belastet wird. Bei NF-Verstärkern wird dieser Zustand deshalb vermieden und ist bei den üblichen Kleinsignalröhren auch nicht spezifiziert.
- Es gibt einen relativ schmalen Bereich, in dem der Zusammenhang Anodenstrom/Gitterspannung einigermaßen linear ist, in diesen Bereich wird üblicherweise der Arbeitspunkt der Schaltung gelegt. Es fließt ständig Strom zur Anode (Ruhestrom) – auch dann, wenn kein Signal verstärkt werden soll. Dieser Zusammenhang wird bei großen Steuerspannungen am Gitter nichtlinear, die Verstärkerstufe verzerrt dann.

Die Abhängigkeit des Anodenstromes von der Gitterspannung ist grundsätzlich nicht linear. Die Nichtlinearität resultiert aus der Rückwirkung (Durchgriff) der Anodenspannung durch das Gitter auf die Raumladung der Elektronenwolke um die Kathode. Dieses Raumladungsgesetz lässt sich in der Formel
{\displaystyle I_{\text{Kathode}}=k\cdot {\sqrt[{2}]{{U_{\mathrm {st} }}^{3}}}=k\cdot (U_{\mathrm {st} })^{\frac {3}{2}}}
ausdrücken, wobei k eine konstruktionsspezifische Konstante ist und Ust aus der negativen Gitterspannung und der positiven Anodenspannung errechnet wird.
Der Vierpolparameter Durchgriff beschreibt die Rückwirkung eines sich ändernden Anodenpotenzials auf den Anodenstrom. Ein hoher Durchgriff, das heißt eine starke Rückwirkung des Anodenpotenzials, wirkt wie eine integrierte Gegenkopplung.
Will man in einem Leistungsverstärker die Röhre voll ausnutzen und den Wirkungsgrad maximieren, so wählt man zwei gleiche Röhren im Gegentakt-B-Betrieb. Jede Röhre verstärkt nur eine Halbwelle und ein symmetrischer Ausgangstransformator setzt beide Anteile wieder zusammen. Dadurch ist ein Wirkungsgrad ohne eingerechnete Heizleistung bis zu 75 % erreichbar. Die Verzerrung durch den nichtlinearen Verlauf der Kennlinie kann durch eine Gegenkopplung weitgehend ausgeglichen werden.
Beim Gegentakt-B-Betrieb kann man zwar Ruhestrom sparen, hat aber unvermeidliche Übernahmeverzerrungen. Das ist der Bereich, in dem eine Röhre bereits sperrt, die andere aber noch nicht ausreichend durchgesteuert wird. Diese Übernahmeverzerrungen können durch messtechnische Selektion der Röhrenpaare und individuell eingestellte Ruheströme minimiert werden.
Eine andere Möglichkeit ist, den Arbeitspunkt zwischen den A- und B-Punkt zu legen. Bei kleinen Signalamplituden arbeitet die Schaltung auf Kosten eines geringeren Wirkungsgrades wie eine Gegentaktschaltung im A-Betrieb, der sich bei größeren Amplituden zum B-Betrieb hin verschiebt. In der Praxis wird die Gittervorspannung bei AB-Betrieb nicht festgesetzt, damit dieser Effekt der höheren Gitterspannung durch höheren mittleren Strom durch die Endstufe noch verstärkt wird.
Bei Hochfrequenzverstärkern in Sendern spielen die Verzerrungen im B-Betrieb keine Rolle, da mit den folgenden Filterstufen die in den Röhren erzeugten Oberwellen wieder entfernt werden. Zur weiteren Erhöhung des Wirkungsgrades wählt man sogar den C-Betrieb mit so hoher Steuerspannung, dass Gitterstrom fließen kann. Durch dieses abrupte Ein- und Ausschalten des Anodenstromes erreicht man Wirkungsgrade um 87 %, da die vollständig gesperrten Röhren auf den Schwingkreis im Anodenzweig nicht dämpfend wirken.
Das Zusammenspiel von Steilheit, Durchgriff und Innenwiderstand wird durch die Barkhausensche Röhrenformel erfasst.

### Heizung
Um genügend Elektronen aus dem Material der Kathode austreten zu lassen, ist im Regelfall eine Beheizung der Kathode notwendig. Dabei spielt auch die Austrittsarbeit eine Rolle, welche unter anderem von dem verwendeten Kathodenmaterial abhängt. Durch die Beheizung wird eine Glühemission von Elektronen ausgelöst, die auch als Edison-Richardson-Effekt bekannt ist.

#### Direkte und indirekte Heizung

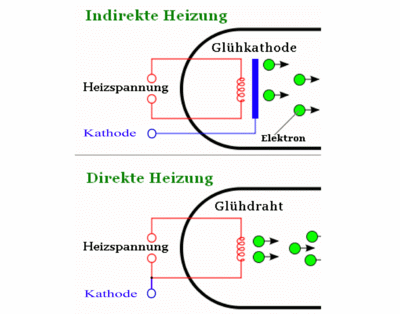
Die zwei Heizungsarten

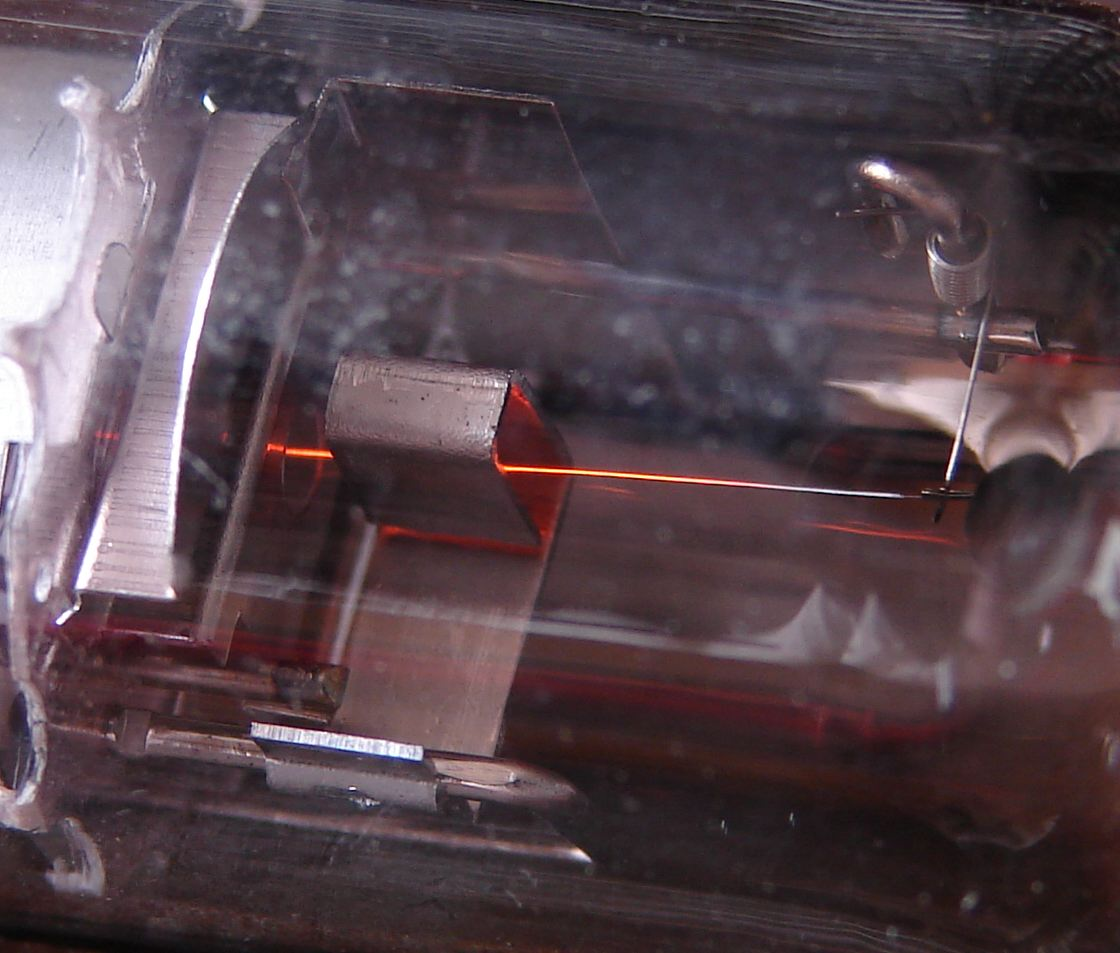
Makroaufnahme einer direkt geheizten DAF96

Es wird zwischen direkter und indirekter Heizung unterschieden.
- Bei der direkten Heizung wirkt der Heizdraht gleichzeitig als Kathode. Der Heizstrom fließt direkt durch die draht- oder bandförmige Kathode.
- Bei der indirekten Heizung fließt der Heizstrom durch einen separaten Heizdraht (meist eine Wolfram-Glühwendel), der durch Alundum isoliert innerhalb des Kathodenröhrchens liegt. Die Wärmeleistung wird über Wärmeleitung und -strahlung auf das Kathodenröhrchen übertragen.

Die galvanische Trennung der Heizung zur Kathode bei indirekter Heizung erlaubt Schaltungsvarianten, die mit direkt geheizten Röhren nicht ohne wesentlich höheren Schaltungsaufwand erreichbar sind. Indirekt geheizte Kathoden können daher mit Serienheizung (die Heizwendeln mehrerer Röhren sind in Reihe hintereinander geschaltet) betrieben werden. Indirekt geheizte Röhren werden zur Verstärkung kleiner Signale (ältere Fernseher, Messgeräte und Radioempfänger) und heute noch in Audioverstärkern eingesetzt. Bildröhren sind grundsätzlich indirekt geheizt.
Die direkte Heizung benötigt eine geringere elektrische Leistung, um die gleiche Kathodentemperatur zu erreichen. Direkt geheizte Röhren sind in unter zwei Sekunden einsatzbereit, während indirekt geheizte Röhren zwischen zehn Sekunden bis mehrere Minuten benötigen, bis die Kathode ihre Arbeitstemperatur erreicht hat. Gerade bei den Batterieröhren der D-Serie ist der Heizstrom mit 25 mA so gering, dass der Anodenstrom, welcher zusätzlich zum eigentlichen Heizstrom ebenfalls durch den als Kathode fungierenden Heizfaden fließt, für eine sichtbare Zunahme der Fadentemperatur sorgt. Direkt geheizte Kathoden besitzen allerdings eine geringere Wärmeträgheit, dadurch wird der Anodenstrom bei Wechselstromheizung zusätzlich (unerwünschterweise) moduliert.
Ein weiterer Vorteil der direkten Heizung ergibt sich durch die Möglichkeit, höhere Kathodentemperaturen zu erreichen, als das bei anderen Kathodentypen als der klassischen Oxidkathode der Fall ist. Der bei indirekter Heizung erforderliche Isolierstoff wäre hier einer erheblichen Belastung ausgesetzt. Direkt geheizte Kathoden werden noch heute bei Senderöhren, Gleichrichterröhren und Magnetrons eingesetzt. Auch Vakuum-Fluoreszenzanzeigen in Geräten der Unterhaltungselektronik sind direkt geheizt, hier aber hauptsächlich, damit die im Sichtfeld liegende Kathode optisch möglichst nicht stört.

#### Serien- und Parallelheizung

##### Parallelheizung
Bei Parallelheizung werden mehrere Heizfäden in Parallelschaltung an einer Heizspannung betrieben. Hier können die Heizströme variieren. Bei Standgeräten wird die Heizspannung über eine oder mehrere Heizwicklungen im Netztransformator reduziert. Tragbare Geräte und Autoradios werden mit einer Batterie gespeist. Genormte Spannungswerte sind in Europa: 1,4 V, 2 V, 4 V, 5 V, 6,3 V und 12,6 V, s. a. Batterieröhre. Die moderneren Röhren aus der E-Serie sind auch für Serienheizung vorgesehen.
Vorteile:
- geringe Spannungsunterschiede zwischen Kathode und Heizfaden
- geringere kapazitive Störeinflüsse aufgrund von Leitungen mit hoher Wechselspannung quer durch die Schaltung
- bei Ausfall des Heizfadens ist die defekte Röhre optisch oder, wenn abgeschirmt, durch Tasten (Kälte) schnell erkennbar.

Nachteil:
- Der in der Summe hohe Heizstrom muss zur Vermeidung großer Leiterquerschnitte einzeln verteilt werden.

##### Serienheizung
Die Heizfäden der Röhren sind in Reihe geschaltet. Die einzelne Stränge werden mit gleichem Strom betrieben, die Heizspannungen können variieren. Falls die Summe der Heizspannungen die Speisespannung (oft Netzspannung) nicht erreicht, wird der Spannungsrest entweder in einem Vorwiderstand mit Verlustleistung verheizt oder bei Wechselstrom auch mittels Vorkondensator ohne Verlustleistung oder einer Vordiode im Halbwellenbetrieb vermindert.
Bei historischen Röhren begrenzt ein Heißleiter den Einschaltstromstoß, wenn nur eine geringe oder keine Differenz zwischen der Summe der Heizspannungen und der Netzspannung besteht. Nach Wilfried Meyer bestanden diese Heißleiter (sog. Urdox-Widerstände) bis 1934 aus Urandioxid und ab dann aus Mg-Ti-Spinell-Keramik, die jedoch in Glaskörpern vor Sauerstoff geschützt wurden. Es gab auch Kombinationen aus Eisen-Wasserstoff-Widerstand (Kaltleiter zum Stabilisieren der damals häufig stark schwankenden Netzspannung) und Urdox-Widerstand im gemeinsamen Glaskolben, so genannte Heizkreisregelröhren.
Gängige Ströme bei Serienheizung sind 50 mA, 100 mA, 150 mA, 300 mA, 450 mA, 600 mA. Siehe dazu auch den Abschnitt über Röhrenserien.

### Kathode
Bei den üblichen Verstärkerröhren und größeren Senderöhren sind folgende Kathodentypen gebräuchlich:
- Wolframkathode – der Heizdraht (wie bei einer Glühlampe) ist auch Elektronenemitter und wird deshalb als direkt geheizte Kathode bezeichnet. Bei älteren Senderöhren höchster Leistung gebräuchlich. Ebenso bei Sonderröhren, wie zum Beispiel Rauschgeneratorröhren. Die Betriebstemperatur muss über 2200 °C liegen, um ausreichenden Kathodenstrom zu ermöglichen.
- Thorierte Wolframkathode – der Draht ist mit einer dünnen Thoriumschicht versehen. Das senkt die Austrittsarbeit der Elektronen und damit die erforderliche Temperatur auf 1500 °C. Thoriumkathoden sind bei Senderöhren mittlerer Leistung gebräuchlich.
- Direkt geheizte Oxidkathode – der Heizdraht ist mit einer dünnen Bariumoxidschicht versehen. Die Beschichtung senkt die erforderliche Temperatur weiter unter 800 °C. Anwendung bei Batterieröhren, Gleichrichterröhren, Leuchtstofflampen und Vakuum-Fluoreszenzanzeigen.
- Indirekt geheizte Bariumoxidkathode – eine Wolfram-Heizwendel wird elektrisch isoliert in ein Nickelröhrchen eingeschoben. Das Nickelröhrchen besitzt eine Beschichtung aus Bariumoxid und stellt die eigentliche Kathode dar. Anwendung bei den meisten Röhren kleiner Leistung sowie bei Bildröhren und Kathodenstrahlröhren. Das ist die einzige Bauform, bei der die gesamte Kathodenfläche gleiches elektrisches Potential besitzt und deshalb problemlos auch für Kleinsignalverstärker einsetzbar ist. Bei direkt geheizten Kathoden überlagern sich Gitterspannung und Heizspannung, was bei Wechselstromheizung zu unangenehmem Brummen führt.

Eine Sonderform der indirekten Heizung stellen indirekt-strahlungsgeheizte Kathoden dar. Wegen besonders hoher Anforderungen an die Isolation zwischen Heizfaden und Kathode ist über mechanische Mittel der Heizfaden in der Mitte des im Durchmesser großzügig bemessenen Kathodenröhrchens fixiert. Das Kathodenröhrchen wird ausschließlich über die vom Heizfaden ausgehende Wärmestrahlung geheizt.
Oxidkathoden sind recht empfindlich gegenüber Unter- oder Überheizung:
- Unterheizung setzt Sauerstoff aus der Oxidschicht frei, der sich an der Kathodenoberfläche anlagert und so die Emission der Kathode herabsetzt (Vergiftung der Kathode),
- Überheizung erhöht die Verdampfungsrate von metallischem Barium aus der Oxidschicht, was ebenfalls die Emission herabsetzt.

Eine Toleranz von ±5 % sollte daher eingehalten werden. Trotzdem ist die Betriebsdauer deutlich geringer als bei direkt geheizten Kathoden, weil sich die Zusammensetzung der Schicht ändert oder sich die Schicht sogar ablöst.
In speziellen Röhren wie Photomultipliern oder Photozellen wird das Material der Kathode so gewählt, dass die Austrittsarbeit möglichst gering ist. Die Elektronen werden hier durch Licht ausreichend kurzer Wellenlänge freigesetzt.

### Anode

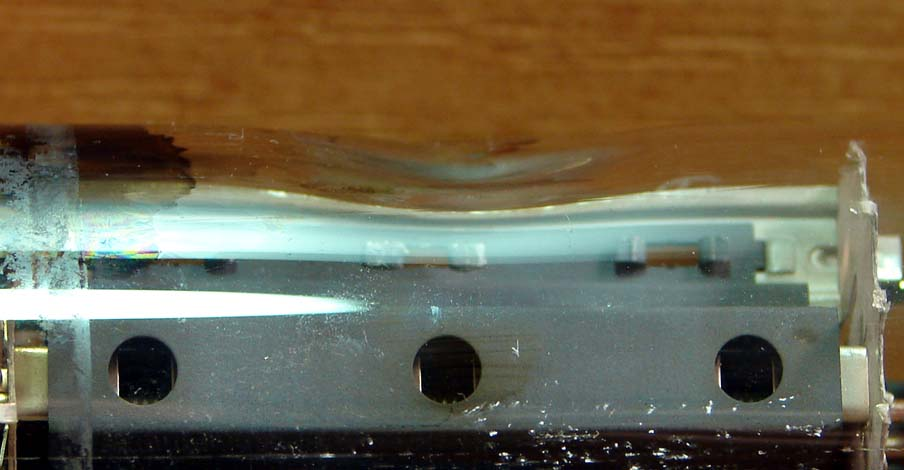
Durch Überlast angeschmolzener Glaskolben einer PL509

Die Anode trägt durch das Abbremsen der Elektronen den größten Teil der thermischen Belastung und muss deshalb gekühlt werden. Das Material soll möglichst wenig Sekundärelektronen aussenden und einen möglichst hohen Anteil der entstehenden Wärme nach außen abstrahlen. Bei Gleichrichterröhren ist zudem eine hohe Austrittsarbeit sowie eine geringe Neigung zur Feldemission erwünscht. Das wird durch runde, hohle Formen erreicht. Materialien sind aluminiumplattiertes Eisen (sog. P2-Eisen), welches die typische körnige, stark aufgeraute, matte, dunkle, bläulichgrau erscheinende Anodenoberfläche erzeugt, Nickel, ggfs. zur besseren Wärmeabstrahlung geschwärzt, oder – bei sehr hohen Leistungen – Graphit oder Wolfram.
Bei großer Belastung beginnen freistehende strahlungsgekühlte Anoden oft sichtbar zu glühen. Dieser Betriebszustand ist für die gebräuchlichen Kleinleistungsröhren im Radio- und Fernsehbereich elektrisch bereits als Überlastung spezifiziert. Die Röhre überlebt diesen Zustand zwar eine gewisse Zeit, die Lebensdauer geht aber stark zurück, da eventuell in den Werkstoffen gebundene Gasreste aus den Elektroden ausgetrieben werden (siehe Abschnitt Evakuierung). Durch die große Hitze werden die glühenden Elektroden weich und können sich unter dem Einfluss der elektrischen Felder verformen, was die Röhrendaten verfälscht oder sogar Kurzschlüsse im Innern des Röhrensystems nach sich ziehen kann. Ebenso kann sich der Glaskolben verformen oder reißen. Bei Gleichrichterröhren kann eine sogenannte Rückzündung auftreten – die Röhre leitet dadurch in beiden Richtungen, weil die Anode durch ihre hohe Temperatur ebenfalls Elektronen aussendet.
Große Leistungsröhren, Röntgenröhren und Magnetrons besitzen massive, oft luft- oder wassergekühlte Anoden, die direkt mit der Außenluft Kontakt haben. Röntgenanoden bestehen zur besseren Wärmeleitung oft aus einem Verbund von Wolfram und Kupfer.
Im normalen Betriebszustand geben die Elektronen ihre kinetische Energie nicht nur als Wärmeleistung an die Anode ab, sie erzeugen dort auch schwache Lichterscheinungen, die sogenannte Lilienfeldstrahlung. Zudem ist bei manchen Röhrentypen der interne Aufbau des Elektrodensystems nicht vollständig geschlossen, so dass Elektronen auf den Glaskolben weiterfliegen und dort zu Fluoreszenzerscheinungen führen. Lichterscheinungen treten besonders sichtbar bei Leistungsröhren durch die vergleichsweise hohen Betriebsströme und/oder Anodenspannungen auf.
Bei sehr hohen Spannungen entsteht zudem gesundheitsschädliche Röntgenstrahlung als Bremsstrahlung nach dem gleichen Prinzip wie bei einer Röntgenröhre. Diese Röntgenstrahlung entsteht bereits bei Anodenspannungen ab etwa 1 kV. Allerdings dürfen in Deutschland nach der Röntgenverordnung Röhren ohne Sondergenehmigung betrieben werden, wenn die Spannung 30 kV nicht überschreitet und die Strahlenbelastung unter normalen Gebrauchsbedingungen bestimmte Grenzwerte nicht überschreitet. Deshalb muss die Anodenspannung bei Fernsehröhren auf ca. 27 kV begrenzt werden (bei Projektionsfernsehgeräten liegt die Grenze bei 40 kV).
Unzureichende Abschirmung führte unter anderem zu Gesundheitsschäden durch militärische Radaranlagen. Es traten Krebsfälle bei Soldaten auf, die von den 1950er bis zu den 1980er Jahren an Radaranlagen Dienst taten. Die Radarsender emittieren Röntgenstrahlung, da sie mit hohen Strömen und Spannungen arbeiten. Die Schaltröhre GMI-90 wurde z. B. mit 25 kV Anodenspannung und ca. 30 A Anodenstrom während des Pulses betrieben.
Die auf der Glasinnenwand landenden Elektronen können elektrische Felder hervorrufen, da sie über das üblicherweise nichtleitende Glas kaum abfließen können. Im Laufe der Jahre kann dieses Elektronenbombardement – besonders bei Röhren mit hohen Betriebstemperaturen – zu einer elektrolytischen Zersetzung des Glases führen, was sich durch z. B. braune Schlieren bemerkbar machen kann.
Bei Röhren, die prinzipbedingt Elektronen zur Glaswandung hin beschleunigen (magisches Band, Kathodenstrahlröhren), wird im Rahmen des Fertigungsprozesses durch verschiedene Maßnahmen eine elektrisch schwach leitfähige Substanz auf die Innenseite des Glaskolbens aufgebracht, welche durch Kontaktfedern eine leitende Verbindung mit der Anode erhält, so dass die Elektronen abfließen können (Aquadag, Metallisierung bei Bildröhren, transparente leitfähige Oxidschichten).
Die Beschleunigung unerwünschter Ionen lässt sich nicht ganz vermeiden; die dadurch hervorgerufene Ionenbelastung führte bei älteren Bildröhren zu einem blinden Fleck in der Mitte des Bildschirmes, dem sogenannten Ionenfleck. Zunächst wurde ihm durch eine sogenannte Ionenfalle begegnet; ab Mitte der 1950er Jahre dann durch eine sehr dünne Aluminiumschicht auf der dem Schirm abgewandten Seite der Leuchtschicht. Für Details siehe eigenen Artikel Ionenfleck.
Manche unregelmäßige Metallspiegel auf der Kolbeninnenseite rühren aus Abdampfungen der Kathodenbeschichtung her. Diese entstehen hauptsächlich während der Herstellungsprozesse, bei denen das Vakuum bereits im Kolben erzeugt wurde.

### Weitere Elektroden

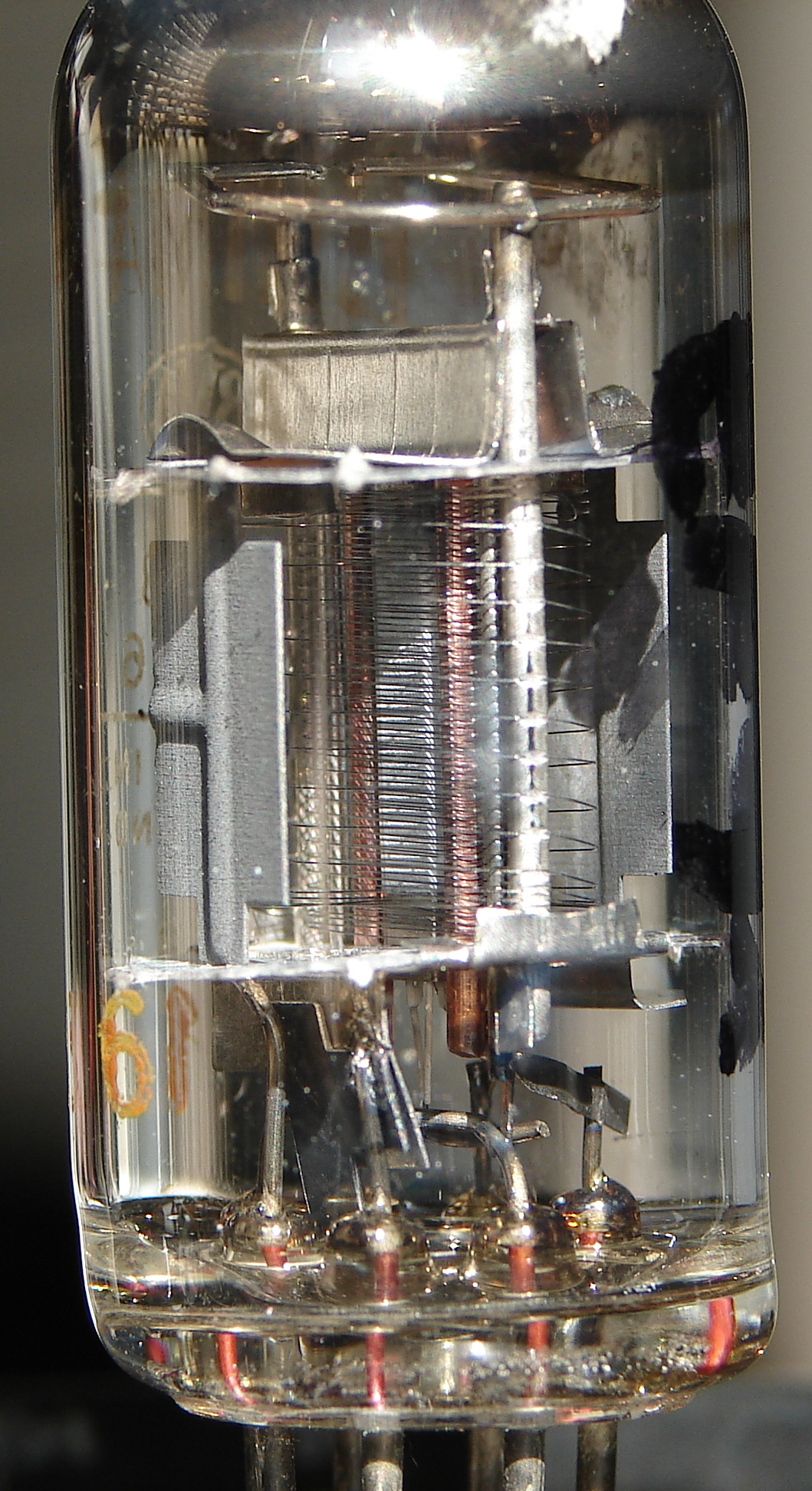
Eine EF91-Pentode

Eine Elektronenröhre kann zwischen Kathode und Anode noch eine Reihe zusätzlicher Elektroden enthalten, wie Steuergitter, Schirmgitter, Bremsgitter oder elektronenoptisch wirksame Fokussierelektroden.
Steuer- und Schirmgitter bestehen aus Drahtwendeln oder -gittern, Bremsgitter können, wie Fokussierelektroden, die Form von Blechblenden haben. Die Drahtgitter sind meist aus Molybdän gefertigt, die Blechblenden aus Nickel. Die Haltedrähte bestehen manchmal aus Verbundwerkstoffen, welche eine gute Wärmeleitfähigkeit mit einer hohen mechanischen Festigkeit vereinen.
Im Bild rechts ist eine detaillierte Aufnahme einer HF-Pentode EF91 zu sehen, die die einzelnen Elektroden gut erkennen lässt:
- das Steuergitter ist zur Wärmeableitung auf verkupferten Haltedrähten aufgebracht;
- das Bremsgitter ist weitmaschig, es verhindert den Weg der Sekundärelektronen zurück zum Schirmgitter;
- Die Stäbe dazwischen tragen das Schirmgitter; es hält das elektrische Feld und damit den Elektronenfluss von der Kathode her aufrecht, auch wenn die Anode zum Beispiel betriebsbedingt ein weniger positives Potential annimmt; Hauptaufgabe ist, das Steuergitter vom elektrischen Feld der Anode abzuschirmen – daher der Name.
- Die graublaue Fläche links ist eine Anode;
- die Kathode ist anhand ihres weißen Oxidbelages gut zu erkennen.

Insbesondere das Steuergitter darf selbst keine Elektronen emittieren, obwohl es der beheizten Kathode sehr nahe ist und damit der unmittelbaren Gefahr der Aufheizung unterliegt. Es muss daher durch wärmeableitende Haltedrähte und manchmal zusätzlich an diesen befestigte wärmeabstrahlende Kühlfahnen möglichst kühl gehalten werden. Ein zu heißes Steuergitter oder gar auf dieses gelangende Kathodenmaterial führen zu sogenannter Gitteremission, was eine Arbeitspunktverschiebung oder sogar einen sich thermisch verstärkenden Zerstörungseffekt zur Folge hätte, da das Gitter durch Emission positiver wird und folglich der Anodenstrom steigt, wodurch zusätzliche Wärme entsteht. Dieser Effekt wurde in den 1930er Jahren als das sogenannte Durchstoßen bezeichnet.

## Einsatzgebiete

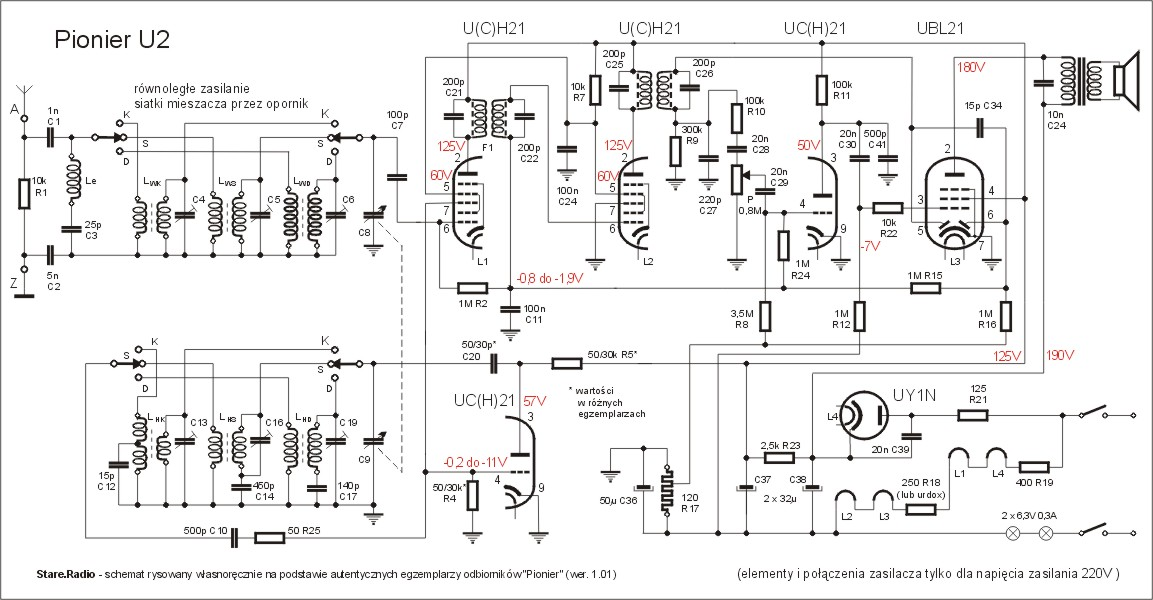
Schaltplan eines Radioempfängers von 1948 mit Elektronenröhren

Die meisten Elektronenröhren in der Elektronik sind heute von Halbleiterbauelementen wie Transistoren und Dioden verdrängt worden.
Hochleistungs-Hochfrequenzröhren als Senderöhren in der Radar- und Funktechnik sind jedoch bis heute die günstigste Möglichkeit, Hochfrequenz hoher Leistung zu erzeugen. Hier kommen Trioden, luft- und wassergekühlte Tetroden, Klystrons, Magnetrons und Wanderfeldröhren zum Einsatz. Solche leistungsfähigen Röhren werden in der Industrie unter anderem für die Hochfrequenzerwärmung eingesetzt. Das sind Anlagen, die kapazitiv oder induktiv Wärme direkt in einem Werkstück erzeugen. Weitere Anwendungen sind Hochfrequenzgeneratoren zur Plasmaerzeugung (Sputtern oder zur Anregung von Gaslasern). Magnetrons finden unter anderem im Mikrowellenherd und in Radar-Geräten weite Verwendung.
Vakuum-Fluoreszenzanzeigen (VFD) arbeiten nach dem Prinzip einer Elektronenröhre, haben jedoch eine flache Form; sie werden in sehr vielen Elektronikgeräten als Anzeige eingesetzt.
Die Braunsche Röhre oder Kathodenstrahlröhre ist in Fernsehgeräten, Oszilloskopen und Computerbildschirmen noch nicht komplett von LCDs und Mikrospiegel-Projektionssystemen verdrängt worden.
Röntgenröhren sind die in Medizin, Industrie, Warenabfertigung und teilweise der Forschung eingesetzte Quelle für Röntgenstrahlung.
Zum Kennenlernen der Funktion von Elektronenröhren und zum Aufbau eigener Schaltungen gab es Bausätze, mit denen man NF-Verstärker, Mittelwellenradios, Kurzwellen-Empfänger, DRM-Empfänger, Quarz-Oszillatoren, Senderschaltungen und andere Grundschaltungen der Röhrentechnik aufbauen kann. Diese Schaltungen arbeiten im Niederspannungsbereich bei Anodenspannungen von beispielsweise sechs Volt.

### Röhrenbestückte Audioverstärker

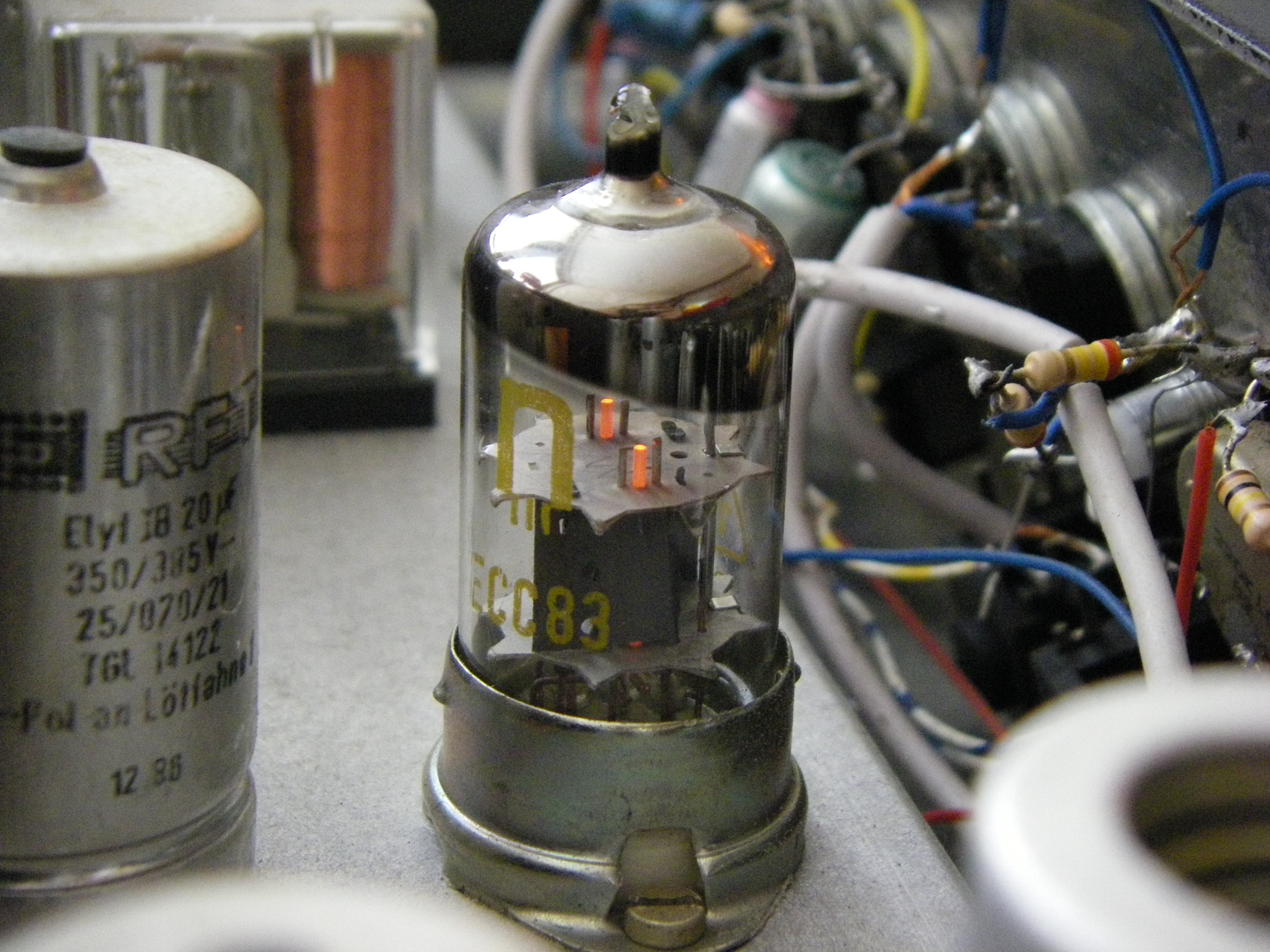
Doppeltriode des Typs ECC83 in der Vorstufe eines Gitarrenverstärkers

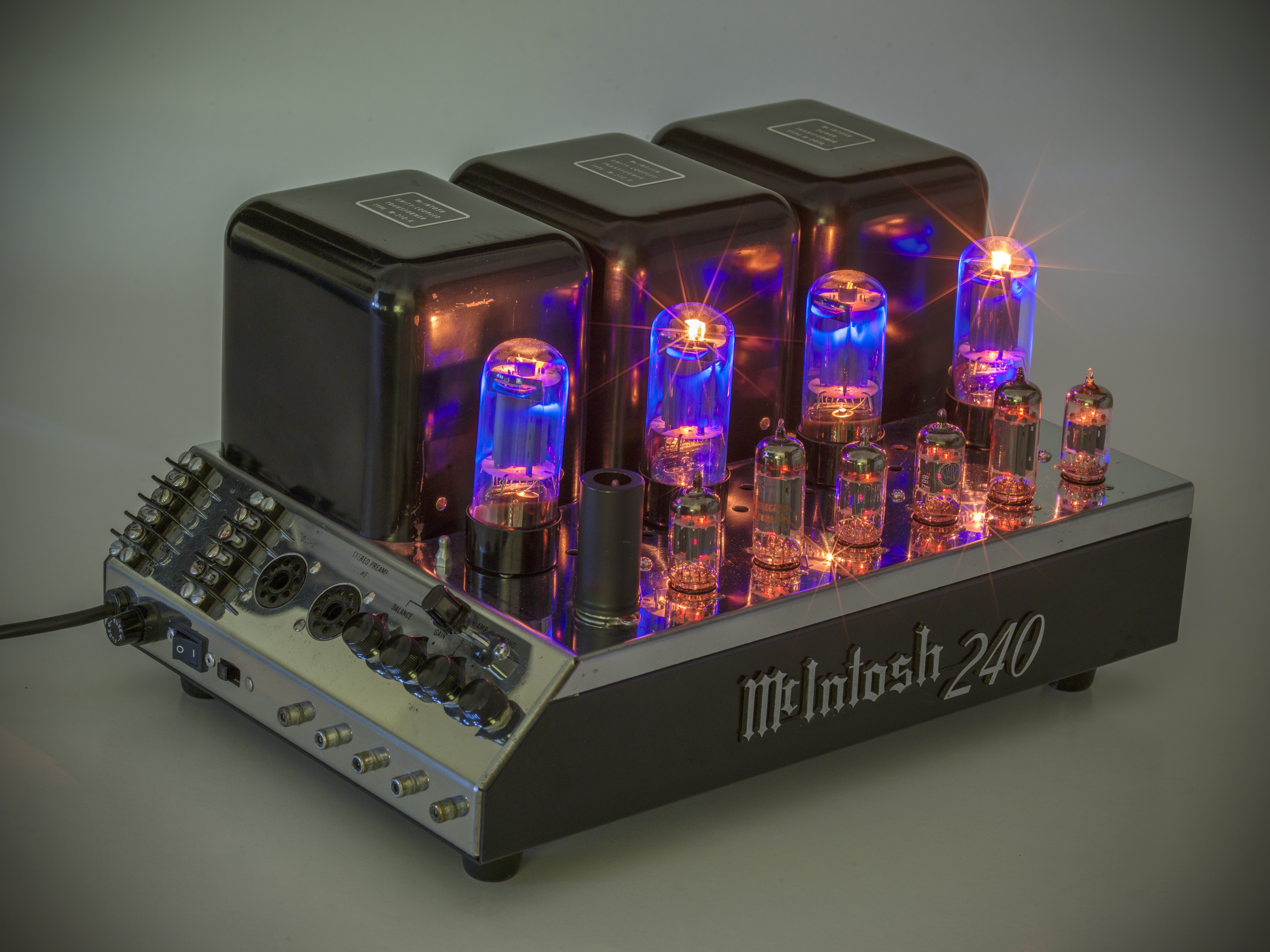
Röhren-Endverstärker MC240 von McIntosh Laboratory von 1961 mit 2 × 40 Watt Ausgangsleistung, Gewicht ca. 25 kg

Wegen ihres besonders geschätzten charakteristischen Klirrverhaltens werden auch heute noch weitgehend Elektronenröhren in Gitarrenverstärkern verbaut, bei denen das Schaltungskonzept nicht auf ein konsequentes Vermeiden von Verzerrungen abzielt, sondern im Gegenteil eher auf deren Erzeugung, da die besonderen klanglichen Resultate hier durchaus erwünscht sind.
Um eine höhere Ausgangsleistung zu erzielen, arbeiten die Endstufen der Röhren-Gitarrenverstärker zumeist im Gegentaktbetrieb. Das Maß der Gegenkopplung unterscheidet sich stark zwischen den Verstärkern unterschiedlicher Hersteller. Insbesondere bei der Übersteuerung entstehen nichtlineare Verzerrungen, welche hier erwünscht sind und einen Bestandteil der musikalischen Interpretation bilden. Derartige Besonderheiten des Klanges lassen sich zwar heute mit leistungsstarken Digitalprozessoren simulieren, der außerordentliche Erfolg von Re-Release-Verstärkerserien einiger Hersteller deutet jedoch auf die unumstrittene Führungsrolle der Elektronenröhre in diesem Marktsegment hin.
Während röhrenbestückte Bühnenverstärker für E-Gitarren sich seit den 1950er Jahren unverändert behaupten können, verschwand die Röhre aufgrund der fortschreitenden Transistorisierung der Elektronik allmählich als Bauelement aus den Hi-Fi-Verstärkern. Erst seit etwa Mitte der 1990er Jahre ist wieder ein zunehmendes Interesse an dieser Technik zu beobachten – Hi-Fi-Röhrenverstärker erfreuen sich aus verschiedensten Gründen wachsender Beliebtheit, wobei die ihnen unterstellten klanglichen Vorzüge eine zentrale Rolle spielen. In diesem Zusammenhang sind seit einigen Jahren auch Neuproduktionen von Röhren am Weltmarkt wieder häufiger anzutreffen, selbst völlig neue Typen von Leistungsröhren speziell für Hi-Fi-Anwendungen sind mittlerweile erhältlich.
Röhrenverstärker im High-End-Sektor werden auch aufgrund ihres Designs geschätzt, bei dem die Sichtbarkeit der Funktion und des Aufbaues eine Rolle spielt. Von manchen Musikhörern werden ihnen überlegene Klangeigenschaften attestiert, wobei die Ursachen bisher erst teilweise durch schlüssige Erklärungen belegt sind. Ein Ansatz berücksichtigt hauptsächlich ihre anders gearteten nichtlinearen Verzerrungen, die im Vergleich zu Transistorverstärkern als angenehmer empfunden werden sollen.
Gelegentlich werden diese Verstärker mit dem Einsatz besonders wertvoller Materialien oder subjektiven Klang-Attributen beworben, was oftmals zu ihren Übertragungseigenschaften in keinem Verhältnis steht. Dennoch besitzt ein sorgfältig gebauter und schaltungstechnisch ausentwickelter Röhrenverstärker eine sehr hohe Klangqualität. Der Qualität kommen auch moderne, weiterentwickelte passive Bauelemente wie Kondensatoren und rauscharme stabile Widerstände für hohe Spannungen zugute.

## Vergleich Röhre und Halbleiterbauelemente
Der Rückgang der klassischen Röhren wurde durch die Erfindung des Transistors 1947 eingeleitet. Die halbleiterbasierten Transistoren kamen in den 1950er Jahren auf den Markt und lösten in den 1960er Jahren die Röhren in großem Maße ab.

### Nachteile von Röhren gegenüber Transistoren
- Aufwendige Stromversorgung mit Heizspannung (ca. 1,5 bis 40 V) und Anodenspannung zwischen 50 und über 1000 V, damit teilweise oberhalb der Kleinspannung, obwohl in Spezialfällen kleinere Anodenspannungen, zum Beispiel 6 bis 12 V möglich sind. Diese sind von den Verstärkungs- und Ausgangsleistungen aber sehr limitiert.
- Hoher Platzbedarf und sehr begrenzte Integrationsmöglichkeit. Mit Röhren lassen sich keine hochintegrierten Schaltungen bauen. Verbundröhren mit maximal drei Systemen sowie wenigen passiven Bauteilen in einem Glaskolben sind nicht mit komplexen ICs vergleichbar, die bis zu einige Milliarden Transistoren enthalten können.
- Zusätzliche Verlustleistung im Heizkreis
- Geometrie, Form und Größen der Röhren im Vergleich zu integrierten Schaltungen mittels Transistoren
- Transistoren und andere Halbleiterbauelemente sind massiv im Preis verfallen
- Hohe Temperaturen an der Oberfläche
- Hohe Gesamtwärmeentwicklung
- Verzögerte Betriebsbereitschaft durch Anheizzeit der Kathode
- Hohe Herstellungskosten durch zahlreiche aufwändige Produktionsschritte
- Empfindlichkeit gegenüber mechanischen Beanspruchungen (Mikrofonie, Glasbruch und innere Beschädigungen)
- Stärkere alterungsbedingte Veränderungen der elektrischen Werte im Verlauf der Lebensdauer (abhängig von Einsatzbedingungen und Typ)
- Kürzere Lebensdauer (abhängig von Einsatzbedingungen und Typ)
- Keine komplementären Typen analog zu p-Kanal/n-Kanal-MOSFETs bzw. PNP/NPN-Bipolartransistoren möglich

### Vorteile von Röhren gegenüber Transistoren
- Meist geringerer Kühlungsaufwand als bei Halbleitern gleicher Leistung, da Röhren von Natur aus höhere Betriebstemperaturen aufweisen.
- Sie sind unempfindlicher gegenüber kosmischer Strahlung und Radioaktivität, Fehlspannungen und resistenter gegenüber dem elektromagnetischen Impuls (EMP); deswegen gab es zum Beispiel in der Sowjetunion eine militärisch motivierte Weiterentwicklung der Elektronenröhre.
- Als Leistungsverstärker haben Röhren  den Vorteil eines hohen Leistungsgewinns pro Bauteil, eine hohe dynamische Bandbreite, konstante Parameter über einen weiten Frequenzbereich, kleine innere Kapazitäten, sind tolerant gegenüber kurzen Fehlanpassungen.
- Sie sind für sehr hohe Leistungen bis in den dreistelligen Megawattbereich verfügbar.
- Wasserstoff-Thyratrons sind unerreicht leistungsfähig und schnell.
- Kurzzeitig (Mikro- bis Millisekunden) extrem überlastbar.
- Der spezielle Klangcharakter von (ggf. absichtlich) übersteuerten Elektronenröhren in Verstärkerschaltungen für Musikinstrumente, vornehmlich E-Gitarren, hat Rock, Blues und weitere Musikstile beeinflusst. Transistorverstärker werden den Röhrenverstärkern oftmals klanglich nicht gleichwertig empfunden. Ursache ist der weiche Clipping-Einsatz dieser und die andere Ordnung der dabei entstehenden Oberwellen.

## Röhrentypen
Die verschiedenen Röhrentypen werden durch ihre Funktion und die Anzahl und Anordnung der Elektroden unterschieden, außerdem durch unterschiedliche Stromversorgung (Netzröhren, Batterieröhren und Niederspannungsröhren). Siehe auch das europäische Röhrenbezeichnungsschema.
Grob eingeordnet gehört die Diode zu den Gleichrichtern, während Trioden, Tetroden und Pentoden Verstärkerröhren darstellen. Hexoden, Heptoden, Oktoden und Enneoden sind Entwicklungen, die den Notwendigkeiten der damaligen Rundfunktechnik angepasst wurden. Diese verstärken zwar ebenfalls Signale, die zusätzlichen Gitter haben aber spezielle Funktionen; siehe dazu auch den Artikel über Überlagerungsempfänger sowie die Abschnitte weiter unten.
Eine Sonderrolle nehmen die Magischen Augen ein, deren primärer Zweck nicht die Verstärkung oder Manipulation von Signalen darstellt, sondern die Umsetzung einer Signalgröße in ein entsprechendes optisches Äquivalent.
Die einzelnen Typen und ihre Charakteristika werden im Folgenden kurz vorgestellt.

### Diode

Symbol „Diode“

Bei der Röhrendiode sind nur die minimal erforderlichen Elektroden Anode (a) und Kathode (k) vorhanden. Durch Anlegen einer elektrischen Spannung zwischen der (geheizten) Kathode und Anode werden die Elektronen von dem elektrischen Feld durch das Vakuum hindurch zur Anode hin beschleunigt und von dieser aufgefangen.
Voraussetzung ist die (oben erwähnte) Polarität der angelegten Spannung: Die Kathode muss gegenüber der Anode negatives Potential aufweisen, damit ein Anodenstrom zustande kommt. Bei fehlender Spannung zwischen Anode und Kathode fließt nur ein minimaler Strom – der sogenannte Anlaufstrom. Dieser kommt zustande, weil einige Elektronen genügend Energie besitzen, um die Distanz zwischen den Elektroden zu überwinden. Dieser Strom ist von der Austrittsarbeit und von der Temperatur der Kathode abhängig.
Hauptanwendungsgebiete: Gleichrichter, Demodulator
Einige früher weitverbreitete Diodentypen:
- EAA91 (Zwei unabhängige Kleinsignal-Diodenstrecken in einem Röhrenkolben, benutzt in Diskriminatoren zur FM-Demodulation und in Fernsehgeräten zur Bildsignal- (AM-)-Demodulation und zur Schwarzwertklemmung)
- EY51, DY86 (Hochspannungs-Gleichrichterdiode für Fernseh-Bildröhren und Oszilloskop-Kathodenstrahlröhren)
- EZ80, EZ81 (Zwei-Wege-Gleichrichter)
- PY88 (Hochspannungs-Boosterdiode für die Zeilenendstufe von Fernsehgeräten)

### Triode

Symbol „Triode“

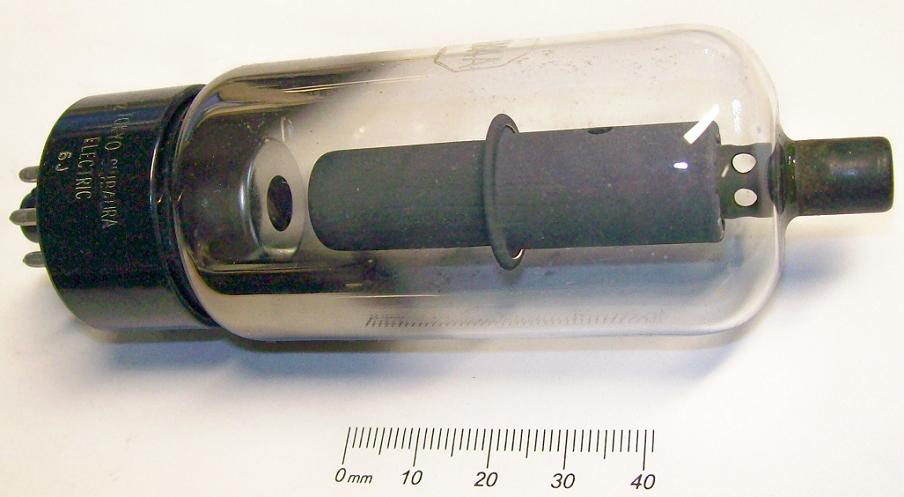
Strahltriode (6BK4A/Toshiba), Einsatz als Ballasttriode zur Regelung der Bildröhren-Anodenspannung (30 kV) in einem der ersten Farbfernseher

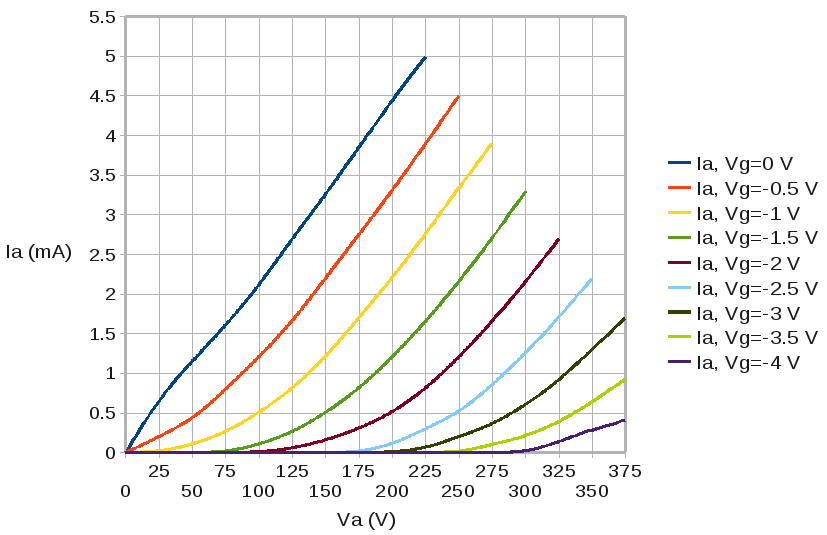
Kennlinienfeld einer ECC83

Die Triode oder Eingitterröhre verfügt über eine zusätzliche Elektrode, das sogenannte Steuergitter (g1), das zwischen Kathode und Anode angebracht ist und zumeist die Form einer Wendel hat.
Die Menge der zwischen Kathode und Anode fließenden Elektronen lässt sich stromlos steuern, wenn man den Wert der Gitterspannung ändert und diese gegenüber der Kathode negativ ist. Diese leistungslose Steuerung gilt nur bis zu Frequenzen unter etwa 100 MHz. Darüber sinkt der Eingangswiderstand durch Influenzwirkung der zu langsam vorbeifliegenden Elektronen. Eine Steuerung mit positiven Spannungen ist bei üblichen Verstärkerröhren nicht gebräuchlich, weil dann ein Gitterstrom fließen und die Steuerung nicht mehr leistungslos erfolgen würde. Es gibt einige Sonderbauformen wie zum Beispiel die EDD11, die durch konstruktive Maßnahmen den Gitterstrom im positiven Bereich so gering wie möglich halten. Trotzdem entstehen starke Verzerrungen, weshalb sich diese Lösung im Niederfrequenzbereich nicht durchsetzen konnte.
Das Gitter liegt viel näher an der Kathode als die Anode, daher lässt sich der Anodenstrom schon durch geringe Variationen der Gitterspannung merklich ändern. Ursache ist, dass die elektrische Feldstärke mit zunehmender Entfernung kleiner wird.
Durch die Lücken zwischen den Gitterdrähten können die meisten Elektronen das Gitter passieren und werden dann weiter zur Anode beschleunigt. Die Menge dieser Elektronen hängt dabei von der Spannung am Gitter ab. Diese Steuerbarkeit machte die Triode zum historisch ersten elektronischen Verstärker – eine Funktion, in der sie durch die kleineren, rausch- und verlustärmeren Transistoren ersetzt wird, die zudem keine Heizleistung erfordern.
Das Maß der Verstärkung ist die Steilheit, ausgedrückt in mA/V. Sie ist umso höher, je näher das Gitter der Kathode ist, je dichter es gewickelt ist und je größer die Kathodenoberfläche ist. Besonders steile Trioden haben sogenannte Spanngitter, deren besonders feine Gitterdrähte sehr nahe der Kathode angeordnet sind.
Heute werden Trioden nur noch in rauscharmen Vorverstärkerstufen von High-End-Audiogeräten und aufgrund des geringeren Verstärkungsfaktors bei Anwendungen mit besonderen Anforderungen an die Linearität (die Kennlinie ist fast geradlinig und erzeugt deshalb wenige Oberwellen) eingesetzt. In Leistungsendstufen für Sendeanlagen hoher Leistung werden sie in Gitterbasisschaltung verwendet, weil sie dann nicht neutralisiert werden müssen. In Leistungsverstärkern der HiFi-Technik sind besonders Endtrioden mit hohem Durchgriff (zum Beispiel Stromregelröhren) beliebt.
Nachteilig sind:
- Der geringe Ausgangswiderstand von nur etwa 50 kΩ, der bei Hochfrequenzverstärkern den Schwingkreis in der Anodenleitung sehr stark bedämpft.
- die hohe Gitter-Anodenkapazität, die zu unerwünschten Oszillationen führen kann (Huth-Kühn-Schaltung).

Beide Nachteile lassen sich durch eine Kaskode aus zwei Trioden oder durch Verwendung einer Pentode umgehen, die aber deutlich mehr störendes Rauschen erzeugt.

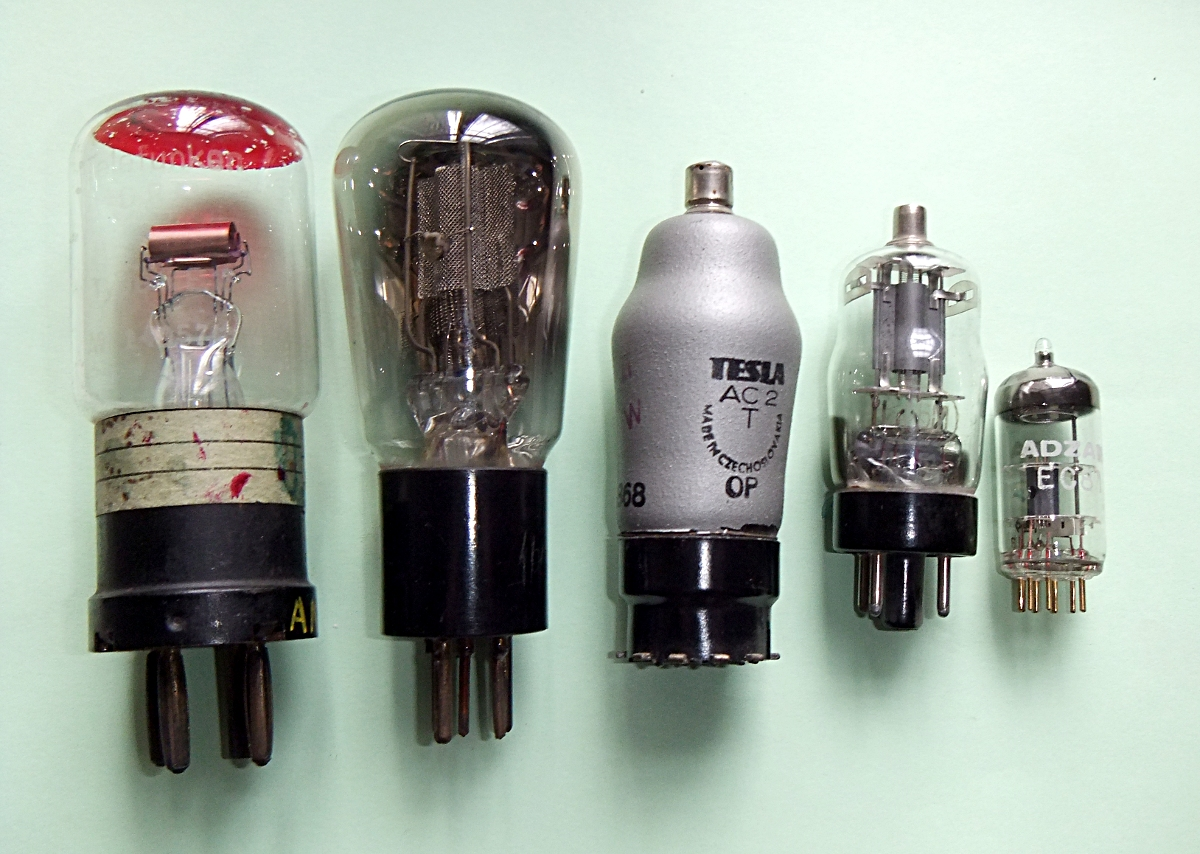
Historische Trioden von links die RE16 von 1918 bis zu EC81 von 1949

Früher weit verbreitete Trioden sind:
- EC92 (VHF-Triode, entspricht weitestgehend einer Hälfte einer ECC81)
- ECC81 (VHF-Doppeltriode)
- ECC82 (NF-Verstärker, Impulstrennstufe in Fernsehempfängern)
- ECC83 (rausch-, klirr- und mikrofoniearme NF-Doppeltriode für NF-Verstärker)
- PCC84 (VHF-Doppeltriode, speziell für kleine Anodenspannungen wie sie in Kaskodeschaltungen üblicherweise auftreten)
- PCC88 (VHF-Doppeltriode in Spanngitter-Technik)
- ECC85 (VHF-Doppeltriode, verbessertes Nachfolgemodell der ECC81)
- ECC86 (Niederspannungs-Doppeltriode mit 6 bis 12 Volt Anodenspannung für Autoradios)
- 6N2P (Russische Audio-Doppeltriode mit hohem Verstärkungsfaktor, ähnlich ECC83)
- 6N23P (hochsteile und extrem rauscharme russische Spanngitter-Doppeltriode, unter anderem für Breitbandverstärkung, in ihren technischen Eigenschaften weitgehend der E88CC und dergleichen entsprechend)
- PC88, PC93 (steile Spanngitterröhren für Frequenzen bis ca. 800 MHz, UHF-Bereich)
- RE 054, Triode des Herstellers Telefunken
- 6J5 (Vielzweck-Triode)
- 6SN7 (Doppeltriode mit Oktalsockel, vorwiegend für Audio-Anwendungen)

Besondere Bauformen sind:
- Scheibentrioden; diese haben flache (scheibenförmige) Elektroden, welche rundum konzentrisch kontaktierbar sind, um sie induktivitätsarm in koaxialen Anordnungen anschließen zu können. Sie werden als HF-Verstärker bis ca. 5 GHz eingesetzt. Eine damit verwandte Röhre ist die Klystrode.
- Strahltrioden (siehe Ballasttriode) formen zwischen Kathode/Gitter und Anode einen Elektronenstrahl, der eine größere Entfernung und Spannungsfestigkeit zur Anode zulässt. Anwendung als Regelröhre für sehr hohe Spannungen (zum Beispiel 6BK4A bis 30  (60) kV, Bild oben). Das europäische Pendant ist die PD500 bzw. PD510.

### Tetrode

Symbol „Tetrode“

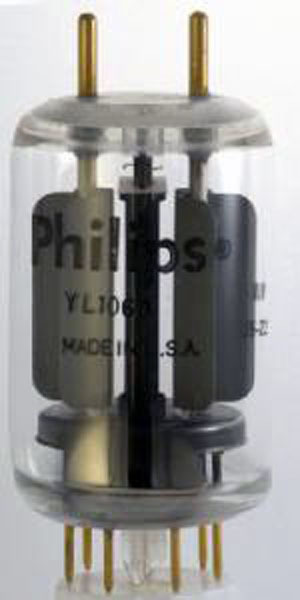
Doppel-Tetrode YL 1060
(= QQE 06/40)

Die Tetrode weist im Gegensatz zur Triode ein weiteres Gitter auf – das sogenannte Schirmgitter (g2) – und hat somit vier Elektroden. Das Einfügen dieses Gitters zwischen Steuergitter und Anode ändert einige fundamentale elektrische Parameter der Röhre. Das Schirmgitter wird mit einer gegenüber der Kathode möglichst konstanten positiven Spannung gespeist und schirmt das Steuergitter von der Anode ab, daher der Name Schirmgitter, früher auch Schutzgitter genannt.
Der Anodenstrom der Tetrode ist nahezu unabhängig von der Anodenspannung, sobald diese einen durch Elektrodenabstände und Schirmgitterspannung festgelegten Mindestwert überschreitet; das Schirmgitter stellt für das Steuergitter konstante Feldbedingungen her und beschleunigt die Elektronen gleichmäßig Richtung Anode – auch wenn diese eine niedrigere Spannung als das Schirmgitter annimmt. Das erhöht den Ausgangswiderstand (Quellwiderstand) der Anode beträchtlich, die deshalb viel besser für selektive Verstärker geeignet ist als eine Triode. Die unterbundene Rückwirkung der Anodenspannung auf das Steuergitter und die geringere Kapazität zwischen diesen Elektroden verringert drastisch den Millereffekt. Beides führt dazu, dass Tetroden wesentlich höhere Verstärkung als Trioden und deutlich weniger Oszillationsneigung aufweisen.
Die Tetrode weist einen Nachteil auf: Wenn die Anodenspannung bei hoher Leistung aussteuerungsbedingt unter die Schirmgitterspannung sinkt, so werden die unvermeidlichen Sekundärelektronen, die von den auftreffenden Elektronen aus der Anode herausgeschlagen werden, vom (positiveren) Schirmgitter angezogen und gelangen nicht zur Anode zurück. Das zeigt sich in einer charakteristischen Delle des Anodenstromes im Kennlinienfeld: Der Anodenstrom nimmt ab, obwohl die Anodenspannung zunimmt. Das entspricht rechnerisch einem negativen differentiellen Widerstand. Durchfährt die Anodenspannung diesen Bereich, führt das zu Verzerrungen, da der Anodenstrom hier nicht proportional zur Gitterspannung ist. Das Schirmgitter wird durch den zusätzlichen Elektronenstrom zudem thermisch belastet.
Eine Maßnahme, dieses Problem in den Griff zu bekommen, ist, den Abstand zwischen Anode und Schirmgitter möglichst groß auszulegen – so groß, dass das elektrische Feld der Anode möglichst alle Sekundärelektronen wieder einfangen kann und nur eine unbedeutende Menge zum Schirmgitter gelangt. Das ist zum Beispiel bei manchen Ausführungen der Endröhre EL11 und ECL11 aus DDR-Produktion der Fall. In Pentoden wird dieser Nachteil durch ein Zusatzgitter behoben. Bei dem Dynatron wird der Effekt der Sekundäremission bewusst ausgenutzt und kann unter anderem in Oszillatorschaltungen eingesetzt werden.
Tetroden werden heute in der Bauform von Scheibentetroden für Hochfrequenzverstärker großer Leistung (wie die 4CX3000A) eingesetzt.

### Pentode

Symbol „Pentode“

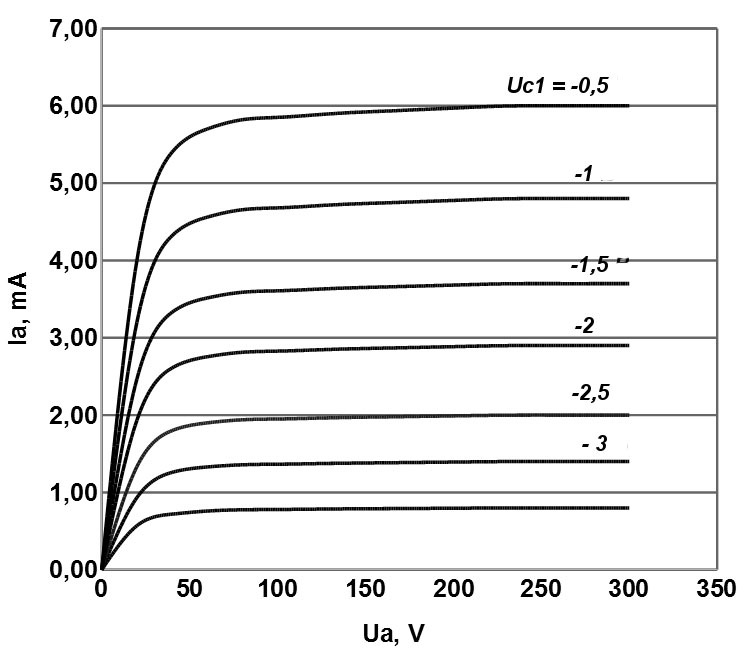
Kennlinienfeld einer Pentode

Um die bei der Tetrode auftretenden Probleme mit den Sekundärelektronen zu umgehen, fügten die Konstrukteure ein weiteres Gitter zwischen Anode und Schirmgitter ein, das sogenannte Bremsgitter (g3), sodass eine Pentode fünf Elektroden hat. Es ist sehr weitmaschig und liegt elektrisch meist auf derselben Spannungsebene wie die Kathode. Die von der Kathode kommenden sehr schnellen Elektronen behindert es wegen seiner Weitmaschigkeit praktisch nicht. Die aus der Anode ausgeschlagenen wesentlich langsameren Sekundärelektronen werden aber wieder zurück zur Anode gelenkt.
Die Pentode ist die letzte Stufe einer langen Entwicklung. Da die Nachteile von Triode und Tetrode beseitigt sind, war die Pentode die Standardröhre für Verstärker. Der hohe Verstärkungsfaktor ist von Vorteil.
Die Elektronen kommen im Laufe ihres Weges zur Anode an verschiedenen Potentialen vorbei und werden wechselweise beschleunigt, gebremst und aus ihrer geradlinigen Bahn abgelenkt. Das erzeugt eine Rauschspannung (Verteilungsrauschen) an der Anode.
Das bauartbedingt höhere Eigenrauschen stört sehr schwache Signale, weshalb hier weiterhin Trioden eingesetzt werden.
Wegen des Eigenrauschens wurden in UKW-Empfängern Anfang der 1950er Jahre Trioden verwendet. Für den VHF-Bereich verwendete man die Kaskode-Schaltung und erreichte mit zwei Trioden pentodenähnliche Verstärkungswerte ohne deren Rauschen.
Beam-Power-Tetroden oder Strahlpentoden sind spezielle Pentoden, die anstelle des kompliziert herzustellenden Bremsgitters vergleichsweise einfach gebogene Elektronenstrahl-Leitbleche verwenden, was die Herstellungskosten senkt. Um patentrechtlichen Problemen mit der Firma Philips/Mullard aus dem Weg zu gehen, entwickelten britische Ingenieure das Beam-Tetroden-Design, dessen Patentlizenzen später an die amerikanische RCA verkauft wurden. RCA entwickelte die 6L6 und brachte sie 1936 auf den Markt. Sie wurde die erfolgreichste, vielseitigste und bekannteste Strahlpentode der Röhrengeschichte; zahlreiche Varianten wurden gebaut und werden teils bis heute hergestellt. Sie ist in zahlreichen Gitarrenverstärkern und E-Bass-Verstärkern eingebaut.
Beispiele für Pentoden sind:

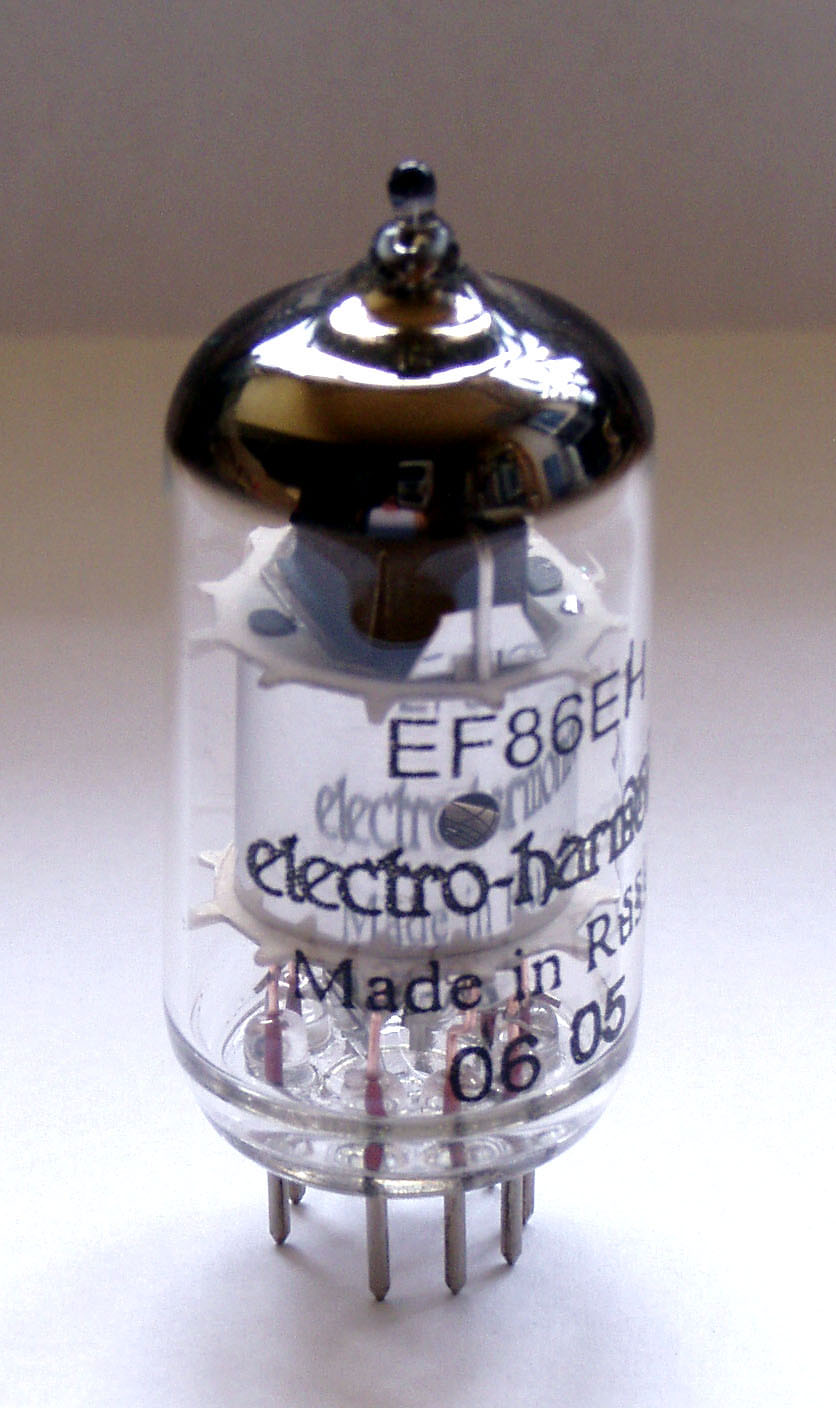
Pentode EF86

- EF80 (HF-Pentode für Zwischenfrequenzverstärker)
- EF83 (regelbare NF-Pentode, zur Audiosignalregelung eingesetzt)
- EF85 (regelbare HF-Pentode)
- EF86 (rauscharme NF-Pentode, für Audio-Vorverstärker)
- EF98 (Niederspannungs-Kleinsignalpentode, besonders für Hybrid-Autoradios)
- EL34 (NF-Endpentode für tragbare Audioverstärker)
- EL41 (NF-Endpentode für Radiogeräte älterer Bauart)
- EL84 (NF-Endpentode für Radiogeräte und Verstärker)
- PL83 (Videoendstufe/Breitbandpentode für Fernsehgeräte)

Strahltetroden/Beam Power Pentoden (die Strahlbleche können als Bremsgitter aufgefasst werden) sind zum Beispiel folgende Röhren:
- 6L6 (Beam-Power-NF-Verstärkerröhre)
- 6550 (Beam-Power-NF-Verstärkerröhre, entspricht etwa der KT88)
- KT66 (Beam-Power-NF-Verstärkerröhre, elektrisch fast identisch mit der 6L6)
- EL503 (steile Spanngitter-Pentode für Audioverstärker)
- PL500/PL504/EL504 (Schaltpentode, Horizontal-Endstufe in Fernsehgeräten)
- PL519 (Schaltpentode, Horizontal-Endstufe in Farbfernsehgeräten)
- PCF82 (Verbund-Kleinsignalröhre, Triode + Pentode)

### Hexode

Symbol „Hexode“

Die Hexode ist eine Elektronenröhre mit sechs Elektroden: Anode, Kathode, und insgesamt vier Gittern. Vereinfacht ausgedrückt ist die Hexode eine Kaskode von zwei Tetroden mit nur einer Kathode und einer Anode – sie enthält somit zwischen Kathode und Anode zwei Steuergitter (g1, g3) und zwei Schirmgitter (g2, g4). Als Funktionsprinzip wird in der Literatur als erweiterte Funktionserklärung oft der Begriff der virtuellen Kathode (zwischen g2 und g3 gelegen) benutzt.
In der häufigsten Anwendung dieses Röhrentyps werden den Steuergittern g1 und g3 zwei unterschiedliche Signale mit den Frequenzen f1 und f2 zugeführt. An der Anode entsteht dann eine Vielzahl von Signalen, neben den Eingangssignalen f1 und f2 selbst treten am stärksten Signale der Frequenzen 2 f1, 2 f2, f1 + f2 und f1 − f2 auf. Diese Schaltung wird in historischen Überlagerungsempfängern als multiplikativer Mischer verwendet, wobei nur die Differenz f1 − f2, die sogenannte Zwischenfrequenz, benutzt wird. Gegenüber der additiven Mischung treten weniger Signalverzerrungen auf. Für empfindliche Kurzwellenempfänger werden keine Hexoden verwendet, weil das starke Stromverteilungsrauschen schwache Signale übertönt.
Bekannte und zu ihrer Zeit verbreitete Vertreter sind die Typen ACH1, ECH3, ECH11, ECH42, welche zusätzlich noch ein Triodensystem (Verwendung als Oszillator) enthalten. Die beiden Schirmgitter des Hexodenteils sind bei diesen Röhren miteinander verbunden.

### Heptode

Symbol „Heptode“

Die Heptode ist eine Weiterentwicklung der Hexode und eine Fünfgitterröhre. Dabei ist – analog zur Pentode – ein Bremsgitter (g5) zwischen zweitem Schirmgitter (g4) und Anode (a) vorgesehen und fix mit der Kathode im Kolben verbunden. Meist wird für die beiden Schirmgitter (g2 und g4) nur ein einzelner elektrischer Anschluss aus dem Kolben herausgeführt.
Bekannte Vertreter waren die Typen ECH4, ECH21, ECH81; letztere fand sich in nahezu jedem Rundfunkempfänger der 1950er und frühen 1960er Jahre. Sie enthielten zusätzlich ein zur Verwendung als Oszillator vorgesehenes Triodensystem.

### Oktode

Symbol „Oktode“

Die Oktode oder Achtpolröhre ist eine Parallelentwicklung zur Mischhexode/Oszillatortriode. Dem ersten Steuergitter (g1) folgt eine meist aus zwei Stegen (Gitterhaltestäbe ohne Gitterbewicklung) bestehende Anode (g2), welche mit Kathode und erstem Gitter das Oszillatorsystem bildet. Nach dem Schirmgitter (g3) folgt ein weiteres Steuergitter (g4), das mit dem Empfangssignal beaufschlagt wird, danach ein zweites Schirmgitter (g5) und ein Bremsgitter (g6) unmittelbar vor der Anode. Das gemeinsame Steuergitter g1 beeinflusst damit auch den Elektronenstrom zur Hauptanode, was zu einer der Heptode ähnlichen Mischfunktion führt.
Die Oktode ist wie die Hexode und die Heptode eine Spezialröhre für Überlagerungsempfänger, sie bildet gleichzeitig Misch- und Oszillatorröhre in einem System. Typische Vertreter waren die Typen AK2, EK2. Bei einer Triode/Hexode wie der ECH3 wird das Empfangssignal an das empfindliche Steuergitter g1 angeschlossen, bei der Oktode an das weniger empfindliche zweite Steuergitter g4. Oktoden sind durch die unmittelbare Kopplung der Elektroden über den Elektronenstrom recht empfindlich für Frequenzverwerfungen.

### Enneode

Symbol „Enneode“

Die Enneode ist eine Röhre mit einer Kathode, einer Anode und sieben Gittern, also mit insgesamt neun Elektroden. Bisweilen wird sie auch als Nonode bezeichnet, unter Verwendung des lateinischen statt des griechischen Wortes für „Neun“. Es gab nur wenige Typen: Die EQ40 und die EQ80 (bzw. deren Allstromvariante UQ80). Sie wurde etwa zeitgleich mit der Einführung des UKW-Rundfunks zum Zweck der Frequenzdemodulation entwickelt. Ihre Arbeitsweise entsprach der eines Koinzidenzdemodulators. An ihrer Anode konnte eine vergleichsweise hohe Signalspannung abgenommen werden, die zur vollen Aussteuerung der unmittelbar folgenden Endröhre ausreichte und zudem noch eine Gegenkopplung gestattete. Einige Verbreitung fand diese Röhre im Tonteil von Fernsehempfängern und in UKW-Nachrüstsätzen für alte Empfänger. Da das Bremsgitter g7 intern mit der Kathode und die drei Schirmgitter g2, g4 und g6 untereinander verbunden und gemeinsam herausgeführt waren, genügte trotz der zahlreichen Elektroden im Falle der EQ40 sogar ein achtstiftiger Rimlocksockel.

### Magisches Auge

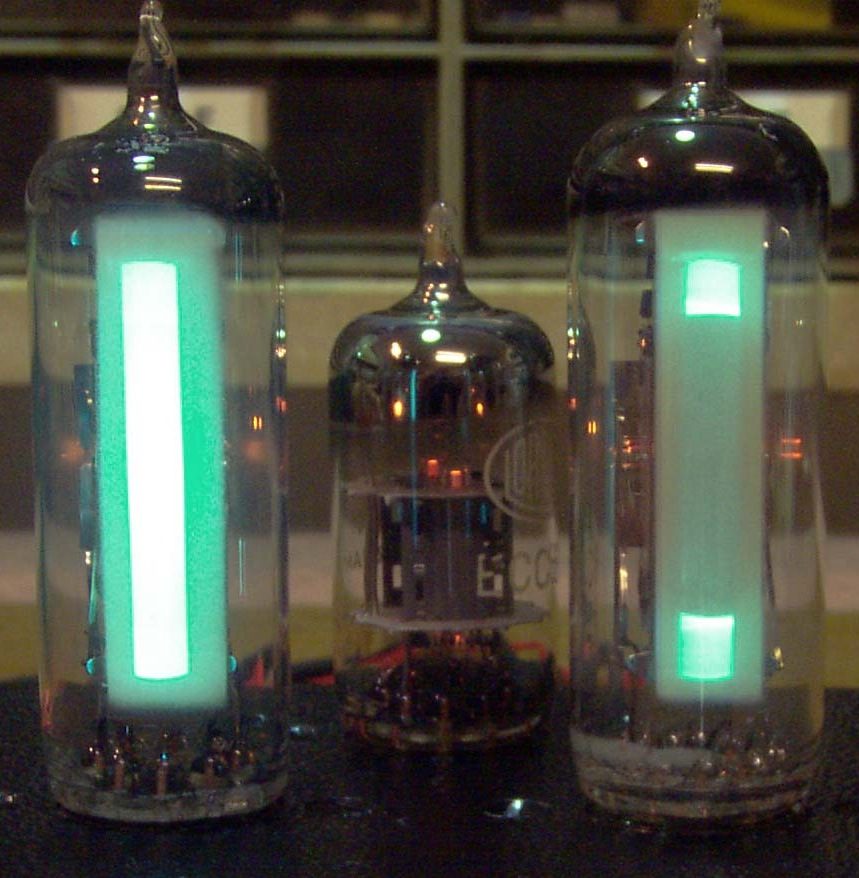
Magische Augen (EM84) zur Stereopegelanzeige

Das Magische Auge ist eine Spezialröhre, die ein elektrisches Steuersignal in ein Leuchtsignal umsetzt, dessen sichtbare Ausdehnung von der angelegten Steuersignalspannung abhängt. Erfunden 1930 von dem Amerikaner Dr. Allen Du Mont und weiterentwickelt von den beiden RCA-Ingenieuren Thompson und Wagner diente sie zunächst in Radioempfängern als visuelle Hilfe für eine optimale Abstimmung auf die gewünschte Sendefrequenz. Als Leuchtschirmformen wurden hauptsächlich der segmentierte Kreis (AM2, EM34), der Fächer (EM71, EM80, EM85) oder später das rechteckige Band (EM84, EM800, EMM801, EMM803) verwendet. Wie die Oszilloskopröhren leuchten magische Augen in der Regel grün, bei moderneren Exemplaren wie der EM84 tendiert die Farbe eher in den Bereich blau-grün. Die Leuchtfarbe ist abhängig von der Leuchtschirmsubstanz, die vom Elektronenstrahl angeregt wird: Zink-Silikat für die älteren grün leuchtenden Schirme, Zinkoxid für die hell leuchtenden und moderneren grün-bläulichen Varianten. Dabei hat sich Zinkoxid als wesentlich haltbarer gegenüber der Belastung durch das fortwährende Elektronenbombardement erwiesen: Röhren mit diesem Leuchtstoff haben eine höhere Lebensdauer.
Für Stereo-Geräte brachte die Röhrenindustrie spezielle Abstimmanzeigeröhren mit zwei getrennten Elektrodensystemen heraus, die unterschiedlich eingesetzt wurden: entweder als 2-Kanal-Aussteuerungsanzeige für Audio-Anwendungen (EMM801, EM83) oder als Abstimmanzeige für UKW-Stereotuner, wobei ein System die optimale Abstimmung des Tuners signalisiert, das zweite auf das Vorhandensein eines Stereosignals hinweist (EMM803).
Hinsichtlich der Typenbezeichnung sind magische Augen als Ausnahme zu betrachten. Bis auf die DM70/71 und EFM11 ist in jedem magischen Auge mindestens eine Triode als Hilfssystem untergebracht. Trotzdem werden diese Typen nicht mit zum Beispiel ECM84 bezeichnet, sondern mit EM84.

## Mehrfachröhren (Verbundröhren)
In Mehrfachröhren oder Mehrsystemröhren sind zwei oder mehr Röhrensysteme bei elektrischer Trennung mechanisch vereint. Beispiele: zwei Trioden in der ECC83, eine Triode und eine Leistungspentode in der ECL82, eine Kleinsignalpentode und eine Leistungspentode in der PFL200.
In Verbundröhren sind die beiden Röhrensysteme teilweise miteinander verbunden; entweder durch den mechanischen Aufbau (zum Beispiel vertikale Anordnung von Triode und Leistungspentode mit einem gemeinsamen Kathodenröhrchen bei der ECL80) oder durch entsprechende Verschaltung der Elektroden über Anschlussdrähte im Röhreninnern (mechanisch getrennte Kathodenröhrchen mit gemeinsamem Kathodenanschlussstift für Triode und Pentode der PCF86). Auch Kombinationen von Abstimmanzeigeröhren und Pentoden wurden hergestellt, zum Beispiel in der EFM11.
Die Verbundröhre VCL11 wurde in Deutschland im DKE38 (Volksempfänger) verbaut.
Die noch in den 1940er Jahren vorgenommene Unterscheidung zwischen Verbund- und Mehrfachröhren wurde wegen der geringen Unterschiede im Laufe der Zeit nicht mehr beibehalten. So hat sich für beide Arten der Begriff Mehrfachröhre etabliert.
In Mehrfach- und Verbundröhren wurden auch teilweise Widerstände und Kondensatoren mit eingebaut (erstmals bei der Dreifachröhre 3NF); diese Röhren waren gewissermaßen die ersten integrierten Schaltungen der Elektronik.

## Weitere Arten von Elektronenröhren
- Bildverstärker (Restlichtverstärker) und Bildaufnahmeröhren sind Bildwandlerröhren, welche vor allem zur Aufnahme und Verstärkung von Licht dienen. Restlichtverstärker werden in Nachtsichtgeräten eingesetzt.
- Die Photozelle gibt es in Vakuumausführung oder gasgefüllt, sie ändert in Abhängigkeit vom auf sie einfallenden Licht ihren Elektronenstrom (Photoeffekt). Sie wird heute durch Halbleiter (Phototransistor, Photodiode, Photowiderstand) ersetzt.
- Die Braunsche Röhre und deren Weiterentwicklung in Form der Bildröhre (englisch CRT) zur Anzeige von Bildsignalen auf einem Bildschirm. Diese Röhre findet man in Oszilloskopen, Fernsehempfängern und Computermonitoren, sie wird zunehmend durch neuere Technologien wie Flüssigkristallbildschirme ersetzt.
- Crookes-Röhren sind Anzeigeröhren vom Anfang des 20. Jahrhunderts. Sie werden im Physikunterricht zu Anschauungszwecken benutzt.
- Die Röntgenröhre wird zur Erzeugung von Röntgenstrahlung verwendet. Sie findet in der Medizintechnik, Werkstoffprüfung und Warenabfertigung als Röntgenquelle Anwendung.
- Ein Plumbicon ist ein spezieller Bildsensor, der auch heute noch in Videokameras für spezielle Einsatzbereiche wie in Bereichen eines Kernkraftwerkes mit hoher ionisierender Strahlung (Reaktorhalle) eingesetzt wird.
- Das Klystron, ein Sende-Verstärker im Mikrowellenbereich, findet in Radaranlagen oder in Teilchenbeschleunigern Verwendung. Das Reflexklystron als Oszillator ist durch andere Techniken abgelöst worden.
- Inductive Output Tube ist eine Mischform aus Strahltriode und Klystron.
- Die Wanderfeldröhre wird als Signalverstärker in der Radartechnik und Radioastronomie benutzt.
- Das Magnetron wird als selbstständiger Mikrowellengenerator in der Radartechnik und als Hauptbauteil von Mikrowellenherden verwendet.
- das Gyrotron ist ein Mikrowellengenerator für höchste Leistungen
- Sekundärelektronenvervielfacher und Photomultiplier sind sehr empfindliche und schnelle Licht- und Ultraviolett-Sensoren, die den Elektronenstrom, der durch einfallendes Licht aus einer Photokathode gelöst wird, hoch verstärken.
- Fluoreszenzanzeigen sind Anzeigeröhren, die festgelegte Symbole und Zeichen darstellen können. Fluoreszenzanzeigen werden als Anzeigeeinheiten bei Heimelektronik-Geräten wie Videorekordern oder DVD-Playern nach wie vor häufig verwendet. Es gibt auch Pixelanzeigen.
- Nuvistoren sind miniaturisierte Elektronenröhren, meist Trioden für UHF-Anwendungen. Durch ein Metallgehäuse mit einem Keramikboden sind sie bruchunempfindlicher.
- Subminiaturröhre oder auch Bleistiftröhre ist eine äußerst miniaturisierte Allglas-Elektronenröhre ohne Sockel.
- Elektronenröhren mit besonders kleinem Gitterstrom werden als Elektrometerröhren bezeichnet.
- Bei Laufzeitröhren wird ausgenutzt, dass die Elektronen eine gewisse Zeit brauchen, um von der Kathode zur Anode zu gelangen.

### Gasgefüllte Röhren
Siehe: Gasentladungslampe

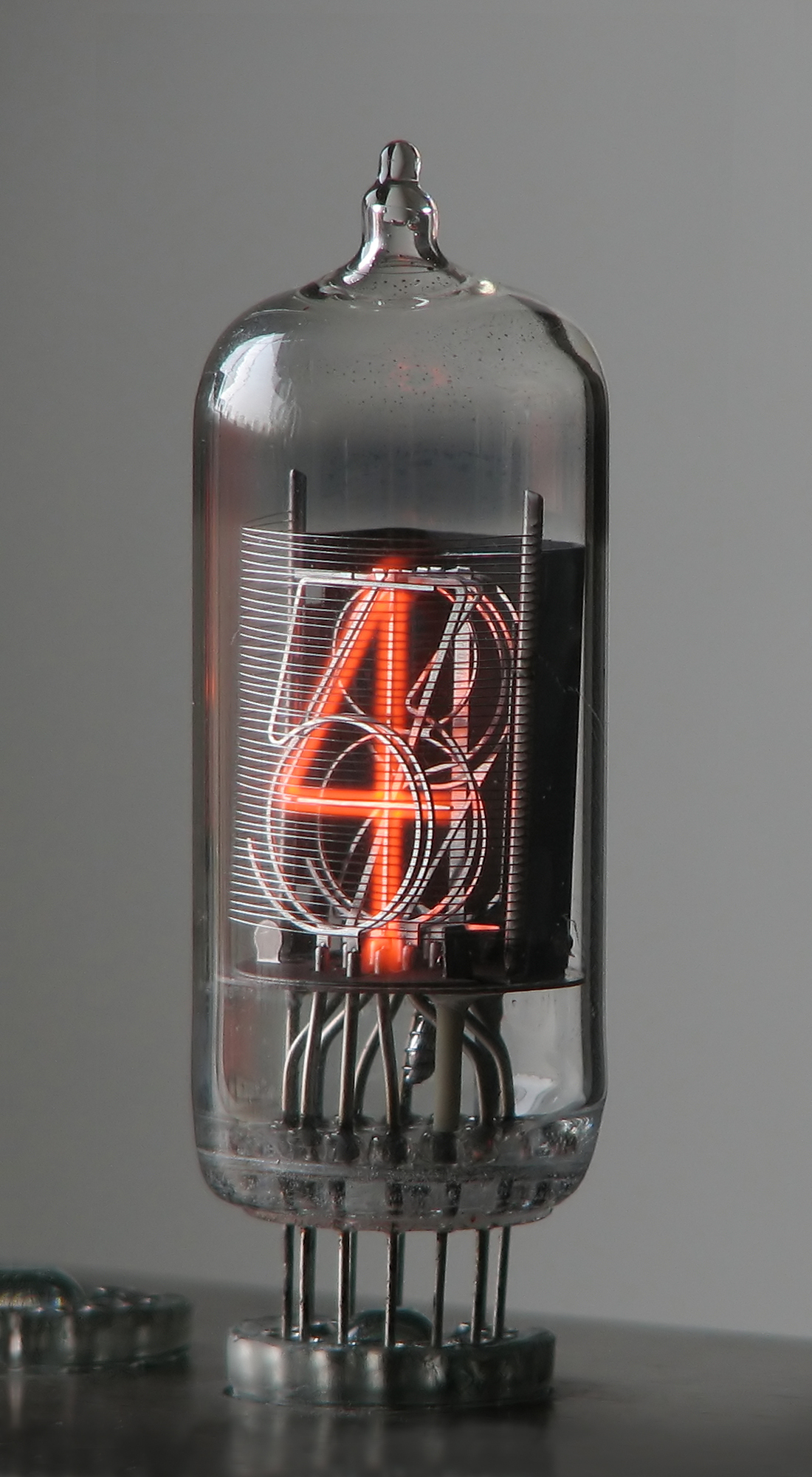
Nixie-Anzeigeröhre Typ Telefunken ZM1210

Neben den Elektronenröhren, die in ihrem Inneren ein Hochvakuum benötigen, gibt es Röhren mit Gasfüllung, die erst dadurch ihre eigentliche Funktion erlangen. Es sind keine Elektronenröhren im eigentlichen Sinne, da die freie Weglänge der Elektronen im Inneren meist geringer als der Elektrodenabstand ist. Sie werden jedoch häufig als Röhren bezeichnet und daher hier aufgezeigt.
Gasgefüllte Röhren sind zum Beispiel Quecksilberdampfgleichrichter, gasgefüllte Photozellen, Nixieröhren, Glimmstabilisatoren und Thyratrons.
Gasgefüllte Gleichrichterröhren wurden bis auf wenige Ausnahmen durch Halbleiterbauelemente ersetzt. Die Gasfüllung besteht meist aus Edelgasen wie Argon, Xenon, Neon, normalen Gasen wie Wasserstoff und Deuterium oder auch Quecksilberdampf. Die Gasfüllung wird im Betrieb ionisiert, was eine Stromleitung im Gas ermöglicht. Zu der Gruppe der Gleichrichter zählen Quecksilberdampfgleichrichter und gesteuerte Schaltröhren wie das Thyratron, das Ignitron und das Excitron.
Tungar-Röhren sind mit dem Edelgas Argon gefüllte Gleichrichter für den Einsatz bei kleinen Spannungen.
Das Krytron ist als elektronischer Schalter einsetzbar.
Gasgefüllte Röhren sind auch die verschiedenen Gasentladungslampen (Hochdruck-Gasentladungslampen wie die Natriumdampflampen, Quecksilberdampflampen oder Halogen-Metalldampflampen), sie werden jedoch meist nicht als Röhren bezeichnet. Ausnahme sind die Leuchtstofflampen und die für Hinterleuchtung eingesetzten Kaltkathodenröhren (CCFL) und Leuchtröhren.
Glimmstabilisatoren (zum Beispiel 0A2) sind unbeheizte gasgefüllte Röhren, bei denen die rechteckige Strom-Spannungs-Kennlinie zur Spannungsstabilisierung benutzt wird. Sie funktionieren wie die Glimmlampen und Nixieröhren, die häufig zu Anzeigezwecken verwendet werden.
Geißlersche Röhren sind mit verschiedenen Gasen gefüllte Kaltkathodenröhren für Unterrichts- und Demonstrationszwecke.

## Anschlüsse
Bis auf wenige Ausnahmen (Nullode) benötigen Röhren elektrische Verbindungen in das Innere des Kolbens, um ihre Funktion zu erfüllen. Dazu wurden im Laufe der Jahre zahlreiche Anschlusstypen entwickelt. Der Großteil der Röhren ist mit einem Sockel versehen, der Aufnahme in einer Fassung findet. Es existieren aber auch Typen wie die DY51, die direkt in die Schaltung eingelötet werden.
In der Anfangszeit der Röhrentechnik waren Sockel und Kolben getrennt. Die Durchführungsdrähte aus dem Kolben wurden in einen nachträglich angebrachten Sockel aus Bakelit oder Kunststoff geführt und dort verlötet.
Aus Kostengründen wurden letztendlich die separaten Sockelkonstruktionen fallen gelassen und die Allglasröhre entwickelt, deren Vorläufer der Loktalsockel bildet. Dieser sogenannte Pressglassockel besteht aus einer speziellen Glasmischung mit geringen dielektrischen Verlusten, in den die Sockelkontakte aus Chromeisen oder Nickel vakuumdicht sowie maßhaltig eingeschmolzen und verpresst werden. Auch diese Sockelart wird in einem separaten Herstellungsschritt gefertigt und im Laufe der Fertigung mit dem System punktverschweißt und mit dem Kolben verschmolzen.
Tabelle der wichtigsten Sockelarten:
| Sockelart                                   | Bemerkungen                                                                                        | Beispielbild |
| ------------------------------------------- | -------------------------------------------------------------------------------------------------- | --- |
| Europa-Sockel (4 Stifte aus Bakelit-Sockel) | Anordnung im Drachenviereck, Stift-ø 4 mm, Stiftabstand gegenüberliegender Stifte ca. 16 mm.       | 4-Pin-Europasockel |
| Außenkontakt-Sockel (5-Pin, Kantenkontakte) | Pin1 auf 3 Uhr, Nummerierung gegen Uhrzeiger, Winkel 3 × 60° und 2 × 90°, ø ca. 20 mm.             | 5-Pin-Außenkontaktsockel                                                                                                 |
| Außenkontakt-Sockel (8-Pin)                 | Pin1 auf 2 Uhr 30, Nummerierung gegen Uhrzeiger, Winkel 3 × 30° und 5 × 54°, ø ca. 26 mm.          | 8-Pin-Außenkontaktsockel                                                                                                 |
| Stahlröhren-Sockel (Y8A)                    | Pin1 auf 5 Uhr, Nummerierung im Uhrzeiger, Zwei Stiftgruppen, Winkel je 26°50’, Lochkreis-ø 28 mm  | Stahlröhrensockel |
| Oktal-Sockel (K8A)                          | Pin1 auf 1 Uhr, Nummerierung im Uhrzeiger, Winkel je 45°, Lochkreis-ø 17,45 mm                     | Oktalsockel |
| Loktal-Sockel (W8A)                         | Pin1 auf 1 Uhr, Nummerierung im Uhrzeiger, Winkel je 45°, Lochkreis-ø 17,5 mm                      | Loktalsockel |
| Rimlock-Sockel (B8A, Einrastbuckel am Rand) | Pin1 auf 1 Uhr, Nummerierung im Uhrzeiger, Winkel je 45°, Lochkreis-ø 11,5 mm                      | Rimlocksockel, Ausrichtungskennzeichnung mittels Glaswarze · Rimlocksockel, Ausrichtungskennzeichnung mittels Metallring |
| Pico 7-Sockel (B7G)                         | Pin1 auf 7 Uhr 30, Nummerierung im Uhrzeiger, Winkel je 45°, Pin 8 ausgespart, Lochkreis-ø 9,53 mm | Miniatursockel |
| Noval-Sockel (B9A)                          | Pin1 auf 7 Uhr, Nummerierung im Uhrzeiger, Winkel je 36°, Pin 10 ausgespart, Lochkreis-ø 11,9 mm   | Novalsockel |
| Magnoval-Sockel (9 Stifte)                  | Pin1 auf 7 Uhr, Nummerierung im Uhrzeiger, Winkel je 36°, Pin 10 ausgespart, Lochkreis-ø 19 mm     | Magnovalsockel |

### Separate Anschlusskappe

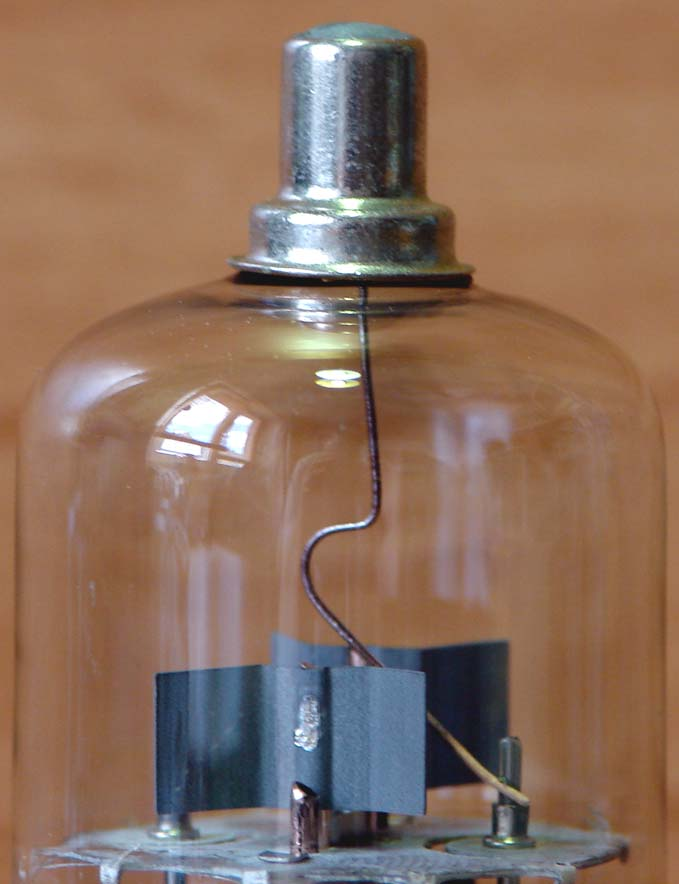
Anodenkappenanschluss einer PL36

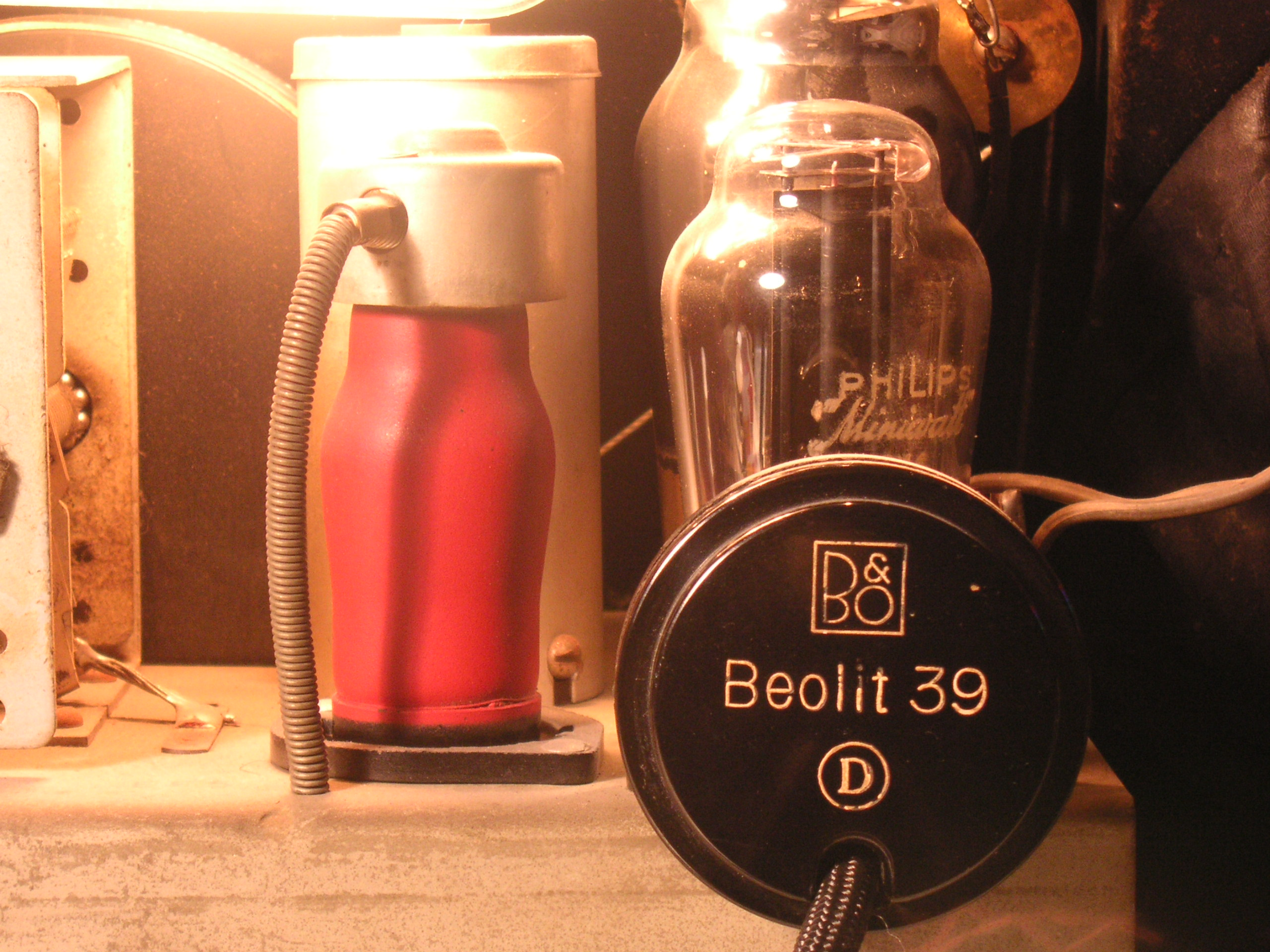
Gitterkappenanschluss einer HF-Pentode EF5 in einem Radio (Bang & Olufsen Beolit 39, 1938)

Für spezielle Anforderungen besitzen manche Röhrentypen eine vom Sockel separate Anschlusskappe. Bei den Röhren mit Außenkontaktsockel ist das zumeist der Anschluss für das Steuergitter, er liegt damit räumlich weit entfernt von den übrigen Anschlüssen und ermöglicht damit eine weitgehende Entkopplung, was den Hochfrequenzeigenschaften dieser Röhren zugutekommt. Nachteile dieser Anschlüsse sind der höhere Aufwand bei der Röhrenherstellung und auch im Gerätebau. Die Vorteile der Entkopplung werden durch notwendige längere Leitungswege der Verdrahtung bis zu diesem Anschluss teilweise wieder aufgehoben.
Moderne Röhren besitzen einen Kappenanschluss, wenn es die Spannungsfestigkeit erfordert. Die Anoden von Zeilenendröhren (PL81, PL36, PL500, PL509, …) werden durch die Selbstinduktion des Zeilentransformators mit Spannungsspitzen bis 5 kV belastet. Bei diesen hohen Spannungen wären Überschläge zwischen den einzelnen Sockelstiften unvermeidlich. Aus dem gleichen Grund liegt die Kathode von Boosterdioden (PY81, PY83, PY88, PY500, …) sowie die Anode von Hochspannungsgleichrichtern (z. B. der DY86) an der Kolbenkappe.
Auch Sendeendröhren größerer Leistung besitzen eine oder mehrere Anschlusskappen. Meist ist auch hier die Anode angeschlossen, ebenfalls aus Gründen der Spannungsfestigkeit, aber auch zur besseren Entkopplung der Gitter- und Anodenkreise. Ein weiterer Punkt ist der einfachere Aufbau des mechanisch meist größeren Ausgangsschwingkreises der Sendeendstufe.

## Bezeichnungsschemata

### Amerikanisches Schema
Die US-amerikanische Röhrenindustrie entwickelte ab 1933 einen eigenen Typisierungsschlüssel mit sehr begrenzter Aussagekraft (Radio Electronics Television Manufacturers’ Association – RETMA Tube Designation).

### Europäisches Schema
Mit der allmählichen Standardisierung der Röhrensockel um 1925 (zum Beispiel Europa-Stiftsockel oder Topfsockel mit Außenkontakten) wurden erste Versuche mit einem kombinierten Zahlen- und Buchstabensystem zur einheitlichen Kurzkennzeichnung von Bauart und Betriebsdaten der Röhren unternommen.
Aber erst ab 1933/34 etablierte sich in Europa ein zukunftsweisender Röhren-Bezeichnungsschlüssel, das von Philips und Telefunken gemeinsam beschlossene Gemeinschafts-Bezeichnungssystem. Es entwickelte sich zu einem heute noch gültigen Code-System, bei dem am Namen die Heizungsart, die Sockelung und der Systemtyp ablesbar ist. Dieses System konnte sich aber nur in Europa durchsetzen.
| 1. Buchstabe: Heizungsart (Spannung oder Strom) | 1. Buchstabe: Heizungsart (Spannung oder Strom)                   | 2. (+3.) Buchstabe: Systemart | 2. (+3.) Buchstabe: Systemart                    |
| ----------------------------------------------- | ----------------------------------------------------------------- | ----------------------------- | ------------------------------------------------ |
| A                                               | 4 V direkt oder indirekt                                          | A                             | Diode                                            |
| B                                               | 180 mA direkt aus Batterien                                       | B                             | Zweiwegdiode, zwei Anoden zu einer Kathode       |
| C                                               | 200 mA indirekt (Serienspeisung)                                  | C                             | Triode                                           |
| D                                               | 1,4 V direkt aus Batterien oder halbindirekt                      | D                             | Leistungstriode                                  |
| E                                               | 6,3 V indirekt (eigentlich Parallel-, jedoch auch Serienspeisung) | E                             | Tetrode                                          |
| F                                               | 12,6 V indirekt                                                   | F                             | Pentode                                          |
| G                                               | 5 V indirekt                                                      | H                             | Hexode oder Heptode                              |
| H                                               | 150 mA indirekt                                                   | K                             | Oktode                                           |
| I                                               | (wurde schon für 20 V indirekt verwendet)                         | L                             | Leistungstetrode oder Leistungspentode           |
| K                                               | 2 V direkt aus Blei-Säure-Zellen                                  | M                             | Anzeige- bzw. Indikatorröhre                     |
| L                                               | 450 mA indirekt (Serienspeisung)                                  | N                             | Thyratron[34]                                    |
| O                                               | ohne Heizung (für gasgefüllte Röhren, auch Halbleiter)            | P                             | Sekundäremissionsröhre[35]                       |
| P                                               | 300 mA indirekt (Serienspeisung)                                  | Q                             | Enneode (9-Pol-Röhre)                            |
| U                                               | 100 mA indirekt (Serienspeisung)                                  | T                             | Zählröhre (digitale Anwendungen)                 |
| V                                               | 50 mA indirekt (Serienspeisung)                                   | W                             | Einweg-Leistungsdiode mit spezieller Gasfüllung  |
| X                                               | 600 mA indirekt (Serienspeisung)                                  | X                             | Zweiweg-Leistungsdiode mit spezieller Gasfüllung |
| Y                                               | 450 mA indirekt (Serienspeisung)                                  | Y                             | Einweg-Leistungsdiode                            |
| Z                                               | ohne Heizung (für gasgefüllte Röhren)                             | Z                             | Zweiweg-Leistungsdiode                           |
Sind in einem Glaskolben mehrere Elektrodensysteme untergebracht, so werden diese mit weiteren Buchstaben gekennzeichnet, welche die gleiche Bedeutung wie der zweite Buchstabe haben. Dabei werden die Buchstaben in alphabetischer Reihenfolge aufgelistet.
Röhren sind grundsätzlich Verschleißteile und müssen nach bestimmten Zeitintervallen ausgetauscht werden. Um diesen Vorgang zu erleichtern, sind fast alle Röhren mit einem Stecksystem, dem Röhrensockel, ausgestattet, der im Verlauf der Röhrengeschichte die unterschiedlichsten Varianten angenommen hat, die sich ebenfalls im Zahlencode der Röhrenbezeichnung niederschlagen. Dieser Code hat sich über verschiedene Quellen hinweg mehr als Anhaltspunkt denn als fest vorgegebenes Schema erwiesen. Eine verlässliche Standardisierung konnte erst 1963 erreicht werden, allerdings waren zu diesem Zeitpunkt schon viele Röhrentypen auf dem Markt, die nicht mehr in das Schema passten.
| Wertebereich | Sockelart |
| ------------ | --- |
| 1 bis 9      | Außenkontakt-Sockel (5- und 8-polig), auch Oktal- und Europa-Stiftsockel mit Quetschfußaufbau                                     |
| 10 bis 19    | Stahlröhren-Sockel (8-polig), ggfs. Quetschfußaufbau                                                                              |
| 20 bis 29    | Oktal oder auch Presstellertypen und Loktalröhren                                                                                 |
| 30 bis 39    | Oktal-Sockel |
| 40 bis 49    | Rimlock-Sockel |
| 50 bis 60    | Verschiedene Sockelformen, bevorzugt Pressglassockel wie Loktal                                                                   |
| 61 bis 79    | Verschiedene Sockel, zum Beispiel für Kleinströhren (B5A, B5B, B8D, …) oder direkte Lötverbindung oder Loktalröhren von C. Lorenz |
| 80 bis 89    | Noval-Sockel |
| 90 bis 99    | Pico-7-Sockel |
| 150 bis 159  | Stahlröhren-Sockel (10-polig) |
| 171 bis 175  | RFT-Gnomröhrenreihe |
| 180 bis 189  | Noval-Sockel |
| 190 bis 199  | Pico-7-Sockel |
| 200 bis 209  | Dekal-Sockel |
| 280 bis 289  | Noval-Sockel |
| 500 bis 599  | Magnoval-Sockel |
| 800 bis 899  | Noval-Sockel |
| 900 bis 999  | Pico-7-Sockel |
Je nach Stellenanzahl kann die zweite oder die letzte Stelle ein Hinweis auf die Art der Gitter-Steuerkennlinie sein – diese Regelung wurde erst 1963 offiziell vorgegeben und auch dann nicht immer von den Herstellern eingehalten und ist nur als Hinweis zu verstehen. Oft ist die angegebene Zahl nur eine laufende Nummer ohne weitere Bedeutung. So ergibt beispielsweise die Angabe einer Regelkennline bei Leistungsröhren keinen Sinn. Verbreitet ist nachfolgend dargestellte Zifferneinteilung zur Unterscheidung der Kennlinie bei manchen Kleinsignalpentoden (Kennbuchstabe F) oder auch bei HF-Trioden (Kennbuchstabe C, zum Beispiel PCC189).
|                 | Anodenstrom in Abhängigkeit von der Steuergitterspannung |
| --------------- | -------------------------------------------------------- |
| gerade Ziffer   | normale Kennlinie                                        |
| ungerade Ziffer | gekrümmte Kennlinie für Regelröhren                      |
Gelegentlich sind Röhren anzutreffen, bei denen die Ziffernkombination zwischen dem Buchstaben der Heizungsart und denen der Systemart angegeben wird, zum Beispiel E83CC. Diese Röhren sind für eine besonders lange Lebensdauer spezifiziert, weisen gegenüber der Standardversion (hier ECC83) engere Toleranzen auf und besitzen eine höhere Stoß- sowie Vibrationsfestigkeit. Daher kamen sie besonders bei erhöhten Anforderungen an Funktion und Zuverlässigkeit wie zum Beispiel in Geräten für Industrie und Militär zum Einsatz. Nicht in jedem Fall ist bei einer gegebenen Spezialröhren-Typbezeichnung durch einfaches Umstellen der Ziffern-Buchstaben-Kombination auf die elektrisch vergleichbare konventionelle Röhre zu schließen. Die nach dem Philips-Datenblatt zur Verwendung in Telefonanlagen vorgesehene Kleinleistungs-Spezialpentode E81L ist beispielsweise nicht mit der Zeilenendpentode EL 81 vergleichbar!
Typische reguläre Beispiele:
- UL 84 = Leistungsendpentode für 100 mA Heizstrom, Noval-Sockel
- EF 97 = Regel-Pentode für 6,3 V Heizspannung, Pico-Sockel
- VY 1 = Leistungsdiode für 50 mA Heizstrom, Außenkontaktsockel
- UCH 21 = Mehrsystemröhre aus einer Triode und Heptode in einem Glaskolben, 100 mA Heizstrom, Loktal-Sockel

#### Ausnahmen
Die magischen Augen (M) sind hinsichtlich der Typenbezeichnung als Ausnahme zu betrachten. Bis auf wenige Ausnahmen ist in jedem magischen Auge mindestens eine Triode als Hilfssystem untergebracht. Diese Triode wird nicht extra aufgeführt: Es gibt keine Röhre ECM, wohl aber Röhren EFM, bei denen die übliche Triode durch eine Pentode ersetzt wurde.
Manche Leistungspentoden (L) sind in konstruktiver Hinsicht Tetroden, ihnen fehlt aber sowohl ein Bremsgitter als auch eine Strahlbündelungselektrode. Durch einen vergleichsweise sehr großen Abstand der Anode vom Schirmgitter wird trotzdem die Betriebscharakteristik einer Pentode erreicht (zum Beispiel ECL11, AL4).

### Russische Schemata
Russische Röhren werden nach zwei verschiedenen Schemata bezeichnet. Zum Beispiel nach dem ersten Schema 2Ж27Л und nach dem zweiten Schema ГУ 50-В.

#### 1. Schema
Zahl-Buchstabe-Zahl-Buchstabe(-Buchstabe)
Bei diesem Schema bezeichnet die erste Zahl die Heizspannung, der erste Buchstabe die Art und Anwendung der Röhre,
die zweite Zahl ist ein Unterscheidungsmerkmal. Der zweite Buchstabe enthält konstruktive Merkmale, zum Beispiel den zugehörigen Sockel. Der optionale dritte Buchstabe gibt an, dass die Röhre im Vergleich zum Standard verbesserte Eigenschaften aufweist.
Nach den folgenden Tabellen benötigt also die 2Ж27Л eine Heizspannung von 2-2,4 V und ist eine HF Pentode mit Loktalsockel. Eine 6С33С-В benötigt 6,3 V für die Heizung und ist eine Triode im Glasgehäuse mit mehr als 22,5 mm Durchmesser in mechanisch stabilerer Ausführung mit erhöhter Zuverlässigkeit.
| Zahl | Heizspannung                     |
| ---- | -------------------------------- |
| 06   | 625 mV                           |
| 01   | 800 mV; 1 V; 1,2 V; 1,4 V; 1,5 V |
| 02   | 02 V; 2,2 V; 2,4 V               |
| 03   | 03,15 V                          |
| 04   | 04 V; 4,2 V; 4,4 V               |
| 05   | 05 V                             |
| 06   | 06 V; 6,3 V                      |
| 07   | 07 V                             |
| 09   | 09 V                             |
| 10   | 10 V                             |
| 12   | 12 V; 12,6 V                     |
| 13   | 13 V                             |
| 17   | 17 V                             |
| 18   | 18 V                             |
| 20   | 20 V                             |
| 25   | 25,2 V                           |
| 30   | 30 V                             |
| Kyrillisch | Bei Röhren übliche lateinische Umschrift | Systemart/Anwendung                             |
| ---------- | ---------------------------------------- | ----------------------------------------------- |
| А          | a                                        | Mehrgitter-Mischröhre                           |
| Б          | b                                        | Diode + Pentode                                 |
| В          | w                                        | Sekundäremissionspentode oder -tetrode; Heptode |
| Г          | g                                        | Diode + Triode                                  |
| Д          | d                                        | Diode                                           |
| Е          | e                                        | Magisches Auge                                  |
| Ж          | j                                        | HF Pentode                                      |
| И          | i                                        | Triode + Hexode/Heptode/Oktode                  |
| К          | k                                        | Regelpentode                                    |
| Л          | l                                        | Elektronenstrahlröhre                           |
| Н          | n                                        | Doppeltriode                                    |
| П          | p                                        | NF Leistungstetrode/-pentode                    |
| Р          | r                                        | Doppeltetrode/-pentode                          |
| С          | s                                        | Triode                                          |
| Ф          | f                                        | Triode + Pentode                                |
| Х          | h                                        | Doppeldiode                                     |
| Ц          | z                                        | Gleichrichterdiode(n)                           |
| Э          | ee                                       | HF Tetrode                                      |
| Kyrillisch | Bei Röhren übliche lateinische Umschrift | Sockel bzw. Aufbau               |
| ---------- | ---------------------------------------- | -------------------------------- |
| (ohne)     |                                          | Metallgehäuse                    |
| А          | a                                        | Subminiatur 5-8 mm ⌀             |
| Б          | b                                        | Subminiatur 8-10,2 mm ⌀          |
| Г          | g                                        | Subminiatur mehr als 10,2 mm ⌀   |
| Д          | d                                        | Scheibentriode                   |
| Ж          | j                                        | Eichelröhre                      |
| К          | k                                        | Keramik                          |
| Л          | l                                        | Loktalsockel                     |
| Н          | n                                        | Nuvistor                         |
| П          | p                                        | Glasröhre mit 19-22,5 mm ⌀       |
| Р          | r                                        | Subminiatur 5 mm ⌀               |
| С          | s                                        | Glasröhre mit mehr als 22,5 mm ⌀ |
| Kyrillisch | Bei Röhren übliche lateinische Umschrift | Verbesserte Eigenschaft                                  |
| ---------- | ---------------------------------------- | -------------------------------------------------------- |
| bis 1976   |                                          |                                                          |
| Р          | r                                        | Bessere Qualität                                         |
| ЕР         | er                                       | Bessere Qualität, lange Lebensdauer                      |
| ВР         | vr                                       | Bessere Qualität, erhöhte Zuverlässigkeit                |
| ДР         | dr                                       | Bessere Qualität, sehr lange Lebensdauer                 |
| nach 1976  |                                          |                                                          |
| В          | v                                        | Mechanisch stabilere Ausführung, erhöhte Zuverlässigkeit |
| Д          | d                                        | Sehr lange Lebensdauer                                   |
| Е          | e                                        | Lange Lebensdauer; mehr als 5.000 h                      |
| К          | k                                        | Geringe Mikrofonie                                       |
| Н          | n                                        | Impulsfest                                               |
| ЕВ         | ev                                       | Lange Lebensdauer, erhöhte Zuverlässigkeit               |

#### Zweites Schema
Beim zweiten Schema zum Beispiel bei der ГУ 50-В bezeichnen die zwei Buchstaben den Röhrentyp, die Zahl ist ein Unterscheidungsmerkmal und der letzte Buchstabe bezeichnet die speziellen Eigenschaften, wie beim ersten Schema (nach 1976).
Nach der folgenden Tabelle ist die ГУ 50-В also eine Senderöhre für 25-600 MHz in mechanisch stabilerer Ausführung mit erhöhter Zuverlässigkeit.
| Kyrillisch | Bei Röhren übliche lateinische Umschrift | Röhrentyp                       |
| ---------- | ---------------------------------------- | ------------------------------- |
| ГК         | gk                                       | Senderöhre bis 25 MHz           |
| ГУ         | gu                                       | Senderöhre 25-600 MHz           |
| ГС         | gs                                       | Senderöhre für den cm-Bereich   |
| В          | v                                        | Leistungsgleichrichter          |
| СГ         | sg                                       | Spannungsstabilisatorröhre      |
| СТ         | sg                                       | Stromstabilisatorröhre          |
| Т          | t                                        | Thyratron                       |
| ГГ         | gg                                       | Gasgleichrichter                |
| ГР         | gr                                       | Quecksilberdampfgleichrichter   |
| Ф, ФЭУ     | f, feu                                   | Photozellen, Photovervielfacher |

## Rauschen
Wie jedes andere elektronische Bauelement bewirkt eine Elektronenröhre ein in Spektrum und Leistung spezifisches Rauschen. Dieses ist durch die generelle Funktion einer Elektronenröhre bedingt.

### Funkeleffekt
Die Emission von Elektronen an der Kathodenoberfläche hängt von chemischen Vorgängen innerhalb der erhitzten Emissionsschicht ab. So ist die Emission nicht über die gesamte wirksame Fläche der Kathode identisch und ändert sich zudem zeitlich. Der Funkeleffekt trägt am stärksten zum Gesamtrauschen bei. Er ist besonders für Audioverstärker bedeutsam, da die Rauschleistung, die durch den Funkeleffekt verursacht wird, unterhalb von etwa 10 kHz stark ansteigt.

### Schroteffekt
Der Elektronenstrom, der – zum Beispiel bei Aussteuerung mit einer Gleichspannung – die Anode erreicht, ist niemals völlig konstant, sondern hängt von der statistischen Anzahl der Elektronen ab, die im entsprechenden Zeitpunkt die Anode erreichen.

### Verteilungsrauschen
Bei einer Mehrgitterröhre fließen die von der Kathode emittierten Elektronen zum Schirmgitter und weiter zur Anode. In Abhängigkeit von der Zeit erreichen eine abweichende Anzahl von Elektronen Schirmgitter und Anode. Das führt zu einem für Mehrgitterröhren typischen höheren Rauschen.
Das Stromverteilungsrauschen kann durch Reduzierung des Schirmgitterstromes reduziert werden. Konstruktive Maßnahmen wie gleichartig gewickelte Schirm- und Steuergitter erlauben es, die Schirmgitterwindungen aus Kathodensicht hinter dem Steuergitter zu „verstecken“: Die Windungen liegen im Elektronenschatten des Steuergitters und können somit nur weitaus weniger Elektronen aufnehmen. Der Schirmgitterstrom ist dadurch geringer als bei herkömmlichen Schirmgitterkonstruktionen.
Wegen ihres niedrigeren Rauschens wurden in Kurzwellen- und UKW-Eingangsstufen fast ausschließlich Trioden eingesetzt. Die Ausnahme bilden hier frühe UKW-Empfänger, die Anfang der 1950er Jahre gebaut wurden. Die Geräte, die oftmals nach dem Reflexprinzip arbeiten, wurden auch oft als sogenannte UKW-Nachrüstsätze für Radios angeboten, die nur LW, MW und KW empfangen konnten.

### Influenzrauschen
Vor allem bei Frequenzen oberhalb von 100 MHz kommt es zu Influenzvorgängen, die der Elektronenstrom zwischen Kathode und Anode infolge Laufzeiteffekten auf dem Steuergitter hervorruft.

## Kühlung

Kühlverfahren
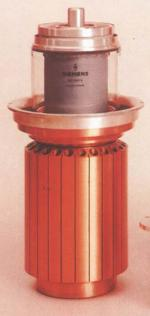
Siedegekühlte Anode einer großen Senderöhre
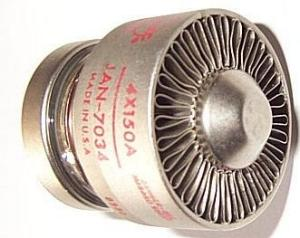
Luftgekühlte Anode einer kleinen Senderöhre. Der linke Ring ist der Anschluss des Schirmgitters
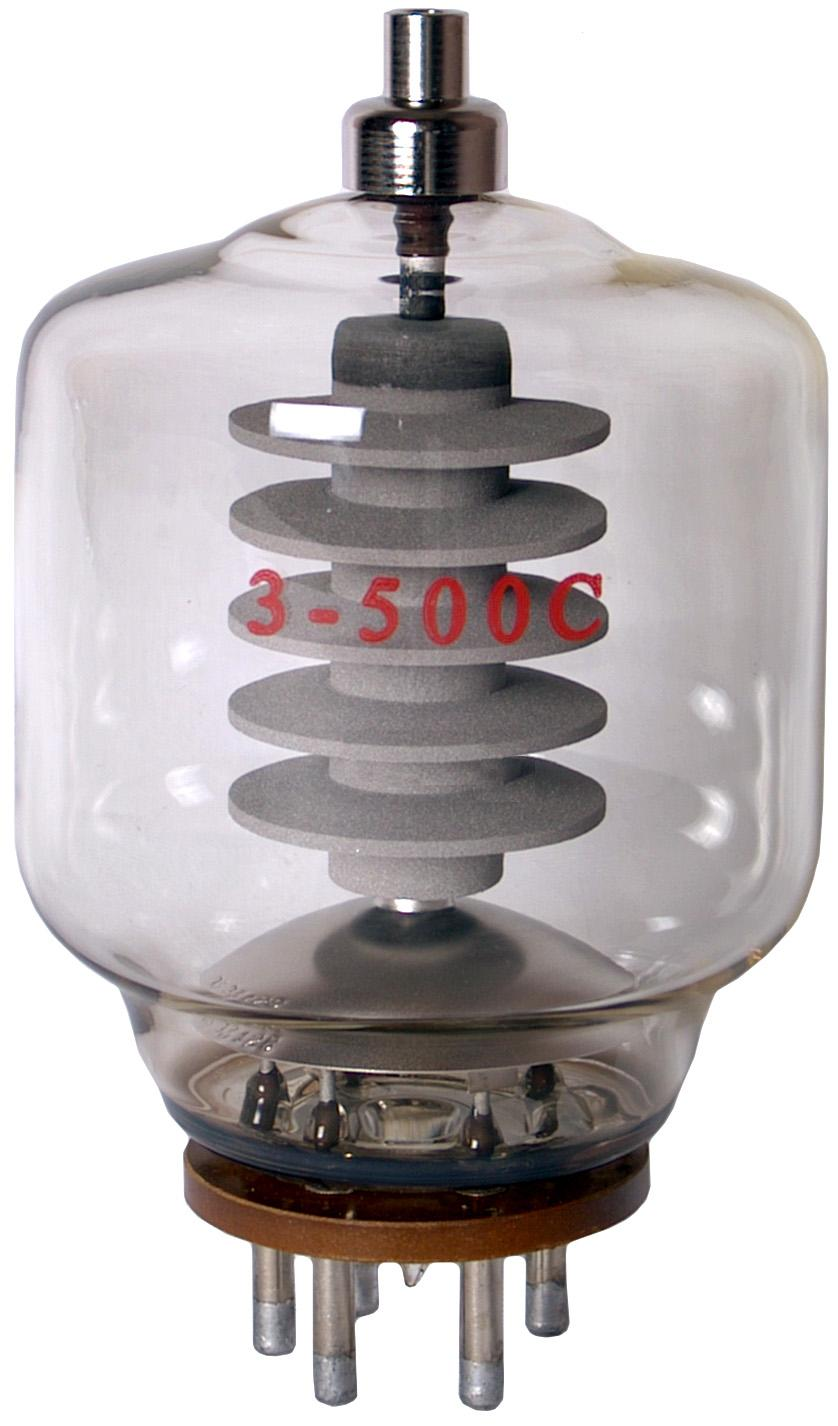
Die strahlungsgekühlte Senderöhre 3-500 C mit 500 W Verlustleistung besitzt eine Anode aus Graphit

Die Potentialdifferenz zwischen Anode und Kathode bewirkt eine Beschleunigung der von der Kathode emittierten Elektronen: Elektrische Energie wird in kinetische Energie der Elektronen umgewandelt. Trifft dieser Elektronenstrom auf die Anode, wird die Bewegungsenergie überwiegend in Wärmeenergie, zu einem geringen Teil aber auch in Lichtstrahlung (siehe oben bei Anode) und bei höheren Betriebsspannungen in Röntgenstrahlung umgesetzt. Die entstehende Wärme muss abgeführt werden, damit die Röhre nicht thermisch zerstört wird. Abhängig von der Bauart kann nicht beliebig viel Energie pro Zeit abgeführt werden. Die erlaubte Maximaltemperatur der Anode ergibt sich aus der vom Hersteller spezifizierten Anodenverlustleistung.

### Leistungsvergleich
Die folgende Tabelle zeigt am Beispiel von Senderöhren für verschiedene Kühlungsarten den Aufbau der Anode und die maximale spezifische Belastbarkeit.
| Kühlungsart            | Anodenart                                       | max. spezifische Belastbarkeit |
| ---------------------- | ----------------------------------------------- | ------------------------------ |
| Strahlung              | Graphit, Molybdän                               | 0010 W/cm²                     |
| Druckluft              | Außenanode aus Cu mit Kühlrippen                | 0050 W/cm²                     |
| Wasser- oder Ölkühlung | Außenanode aus Cu, von Kühlflüssigkeit umströmt | 0100 W/cm²                     |
| Siedekühlung           | Außenanode aus Cu, Wasser wird verdampft        | 0500 W/cm²                     |

### Strahlungskühlung
Bei kleinen Leistungen werden Röhren immer strahlungsgekühlt. Das System ist ohne Kontakt nach außen gut isoliert im Vakuum untergebracht, Wärmeabgabe ist nur durch Strahlung möglich. Um die Verlustleistung möglichst effektiv abzustrahlen, sind vor allem bei Leistungsröhren Anoden und Gitter mit Kühlfahnen oder Kühlrippen versehen. Geeignetes dunkles Material mit großer Oberfläche (zum Beispiel Graphit oder P2-Eisen) trägt zur Erhöhung des Emissionsgrades bei. Trotzdem ist die abstrahlbare Leistung sehr begrenzt.
Das Steuergitter in unmittelbarer Nähe der heißen Kathode muss besonders kühl bleiben, damit es seinerseits keine Elektronen emittiert. Die Haltestege werden deshalb aus thermisch gut leitendem Material (oft Kupfer mit Nickelplattierung) gefertigt und tragen am Ende ebenfalls Kühlfahnen. Zusätzlich können die Molybdän-Gitterdrähte vergoldet sein, da Gold in Verbindung mit von der Kathode abgedampftem Barium die Austrittsarbeit erhöht.
Strahlungskühlung findet man auch bei Röntgenröhren mit Drehanode, hier sorgt die Drehung für eine Wärmeverteilung, indem der auftreffende Elektronenstrahl immer nur einen kleinen Teilbereich der elektromotorisch bewegten Anode erhitzt. Dieser Teilbereich kann sich dann bis zur Vollendung einer Umdrehung außerhalb des Strahlflecks wieder abkühlen.

### Andere Kühlverfahren

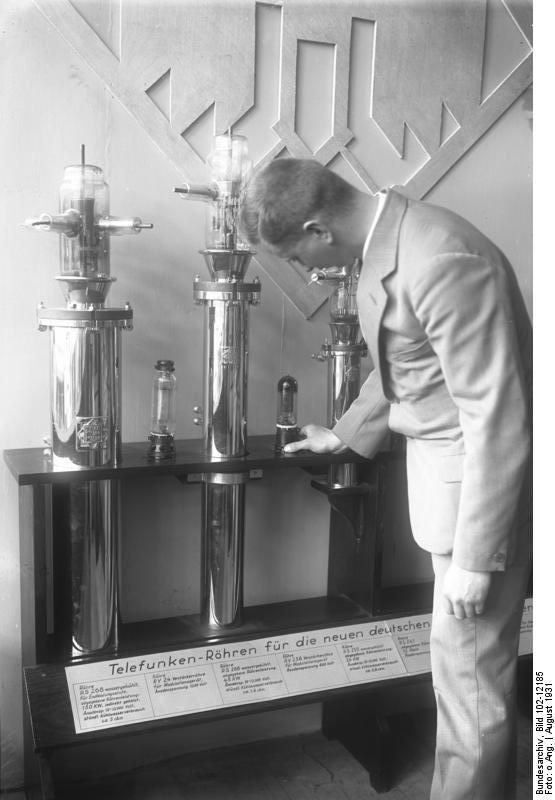
Deutsche Funk-Ausstellung am Kaiserdamm in Berlin: „Telefunken-Röhren für die neuen deutschen Gross-Rundfunk-Sender“. Ganz links: größte bisher gebaute wassergekühlte 150 KW leistende Röhre, 1931

Senderöhren mit hoher Leistung werden mit Wasser oder einem anderen Kühlmedium gekühlt, während Senderöhren mittlerer Leistung luftgekühlt sind (gesteigerte Luftkühlung mit Gebläsen). Damit kann man einige hundert Mal mehr Leistung abtransportieren als mit Strahlungskühlung.
Bei diesen Röhren ist die Anode aus massivem Kupfer gefertigt und ragt aus dem Gehäuse heraus oder ist im Inneren von einem Kühlmedium durchflossen. Das erlaubt gegenüber Strahlungskühlung wesentlich höhere Leistungsdichten auf der Anode. Die übrigen Elektroden wie das Schirmgitter sind bei scheibenförmigem Aufbau ebenfalls durch Wärmeleitung kühlbar.
Für höchste Leistungen wird immer die Siedekühlung eingesetzt.

## Lebensdauer
Trotz ihrer hohen Toleranz gegenüber kurzzeitigen Überschreitungen der elektrischen Grenzwerte besitzen Elektronenröhren eine geringere Lebensdauer als Halbleiterbauelemente. Gerade in der Leistungstechnik sind Röhren Verbrauchselemente, während oft in Empfängern der 1950er-Jahre noch die original eingesetzten Vorröhren anzutreffen sind. Röhren weisen herstellungsbedingt Toleranzen im zweistelligen Prozentbereich auf, in einigen Schaltungen funktioniert eine Röhre mit weit abweichenden Parametern besser, in anderen weniger. Im Bereich der High-End-Audioverstärker werden Röhren oft weitaus früher als messtechnisch notwendig ausgetauscht.
Die anfangs aufwändige und vor allem bei sehr hohen Frequenzen problematische Konstruktion Röhrensockel–Röhrenfassung ist nicht zuletzt Ausweis der Notwendigkeit einfachen Austausches.
Neben einigen anderen Faktoren wird die Lebensdauer einer Elektronenröhre bei einem Betrieb innerhalb der Grenzwerte durch folgende Faktoren bestimmt:

### Zwischenschichtbildung
Die elektrochemischen Vorgänge in der Oxidkathode sind der entscheidende, die Lebensdauer limitierende Faktor. Vor allem, wenn die Röhre geheizt wird, jedoch für lange Zeiträume kein Anodenstrom fließt, bildet sich eine sogenannte Zwischenschicht zwischen Kathodenträger und der Oxidschicht aus, die die Emissionsfähigkeit der Kathode drastisch reduziert.
Diese Zwischenschicht besteht im Wesentlichen aus Bariumorthosilikat, was sich aus Siliziumverunreinigungen des im Regelfall aus Nickel bestehenden Kathodenröhrchens indirekt geheizter Röhren bildet. Sie besitzt Halbleitercharakter und tritt bevorzugt bei Röhren mit hoher Steilheitsdichte (mA/V cm2) auf. Optische Untersuchungen zeigten diese Schicht als glasartige, direkt auf der Kathodenhülse gebildete Schicht, deren Ersatzschaltbild eine Parallelschaltung aus Kondensator und Widerstand darstellt: Sie ist frequenzabhängig. Durch Steilheitsmessungen bei verschiedenen Frequenzen (z. B. 10 kHz vs. 10 MHz) kann eine qualitative Aussage über eine eventuelle Zwischenschichtbildung getroffen werden. Bei einer zwischenschichtfreien Kathode sind die Steilheitswerte gleich. Gemessene Werte bewegen sich im Bereich um 80 Ω bzw. im Bereich um 1,5 nF.
Diese Zwischenschicht kann durch gezielte, vorsichtige Überheizung bei gleichzeitigem hohem Kathodenstrom begrenzt rückgebildet werden. Siehe Abschnitt Regenerierung.

### Abtragung von Kathodenmaterial

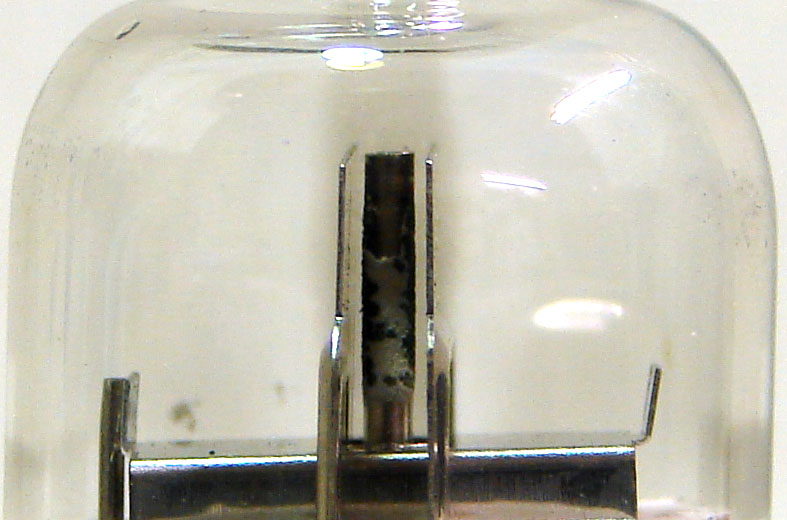
EBC91 mit teilweise abgelöster Kathodenschicht im Diodenteil

Das emissive Material der Kathode kann sich mit der Zeit langsam ablösen. Zum einen kann das durch sehr starke Überlastungsmomente geschehen, die zum Beispiel auftreten können, wenn die Röhre mit bereits angelegter Anodenspannung aufgeheizt wird. Zum anderen findet in der Röhre eine stetige Abdampfung statt. Dieser Vorgang verläuft unter normalen Betriebsbedingungen jedoch sehr langsam und macht sich erst nach einigen zehntausend Betriebsstunden bemerkbar. Bereits vor Taubwerden der Kathode kann als Folge Gitteremission auftreten.

### Gitteremission
Eine Folge von der Kathode verdampfenden und sich auf dem Steuergitter niederschlagenden Materials kann Gitteremission sein. Dabei emittiert das Steuergitter Elektronen, was dazu führt, dass es positiver wird, sich dadurch der Anodenstrom erhöht und sich der Arbeitspunkt soweit verschiebt, dass Verzerrungen und/oder thermische Überlastung auftreten. Dadurch heizt sich das Steuergitter noch weiter auf und emittiert umso mehr Elektronen. Besonders anfällig sind Schaltungen, bei denen die Gittervorspannung über einen besonders großen Widerstand (1 Megaohm oder größer) zugeführt wird. Dann reichen bereits wenige Mikroampere Gitteremissionsstrom, um einen Ausfall zu verursachen.

### Vakuum
Das Vakuum einer Röhre kann sich aus zwei Gründen verschlechtern: Ausgasung von Materialien innerhalb der Röhre, was von der Qualität (Reinheit) der Materialien abhängt, sowie Eindringen von Gasen durch den Kolben.
Bedingt durch die Betriebstemperatur einer Elektronenröhre wechselt die Temperatur des Glaskolbens oder der Keramik-Metall-Verschweißungen zwischen ein- und ausgeschaltetem Zustand um etwa 100 K, bei Leistungsröhren kann die Temperaturdifferenz sogar 150 K erreichen. Manchmal geht mit einer Vielzahl von Ein- und Ausschaltvorgängen die Bildung von Haarrissen im Kolben einher. Die meisten Gase (Sauerstoff, Stickstoff, Kohlendioxid und so weiter) können zunächst vom Getter der Röhre adsorbiert werden. Bei Glasröhren ermöglicht der Getter eine optische Kontrolle des Vakuums: Solange der silberne Belag an der Innenseite des Kolbens noch deutlich erkennbar ist, kann man das Vakuum als ausreichend ansehen. Ist er dagegen verschwunden bzw. milchig-transparent verfärbt, befindet sich Luft im Glaskolben. Bei genügendem Gasdruck kommt es zu einer Oxidation des Heizfadens: Er verbrennt. Die Röhre ist jetzt nachhaltig zerstört.
Die Verschlechterung des Vakuums hat zunächst Änderungen der elektrischen Eigenschaften zur Folge. So können im nicht mehr komplett gasfreien Raum Glimmentladungen entstehen, die sich gerade bei Endröhren wegen schaltungstechnisch nicht notwendiger hochohmiger Außenwiderstände außerordentlich schnell zu Bogenentladungen steigern. Diese ziehen unter Umständen weitere Bauteile (Netztransformator, Gleichrichterröhre, Ausgangsübertrager) in Mitleidenschaft. Ist jedoch schaltungstechnisch gesichert, dass der innere Überschlag nur kurz brennt und keine Folgeschäden verursacht, kann sich das Vakuum einer Röhre durch den dabei auftretenden Metalldampf und dessen Gasadsorptionsvermögen wieder verbessern. Dieses Phänomen wird besonders bei Senderöhren beobachtet beziehungsweise genutzt.

### Langlebensdauerröhren
Dort, wo eine sehr hohe Anzahl von Röhren in einem elektronischen System zusammenarbeiten (elektronische Rechengeräte, Fernsprechübertragungsanlagen und so weiter), nur sehr eng tolerierte Röhren verwendet werden können oder wo besondere Anforderungen an die Zuverlässigkeit gestellt werden, werden Spezialröhren eingesetzt. Je nach Einsatzzweck wurden unterschiedliche Arten von Spezialröhren entwickelt. Röhren für elektronische Rechensysteme besitzen eine Spezialkathode, die nur gering zur Ausbildung von Zwischenschichten neigt. Röhren für den militärischen Einsatz sind neben anderen Anforderungen häufig für hohe Beschleunigungen konstruiert. Die Lebensdauer dieser Spezialröhren wird im Allgemeinen mit 10.000 Stunden angegeben.
Spezialröhren sind von den Herstellern unterschiedlich gekennzeichnet. Oft wird die Systembezeichnung mit den Ziffern vertauscht, so wird aus einer ECC88 in der Spezialvariante eine E88CC. Valvo hat hier auch verschiedene nach Farben unterschiedene Serien etabliert (Rote Serie, Blaue Serie, und so weiter) die ihrerseits spezielle Eigenschaften (soliderer Systemaufbau, zwischenschichtfreie Kathode, und so weiter) kennzeichnen.
Spezialröhren gehören heute zu den gesuchten und damit vergleichsweise teuren Elektronenröhren.

### Regenerierung
Ein häufiger Ausfallgrund von Elektronenröhren sind taube Kathoden, das heißt, deren Elektronenemission lässt nach. Solche Kathoden können in gewissem Umfang regeneriert werden. Dazu wird während gewisser Zeiträume die Kathode gezielt überheizt, während gleichzeitig ein begrenzter Anodenstrom fließt. Ziel ist dabei, die Kathode wieder zu aktivieren, so dass die Röhre wieder eine gewisse Zeit lang funktioniert.
Bei altersbedingt leuchtschwachen Anzeigeröhren wie zum Beispiel magischen Augen ist eine Regenerierung im Allgemeinen nicht möglich, da die Gründe nicht in einer schwachen Emission der Kathode zu suchen sind, sondern sich fast ausschließlich in einem Taubwerden des Leuchtstoffes zeigen. Es gibt Möglichkeiten, durch massive Erhöhung der Anodenspannung wieder eine höhere Leuchtkraft zu erzielen.
Für Bildröhren waren früher Bildröhrenregeneriergeräte erhältlich, die den Vorgang der Regeneration vereinfachten.

Weiterhin wurden taube Bildröhren-Kathoden dauerhaft überheizt, um noch eine gewisse Zeit funktionsfähig zu bleiben.
Heutige Glühkathoden von Bild- und anderen Kathodenstrahlröhren haben eine Lebensdauer, die meist die des Gerätes übersteigt.

### Wackelkontakte
Die elektrischen Verbindungen innerhalb der Elektronenröhre können durch mechanische Einwirkungen wie Vibrationen den sicheren Kontakt verlieren. Ein weiterer Grund für Fehlfunktion kann in mechanischen Problemen der Kontakte der Röhre im Sockel sein. Um zu prüfen, ob ein solcher Wackelkontakt vorliegt, ist es hilfreich, im laufenden Betrieb mit einem speziellen Abklopfhammer mechanisch auf die Röhre einzuwirken.

### Röhrenmessgeräte
Um den Zustand einer Elektronenröhre zu prüfen, wurden in der Hochzeit der Röhren Röhrenmessgeräte entwickelt. Mit ihnen können wesentliche Parameter wie Stromaufnahme, Steilheit oder Gitterströme ermittelt werden.

## Patente
- Patent  GB190304168: Improvements in the Method of and Means for Obtaining Uni-directional Current from a Single-phase or Poly-phase Alternating Current Source. Angemeldet am 21. Februar 1903, Erfinder: Peter Cooper-Hewitt.‌
- Patent  DE179807: Kathodenstrahlrelais. Veröffentlicht am 4. März 1906, Erfinder: Robert von Lieben.‌
- Patent  US841387: Device For Amplifying Feeble Electrical Currents – Die De Forest-Triode. Angemeldet am 25. Oktober 1905, Erfinder: Lee de Forest.‌
- Patent  GB190424850: Improvements in Instruments for Detecting and Measuring Alternating Electric Currents. Angemeldet am 16. November 1904, Erfinder: John Ambrose Fleming.‌